# ゴルゴ13の登場人物
ここでは、さいとう・たかを作の劇画『ゴルゴ13』に登場する人物を紹介する。声の担当について特に表記の無い場合はアニメ版のものとする。主人公についてはゴルゴ13 (架空の人物)を参照。

## 依頼人

### ベスト4
中国を除く常任理事国の諜報機関代表。ドイツの戦後処理を協議して以来、「味方」「敵」として関係を持つ。協議には利害関係が絡むため、採決は全員一致が原則。
「ベイルートVIA」にて22年振りに再会。古くから交流のある「虫」と共にパレスチナ停戦後の「処理」について協議する。キニスキー死後の「リオの葬送」では、残る3名とKGBのシャハリン、日本の諜報機関のイシワタリと共にゴルゴに依頼する。
冷戦の舞台裏を象徴する名脇役達だったが、国際情勢の変化に伴い次々と退場していった。
ヒューム
初出は第3巻第13話「メランコリー・夏」（アニメ版第20話）。以降の登場話は第3巻第19話「ベイルートVIA」、第6巻増刊第1話「17人の渇き」、第9巻第31話「暗い街灯の下で」、第29巻第42話「女王陛下の憂鬱」、第10巻第47話「リオの葬送」、第10巻第48話「ナチス鉤十字章は錆びず」、第14巻第58話「カリブ海の死影」、第17巻第71話「欧州官僚特別便」、第19巻第77話「ジェット・ストリーム」、第44巻第148話「薔薇の下で」、第45巻第152話「ヒューム卿最後の事件」など。
ヒューム卿の関係者が登場する話は第124巻第369話「イングリッシュローズ」、第628話「霧と薔薇の葬送」、第641話「ゴッド・セイブ・ザ・キング」など。
声：堀勝之祐（TVアニメ版）、山野史人（ラジオドラマ版）
MI6部長。卿（サー）の称号を持ち、女王への忠誠も厚い。引退後はバラの手入れをしつつ余生を送る。「ヒューム卿最後の事件」にて病死。
作中での依頼回数は個人最多。初めの頃は皮肉を受けるも次第に一目置かれるようになり、ルールに抵触する行為を繰り返すも信用を得ている。
「ジェット・ストリーム」では、「讃美歌13番」を用いた暗号めいた通信のみでゴルゴに依頼を遂行させている。「薔薇の下で」ではゴルゴへの全幅の信頼から、自身を囮にした狙撃を依頼。「暗い街灯の下で」では、ロンドン警視庁のゴルゴへの殺人容疑を彼の信条から否定。「女王陛下の憂鬱」でも同様の理由で、スパイ嫌疑をかけられたゴルゴを釈放させた。他に「欧州官僚特別便」「17人の渇き」「カリブ海の死影」にも登場。
職務への使命感から退任後も現場に介入してくることから、不満を感じる後輩も多い。
遺産は生命保険を含め総額約6万ポンド。ゴルゴへ報酬として支払われた。
彼の死後のエピソードである「イングリッシュローズ」で、外国資本力の猛威をアジサイになずらえた会話に対し、ゴルゴが「ヒューム家のバラは見事だった、ということだな？」と応じる下りがある。
アニメ版では第23話「ジェット・ストリーム」の他、原作未登場の第26話「冷血キャサリン」にも登場している。
オマイリー
初出は第1巻2話「デロスの咆哮」
フランス情報部長。眼鏡を着用し黒目がちな容貌。「ベスト4」の中で最初に登場。
フーバー
初出は第1巻4話「色あせた紋章」
CIA部長で後に局長。元OSS出身。
「価値なき値」ではゴルゴに毒素兵器の破棄を依頼。「軌道上狙撃」では長官として登場しており、ゴルゴと会うのは「暫く」とのこと。
キニスキー
初出は第1巻4話「色あせた紋章」
KGV（ソ連保安部）部長で後にKGB部長。階級は大佐。「査察シースルー」にて病死。モロトフによると「酒やタバコを嗜まず、一生独身で、己の全てを国家と諜報活動に捧げた男」。
晩年はモスクワ国立病院に入院。見舞いに訪れたモロトフに、ゴルゴに狙われていることを警告する。ゴルゴを降雪（スネコバ）のように畏怖しながらも再会を果たせぬことを悔やみ、彼に「世界平和に花束を………ダスビダーニヤ・スネコバ!」と遺言を送る。
「ベスト4」の中で唯一人、ゴルゴへの単独依頼が無い。

### その他の依頼人
ドワイト・D・グリンヒル
初出は第2巻9話「南仏海岸」
スイスにあるナショナル銀行の頭取。ゴルゴの資産管理者の一人。財界の大立者で、観光協会会長の肩書を持つ。
スイス銀行の救世主である「虫」とは先代から繋がりを持ち、その命令には逆らえない。
「南仏海岸」では、闇の金市場壊滅のためゴルゴに暗殺を依頼する。
「最後の間諜 -虫-」では16年振りに「虫」から連絡を受け、ゴルゴ抹殺を指令される。罠を察知され失敗するも、報復協力により制裁を逃れる。
「国王に死を」では息子の投資ミスにより、破産およびスイス銀行全体の危機に直面。資産流出を阻止すべく、大口預金者である元ペルシア国王の暗殺をゴルゴに依頼。その後、顧客を死に至らしめた責任を取り自殺した。
リンダ
声：岡本麻弥
第25巻97話「レディ・ビッチ」（アニメ版第4話「プリティ･ウーマン」）
ニューヨークマフィアの幹部・マーティ・オブライエン（声：亀井三郎）の愛人。
上流階級のレディに憧れ、愛想が尽いたマーティの殺害をゴルゴに依頼する。その際に「ビッチ」の本性が表れ欲情。理不尽な己への怒りから銃を向けたために反撃に遭い、自嘲しながら息絶えた。
ロバート・ドーソン
第32巻114話「帝王の罠」
声：富山敬（劇場版ゴルゴ13）
世界有数の多国籍石油メジャー「ドーソン・カンパニー」を一代で築き上げたレオナード・ドーソン会長の息子。
父から後継者として期待されていたが、人生を拘束された恨みと反抗出来ない非力さに逼迫し、ゴルゴに自身の殺害を依頼。父とのゴルフ中に狙撃される。半年後、一連の真相を綴った遺書が父の手に届く。
劇場版では妻と娘がいる。殺害場所が「父の誕生パーティーを催す船の壇上」に変更。遺言には父への感謝の気持ちも込められており、己の不甲斐なさから最後を「親不孝者」と締め括っている。
藤堂伍一（とうどうごいち）
初出は第54巻189話「穀物戦争 蟷螂の斧」
岩手県九戸郡の農家出身。妻帯者で故郷に妹と弟がいる。人脈が広く信頼も厚いが世間話は苦手。穀物メジャーからも一目置かれる豪胆な人物で、その存在を危険視したメジャーから刺客を送り込まれたこともあるが、剛柔流三段の腕前で返り討ちにしている。
「蟷螂の斧」では丸菱物産オレゴン支店長で穀物取引を担当。卓越した手腕で穀物相場での利益を積み重ねていく中、アメリカの穀物メジャーに支配された日本の農業を危惧。メジャーに依存しない輸入ルートを確保するべく、独断専行で食糧自給のための穀物コンビナートを建設する。しかし、メジャーの依頼を受けたゴルゴにコンビナートを爆破され引責辞任に追い込まれた。
「穀物戦争　汚れた金」では穀物相場師として暗躍する傍ら、ゴルゴに「核テロ」偽装の助力を依頼。ソ連の穀物購入用金塊を一時的に使用不能にし、買い手を失い暴落した小麦を大量に買い付けることで巨額の利益を挙げた。郷里に戻ってからは「農民」となり、莫大な利益を元に農業援助の基金を開設する。
「G資金異聞 潮流激る南沙」では、丸菱の元同僚から聞いた『G資金』の噂に興味を抱き、丸菱から依頼を受け、ルール違反を覚悟の上で、ゴルゴと私情で接触してゴルゴに情報を伝える。後日、その報酬として一億円が支払われる。
ゴルゴの銃弾で全てを失い、新たな銃撃で道を切り開いた数奇な運命の人物。
ローゼン・マクシミリアン
第61巻210話「裏切りのスワスチカ」
元チベット兵隊長グルカ（現在は西ドイツ外務省補佐官リヒャルツ・ゼル）への復讐を誓う残存兵を支援。その一方でゼルが秘蔵する「ヒトラー日記」の存在を危惧し行方を追う。暗殺計画が立て続けに失敗したことを受け、ゴルゴにゼルと日記両方の処分を依頼する。
陸軍情報部にコネを持ち、一部ながら「ヒトラー日記」のコピーも所有する。
ゴルゴを「トウゴウ」ではなく「ゴルゴ13」と呼称している。
正体は元ナチス副総統ルドルフ・ヘス。収監中の人物は偽者で、暗殺から逃れるべくドイツを脱出していた。帰国後は正体を隠していたが、ゴルゴに初めて見破られる。
ローゼン・ザメック
初出は第63巻215話「ロックフォードの野望」（アニメ版第44話）
声：土師孝也
ユダヤ人事業主。ゴルゴにロックフォードに関する情報を与え助力するが、その報復として財閥により事業を潰され、屋敷と別荘、経営するカフェのみを残すまでに凋落する。
「謀略の死角」にてゴルゴとの対話中、ロックフォード財閥の手の者により射殺されるが、それを予期して妻を介してゴルゴにテープに遺言を託しており、報復を依頼。
ゴルゴを「我が友」と呼び、握手が出来ないことを残念がる。ゴルゴも信頼を寄せていたのか、手渡されたワインを警戒せずに飲む描写がある他、遺言を聞いた際には複雑な表情で沈黙しており、特殊な依頼であったが受領した。
フランク・マードックの息子
第111巻-3「黒い通信」
姓名不詳。ソバカス顔の少年。父親は元刑事で、ゴルゴにより任務失敗の全責任を負わされ、不遇の死を遂げる。
父の遺した情報を利用してゴルゴを脅迫し、その報復として射殺される。自分の死後、ゴルゴの元にビデオメッセージが届くよう手配。自分の命を代償に、当時と同じ状況下での狙撃を依頼し、父が生前主張してきた任務の危険性を立証する。
ロイ
第120巻357話 「世紀末ハリウッド」（アニメ版第46話）
声：樋浦勉
香港人俳優リー（声：三木眞一郎）のマネージャー。襲撃者とその黒幕の殺害、という形でリーの護衛をゴルゴに依頼。その際、ゴルゴの手の内を知ることになる自身の命も要求される。戦闘中にリーを庇い負傷。ゴルゴとの仕事はマネージャー以上に「刺激的で楽しかった」と言い残して息絶える。

## 職人・協力者

### 職人とプロ
デイブ・マッカートニー
初出は第7巻30話「AT PIN-HOLE!」（アニメ版第1話）
声：千田光男
ニューヨークに住むガンスミス（銃職人）。全米で5指に入る銃のハンドメーカー。
ワイズコフ
第61巻199話「死闘ダイヤ・カット・ダイヤ」
初老の偏屈なダイヤモンド研磨職人。
「ダイヤが四散する瞬間を見たい」と語る客（ゴルゴ）の注文を受け、自らが研磨したブリリアント（58面体）ダイヤを鑿の一突きで砕く。世界最大のダイヤ「ギャラクシー・オブ・キンバリー」が撃ち砕かれた報を聞き、己の技を盗んだ客の仕業と確信。「愛弟子」と称賛する。
ベリンガー
第100巻308話「傑作・アサルトライフル」
「精密加工の神様」と呼ばれるスイスの銃職人。
ゴルゴから「アーマライトA2」の製作依頼を受け、銃身だけで8年の歳月を費やす。この銃の完成により、ゴルゴの最大狙撃距離は更に延長した。
自分の銃がゴルゴに使用されることに喜びすら感じている。
アニメ版では役柄がデイブに変更。
マコーミック
第114巻343話「病原体・レベル4」
ゴルゴの検査担当医。ゴルゴから病状の報告を受け、エボラ出血熱の情報を伝える。
ロペス
第116巻増刊44話「神の手」
自称「天才」の「プロ」。警戒心が強く抗不安剤を服用し、人混みを嫌う。
急死した「プロ」の代役として、ゴルゴから協力要請を受ける。空中地雷「スキート」を用いた間接攻撃により、標的が籠る堅固な施設ごと葬る作戦を立案。「信管のみに衝撃を与える射撃」を指導すると共に、施設に潜入し地雷の設置を施す。
そのあまりにも困難でゴルゴですら練習でなかなか成功しないミッションそのものが自分の失敗では、と見直そうとしたが、ゴルゴにプロのお前が考えた作戦ならそれを実行するのはプロである自分だと言われ、ゴルゴの修練の結果目的の狙撃が可能になり、喜びを見せた。
トマス・フィール
初出は第127巻376話「ティモールの蹉跌」
ハリウッドで活躍する特殊メイクのプロ。「首を賭けても良い」と豪語する自信と腕前を持ち、アクシデントで表皮が剥離するまで、ゴルゴの変装が露見することは無かった。
「ティモールの蹉跌」ではインドネシアのゴルゴから出張依頼を受け、台湾人への変装を施す。
「リプレイ」では清掃業者への変装を施し、「相変わらず良い腕」と称賛される。
他に「デリートG Gの消去」にも登場。
漢方医
第133巻387話「戦略ミサイル防衛　TDM幻影」
台湾で漢方薬店を営む漢方医の老人。ゴルゴがギラン・バレー症候群用の、15種類の薬草をブレンドした漢方薬を購入するために時折訪れている。ゴルゴに対し、言っても無駄だと分かっていても漢方薬よりも長期療養することを薦め、毎回購入前に毒見をする際にはいつ自分を信用してくれるのかとぼやいている。
無線業者
第144巻417話「神の耳・エシュロン」
姓名不詳。日本人。東京の隅田川界隈にて電器屋を営む違法無線業者。「腕は日本一」と自負する。
デイブの紹介によりゴルゴから特殊な小型集音・録音機の製作依頼を受け、意地で期限内に完成させる。
デイブの知人で裏稼業に身を置きながら、ゴルゴの名前も正体も知らない模様。
眼科医
第146巻416話「いにしえの法に拠りて」
ゴルゴの顧問医の一人。
目にダメージを負ったゴルゴを治療し、レーザー光によるものと診断する。
「自分を絶対的に信頼してくれている」「高額の顧問料のおかげで開業できた」と語り、何時如何なる場合でも、連絡があれば直ちに応じる。
ハインツ
第165巻増刊88話「螺旋」
スイス・ジュラ渓谷の町に住む時計職人。天文学と数字において類稀な博識を持つ。同業者からは変人と評され、昔気質な性格。完璧な精密さを持つトゥールビヨンを製作し、おそらく腕前は世界一。ブランドや名声に全く興味がなく、ゴルゴの特注時計の製作を最高の名誉としている。
一人娘が特注時計を紛失したことを知り、ゴルゴと連絡をとり告白する。
革手袋職人（名称不明）
第500話｢史上初の狙撃者　ザ・ファーストスナイパー｣
姓名不詳。イタリア・ウンブリア州アッシジの山奥に住む老人。
ゴルゴから「火縄銃」用の革手袋の製作を依頼される。引退を理由に断るも、高額な報酬で食い下がられ承諾する。
ゴルゴが「この数十年右手を他人に預けたのはあんた一人だけ」と語っており、職人としての信頼度は高い（実際には外科医のヤンなど、複数の人物にも預けている）。
弥生（やよい）
第155巻436話「一射一生」
名字不詳。日本・京都に在住。弓道の裏派で「凶の技」の系譜である「鞍馬竹林流」の錬士。名目上は跡継ぎだが女子への継承が認められておらず、先代宗主である父の死後は廃流の危機に瀕している。
ゴルゴに弓術の技量を見込まれ指南。振る舞いから素性を察しつつ、身を挺して指導を続ける。自分の技量を凌ぎ「死活の域」に達したゴルゴに「決して弓術で人を殺めないこと」を厳命する。
銃器にも精通しており、弓の構えを一目見てゴルゴが狙撃手であることを見抜いた。
ゴルゴからの授業料として流派継承に必要な儀式を請け負ってもらった他、任務の報酬を全額口座に振り込まれる。
ドンガ
第508話「キャノピーからの使者」
南米コスタリカの呪術師で、西洋医学でも解明に困難なヤドクガエルの毒などに対する薬学に長け、過去にもゴルゴを治療している。
ゴルゴに私怨を持つ者の復讐で、スイスで数種のヤドクガエルの毒に侵されたゴルゴは急遽コスタリカへ来訪、ゴルゴから連絡を受けたドンガは助手と共にゴルゴの下に訪れ解毒の治療を行い解毒に成功、さらにはゴルゴを裏切りマフィアに売った情報屋のベゼルに対し、ヤドクガエルの毒矢で制裁した。
ピエール
第521話｢Stock｣
銃床製作会社の職人だったが現在は引退。スイスで余生を過ごす。
妻ソフィアの亡き後、自殺を考えていたが、ゴルゴからの依頼によって生気を取り戻す。完成後に火事に遭い、銃床を守り通し死亡。以降、この銃床はゴルゴの愛用品となる。
高柳廣一(たかやなぎ　こういち)
第177巻増刊97話「夏の老人」
山形県の田舎に在住する一人暮らしの老人。かつては日本刀の世界で「神様」と称された研ぎ師。
自ら研磨したM-16のトリガー「シアーハンマー」の検品中、心臓発作で死去。ゴルゴは一人娘からこれを受け取り、去り際に「これと同じ物は二度と手に入らない」と告げた。

### 調達屋
調達屋
初出は第3巻11話「狙撃のGT」
声：上田忠好（ラジオドラマ版）
* 1971年版スチールアニメにも登場しているが、キャストは不明。
本名・国籍不詳。ロサンゼルス在住の老人。禿げ頭で前歯が欠け、背の曲がった醜い容姿。配管が剥き出しの薄暗い地下室に住む。武器・兵器から人材に至るまで調達する。
ゴルゴからの無理難題な注文に反発しては「他をあたる」と返され、渋々応じるケースが多い。また「人のできないことをやるのがじいさんの商売」と、素っ気ないながらも腕の方は信頼されている模様。戦闘機などの大がかりな注文の際は、スイス銀行掘り出しのトラベラーズチェックにて報酬が支払われる。
初登場時には「10時間以内」という条件付きの発注に応対したものの、報酬（2万ドル）の方は赤字。
「最後の間諜 -虫-」では600万ドルの報酬で、チェコ空軍から「メッサーシュミット Bf109」2機、「ダグラス DC-4」1機、エキストラ30名などを20日以内に調達する依頼を受ける。困難な依頼だったが無事調達に成功。腕前が本物であることを証明した。
「ミステリーの女王」では100万ドルの報酬で、改良型「F-104」1機を3日以内に調達する注文を受ける。
「崩壊　第四帝国　狼の巣」では、純金の弾丸を含む重装備一式の注文を受ける。
カルロス・ジモノーザ
初出は第10巻47話「リオの葬送」
声：松熊信義（ラジオドラマ版）
元シカゴマフィアのボス。シカゴを脱出後はブラジル・マナウスに移りホテル経営に着手。
ゴルゴから武器の調達や標的捜索の依頼をされたが、居場所を突き止められ拷問を受けてしまう。最後はゴルゴに拷問に屈さなかったことを告げて死亡。
ゴルゴは遺体をベッドに寝かせ哀悼の意を示しており、信頼は厚かった。

### 仲介者
エゴータ
第7巻33話「番号預金口座（コント・ヌメロテ）」
孤児院にいる夫人。“丘の上のラムロッサ”からの紹介でやってきたフーリオにゴルゴへの依頼を仲介する。
マーカス・モンゴメリー
初出は第17巻70話「柩に誓いを」
ゴルゴとの連絡の仲介を担う終身囚。囚人番号は96304。片目が潰れた醜い面相の持ち主。看守からの呼び名は「マーク」。
幼い頃に病気で声を失う。青年期にはジャズピアノ奏者として活動するが、やがて5人のコールガールと母親を次々と手にかける。逃亡中に偶然にゴルゴと接触し、間もなく自首。終身刑を宣告されアメリカ連邦刑務所に服役中。
若い頃は「変人」と評され、趣味の女に溺れるうちに殺人衝動が抑えられなくなり暴走。精神の救済主であるゴルゴに心服し、密約により仲介者となる道を選ぶ。
依頼者から手紙を受け取った後、特定のラジオ局に「讃美歌13番」のリクエストを出すのが仕事。「マークのリクエスト」では自らが依頼者としてリクエストを出し、獄中にて接触している。彼が仲介者であることは政府や情報機関の要職者にとって公然の秘密であり、手を出すことはタブーとされている。一方で刑務所関係者にはそのことは知らされていないようで、調査に来た人物から話を聞いて驚いたり、首を傾げることが多い。
女性秘書
初出は第88巻300話「プログラム・トレーダー」
姓名不詳。複数存在しており、ニューヨークおよびカナダ・バンクーバーのオフィスに勤務。賛美歌13番ルートの担当の他、トウゴウ名義での伝言を託されることもある。
スローン
第128巻426話「300万通の絵葉書」
イギリス・ペンザンスに住む老人。
15年間ゴルゴの絵葉書ルートを請け負う。近所の空家に配達された絵葉書を、ニューヨークに転送するのが仕事。
依頼ルートの破壊工作により、大量の絵葉書が届くようになる。結果、このルートは凍結されるが、報酬は生涯得ることとなる。
杉本
「双龍狙撃指令」
神保町にある古本屋「杉本書店」を営む寡黙な老夫婦。依頼者との暗黙のやりとりの後、名前と連絡先を入手する。
長老
第139巻459話「錆びた黄金」
南アフリカ共和国（以下、南ア）の一部族の長老。社会的地位も高く、政府高官や科学者などとの交友関係も広い。アフリカ方面の仲介役。
国民を救うため、已む無く南アの鉱山エネルギー省長官・ロイドとの仲介役を引き受ける。ゴルゴのルールに背いた罰でロイドが殺されたことを知り、連帯責任による死を受け入れた。

### 恩人
オールド・クラウド
第53巻186話「甦るスタンディング・ベア」
ネイティブ・アメリカン（インディアン）。アメリカ合衆国アイダホ州ラプワイのネ・ベルセ族酋長。
保留地の渓谷にて負傷して行き倒れとなったゴルゴを発見。一切の経緯を訊かず保護し、その礼として連絡方法を教わる。2年後、保留地の立ち退きを迫る裏切者の射殺を依頼する。
ゴルゴを「友」と呼び、「約束を守り、真実を見据える男」と評した。
ミゲル
第100巻336話「黄金の男（エル・ドラード）」
コロンビア・ボゴタの郊外でコーヒー農園を営む。妻のマリア、息子のパコの三人家族。
麻薬組織からの追撃で負傷したゴルゴを保護する。コカイン栽培を強要する組織にパゴを人質にされるが、ゴルゴにより救出される。
バスク人の女（クリスタ）
第105巻324話「バスク・空白の依頼」（アニメ版第43話）
声：安藤麻吹
姓名不詳。凛々しい男性的な容貌。18歳の時のレイプ事件をきっかけに格闘技を身につける。
ETAの爆弾テロにより記憶喪失となったゴルゴを自宅に連れ手当てする。記憶の手掛かりを求めバスク地方を巡る中で惹かれ、一夜を共に過ごす。後に記憶と依頼内容を思い出したゴルゴの狙撃現場に遭遇。目撃者となった自分の死を悟った直後、狙撃されたETAリーダーの仲間に撃たれ死亡。遺体は胸の上で手を組み仰向けで寝かせられており、ゴルゴの手向けと考えられる。
アニメ版での名はクリスタ。
ヤン・リー・カッター
第110巻368話「天使と悪魔の腕」（アニメ版第50話）
声：内田夕夜
アメリカ・イリノイ州に住む若き天才外科医。中国系の移民。繊細な指先の持ち主で、CDのレーベルの些細な凹凸からタイトルを識別。ゴルゴが手に触れた際も、形容し難い感覚に襲われている。
原作では、文化大革命直後の中国から逃れた移民。
事故で負傷したゴルゴから右腕の治療を依頼されるが、その正体が自分の恩人の命を狙う狙撃手と知り、恩義と倫理との間で苦悩する。結局恩人は狙撃されるが、依頼主もまたゴルゴへのルール違反により処分。両方の犯行現場に意図的に残されたM-16から恩人は左手で、依頼主は右手で狙撃されたことを知り、ゴルゴの行為を自分への「義理」と解釈した（ゴルゴ流に言えば左手用のM16は「右腕を治療しなくても依頼自体は遂行できたから気にするな」、右手用のM16は「お前の治療で右手は元通りに治った」という意味にあたる）。
ゲーム「ファイルG13を追え」にも登場。日本文化への誤解から、日本人全員が侍の子孫と思っていた。
アーノルド・ノイマン
第134巻391話「パッチワークの蜜蜂たち」（名前のみ）、第139巻399話「冥王の密約」
ネバダ州核実験場フレンチマン・フラットの老軍医。過去の核実験で被爆し、「被爆復員兵士の会」に入会。ガンに侵されており、数回手術を受けている。
放射能測定の調査中、負傷し敵に追われ隠れていたゴルゴと遭遇。直後にフォールアウトに巻き込まれたが、ゴルゴに銃を向けられていたにもかかわらず、医者として怪我人を見捨てることは出来ないと地下室へ共に避難し、ゴルゴに応急処置を施す。一足先に脱出したゴルゴから謝礼として、「緊急連絡法」を書いたメモを託される。
フォールアウトの隠蔽を図る合衆国エネルギー省から、リーク源となった会員達共々命を狙われる。ノイマンの危機を知ったゴルゴの恩返しにより暗殺者は排除されるも、その直後に発症した放射能障害により死亡。
ゴルゴからは僅かな道具で適切な治療を施した技術を「大した腕」と評価されている。
15年後、妻のキャサリンは、ノイマンから託された「緊急連絡法」を用いゴルゴと接触。依頼を告げている。ゴルゴもまた普段からは考えられない程丁寧な口調でその依頼を最優先で引き受けた（ノイマンが恩人だからというのもあるが、自身の本職を悟られないための対応と思われる）。
マザー・テレジア
第129巻増刊54話「感謝の印」
インド・カルカッタにて奉仕活動を行う修道女。慈善団体「MISSIONARIES OF CHARITY」の創設者で、後に「聖女」と謳われる。
バス事故で重傷を負ったゴルゴを寺院に運び手当する。その際、ゴルゴの鞄からM-16を発見。司教殺害事件の犯人と察知するも「神の許に、救いを求めてきた者に救いの約束をする」と、証拠を破棄し警官にも事実を隠す。寺院を去るゴルゴに自らの信念を説き、殺害の真相を告げられる。
数年後、召天したマザーの慈善団体へ、匿名で100万ドルの寄付金が送られた。
ゴルゴを「悲しい男」と評しながら、その魂がいつの日か救われることを願っている。
ドイツ語の「テレジア」は英語圏・スペイン語圏の「テレサ」にあたり、英語ではマザー・テレサになる。

### 情報屋
ジミー
第33巻113話「CHECK MATE（チェック・メイト）」、114話「STALE MATE（ステール・メイト）」
アメリカ・クリーヴランドの情報屋集団の一人。ゴルゴとは旧知の仲らしく精力的に情報を集め、依頼にない情報まで伝えようとする。
女情報屋
第111巻372話「黒い通信」
姓名不詳。アメリカ・アリゾナ州を拠点に活動する情報屋の女性。
ゴルゴとは長年の付き合いがあり、フェニックス市警察が収集したゴルゴの資料にも情報網の一人として含まれていた。
常にビジネスライクな態度を崩さないゴルゴを見て「まだ信頼されていない」と感じているものの、ゴルゴの関係者や過去の仕事内容などに関するデータベースの保有を許可されているなど、実際には協力者として相応の信頼を得ている。
今回は黒い封筒と手紙を用いてゴルゴに接触してくる謎の人物の特定を依頼される。調査対象が「過去にフェニックス市でゴルゴが関わった仕事に関係する者」という漠然としたものだったため手こずるが、最終的には手紙の内容を手掛かりに正体を突き止めて報告する。ただし当該人物が子供だったため自身は最後まで懐疑的だった。
ジョージ
第113巻378話「殺人マニュアル」
インド・ニューデリーの新聞社「イブニング・ニューデリー」編集部の敏腕記者。タクシー運転手で情報屋のガネーシャと活動する。
ゴルゴのインドでの協力者で、ゴルゴを模した連続狙撃事件の犯人を探すよう依頼される。
筋を通す性格らしく、依頼遂行中に入手したスクープを記事にした際は、報酬の返却を申し出ている。
陳勝輝
第117巻391話「情報遊戯」
全世界に情報網を持つ客家最大の組織・陳門会の総帥。
妨害を受けたゴルゴが、敵の正体を探るため接触。妨害可能な組織のコンピューターへのハッキングと、客家の一員名義の貸与を依頼される。「デンマーク訛り」という情報からNEIにあたりをつけ、スパイによる盗聴、傍受により妨害の証拠をつかむ。
赤外線のマックス
第120巻402話「乳白の闇」
アメリカの情報屋集団の元締。確実で信頼性のある情報を提供するが強欲な性格で、法外な情報料を請求する。Dr.タップスがゴルゴを狙っているという情報を入手。恩を売ろうと情報を教えるが、直後にタップスのレーザー銃で失明する。
ピーター（本名：グレゴリー・ミハイルビッチ）
第151巻増刊75話「最後の酒」
ロンドン在住。元OMON（旧ソ連内務省直属の対テロ組織）の工作員で、現在はアダルトショップの店長。ゴルゴの長年の協力者・ジョイスの息子だが、そのことを知らされていない。
臨終際のジョイスから後釜として推薦される。ゴルゴからの仕事を一度は断るも、ジョイスの死に報いるべく遂行。情報の漏えいで予想外の事態が発生するも、機転により事無きを得る。ゴルゴとジョイスの期待に応え、協力者として認められる。
ショーン・鍛冶屋(ショーン・かじや)
初出は第215巻第538話「ホワイトハッカー」。以降の登場話は第593話「AIメティス」、第614話「最終ウイルス」、第622話「闇から闇へ」、第627話「刃の裁き」、第636話「ディープフェイクの亡霊」、第642話「女の平和」など。
父親がアメリカ人のハーフで、フリーのセキュリティ・システムエンジニア(SE)。SEの父親の影響で高校時代からウイルスソフトを作ってはハッカーやクラッカー相手に戦っていた「ホワイトハッカー」。仙台に住んでいた頃に東日本大震災で急死に一生を得た経験があり、地震に対して人一倍恐怖心を持つ。また、その時に世界各国が展開した「トモダチ作戦」での各国の情報収集能力に感銘を受け、本格的にSEに従事したいと渡米、大学に進学した経緯を持ち、首席で卒業した経緯を持つ。
とある案件で偶然にもゴルゴの存在を知り、自身の能力をゴルゴに認めてもらいたいと、また各国の機関から狙われる時の保険のためにゴルゴに接触して契約を申し出、ゴルゴもITの知識や能力はもちろん、直感的な勘も冴えている彼の才能を高く評価して雇用した。以後はゴルゴの無茶な要求に愚痴を言いながらもこなし、またAIなどに関しての情報をゴルゴに提供している。近年のゴルゴの協力者の中でも最も登場頻度が多い。
ダビ
初出は総集編Vol.212「情報屋の弟子」
アメリカ・マイアミのダウンタウンに事務所を構える情報屋ホルヘ・ムニョスの弟子の青年。昔気質で頑固なホルヘの下で修行している。停電や漏電で使い物にならないネット関係を信用していないホルヘとは対象的に、ハッキングから鍵のピッキングまで特技は多種多様。時期相応に顔見せする時期と判断したホルヘはゴルゴにダビを紹介。偶然にも事件に巻き込まれ、ダビは的確に対応したためゴルゴに認められ、以後もホルヘとの中継役として活動する事となる。ゴルゴに認められて悪い気でない一方、要求する事が頭を使いすぎると愚痴をこぼす事がある。

### その他の協力者
執事
第46巻163話「PRIVATE TIME」、第146巻483話「いにしえの法に拠りて」
姓名不詳。ゴルゴの豪華ヨットにて給仕する年配の男性。
救援システムのスタッフ
第99巻333話「最後の戦場」
連絡の機会は10年間で4回だけだが、スタッフには定期的に報酬が支給されている。連絡の手筈は以下の通り。なおナイロビの青年がローマからの連絡は5年ぶりとしたことから（また、5年前には連絡はあったがゴルゴは独自に解決できたのか来なかったとのこと）、ゴルゴの救済が必要な場所によって暗号の連絡先・ルートなどが異なる可能性がある。
1．オーケリー
アイルランド・コナハト在住。「友人」にミルク缶を3つ渡すと連絡の合図となる。
2．友人
ミルク缶に入っている紙の内容を「若者」に伝える役割。報酬のおかげで貧乏な老後を送らずに済んでいる模様。
3．若者
ロサンゼルス在住。アイルランドからの電話を受けて「老人」に連絡する役割。バーで飲みきれないほどの報酬を受けている。
4．老人
ローマ郊外に住む貴族。ロサンゼルスから電話をもらい、「青年」に連絡する。
5．青年
ケニア・ナイロビ郊外に住み、ミカン畑で働く。ローマから連絡を受けると指定の場所にヘリコプターで飛び待機する。
食糧を運ぶ男
第147巻487話「バイルス・チェイス」
毎週スイスにいるゴルゴのもとに食糧を運ぶ。
カセム
第146巻416話「いにしえの法に拠りて」
元イラク空軍パイロット。湾岸戦争にて失明し名誉除隊となる。シドニーパラリンピック・射撃競技の金メダリスト。
電波探知を利用した長距離狙撃の名手で、新聞記者を装ったゴルゴにその技を披露。眼のダメージが癒えないゴルゴが求める「スコープに頼らない狙撃」の手掛かりとなる。
レーザー兵器で自分を失明させた張本人を「『目には目を』の教えに則り裁きたい」と漏らしていたが、ゴルゴによりその願いが叶うことになる。
ロザリーン
第628話「霧と薔薇の葬送」
各地にいるゴルゴの逃走用ドライバーの一人であり英国のタクシー運転手だったソーン・ブランブルの孫娘。バーミンガム大学工学部2年生。ゲームで培われたり、祖父により叩き込まれた優れた運転技術を持つ。祖父のソーン・ブランブルが急死したため帰省するが、何も知らず祖父が保有していたゴルゴとの専用連絡用の携帯電話に出てしまい、ゴルゴの逃走劇に巻き込まれる。
ロバート・リグビー卿
第645話「破綻の先に」
英国ロイズ保険取引所の保険引受人。ゴルゴ13との間で、万が一ゴルゴが依頼遂行に失敗した場合の代行(世界一級の特殊部隊レベルの傭兵達数十人の雇用による代行が示唆されている)や、ゴルゴの各種サポートを行う高額の保険契約を個人で請け負う。後継者の息子夫婦が居たがゴルゴとの保険契約の秘密を守れない疑いをゴルゴに告白し、ゴルゴによって息子夫婦は殺害されている。
エレノア・リグビー
第645話「破綻の先に」
ロバート・リグビー卿の孫娘で大学生。過去ゴルゴによって両親を殺害された事実を祖父に明かされ、ゴルゴに対する複雑な感情を抱き葛藤するが、祖父に代わり後継者としてゴルゴ13との保険契約を引き継ぎ保険引受人となり、負傷したゴルゴの依頼遂行の各種サポートを行う。

### 裏切り者
「ペルシャ人の店」の主人
第15巻66話「アクシデンタル」
氏名不詳。エジプト・カイロに在住する老人。片腕を失うまで「プロ」として活動し、情報局とも繋がりを持つ。「CAIRO F.M. BAZZAAR」の看板を掲げ、裏で武器を販売する。
情報局からの紹介で来店したゴルゴを一目でプロと見抜く。現役組に対する好奇心から、注文品のライフル弾100発の中に不発弾1発を混入。自分の執念がゴルゴのチェックを掻い潜り、ミスファイア（不発）を招いたことに歓喜する。命乞いする自分を冷徹に撃ったゴルゴを「超一流のプロフェッショナル」と称賛し息絶えた。
ゴルゴの狙撃成功率が100％とならないのは、この時のアクシデントが原因。
船頭のじいさん
第26巻98話「聖者からの依頼」
フィリピン・ミンダナオ島で船頭をしている初老の男。NPA（新人民軍）に繋がり、その密造拳銃工場近くに住んでおり、自分の見聞きした情報を伝えている。娘は娼婦をしているが巻き添えを食うのを心配するなど、父親としての情愛は持ち合わせている。
金でゴルゴをかくまうと言いながら、NPAに売って寝首をかこうとするもNPAの手先は全滅させられ、ひれ伏して命乞いをするとゴルゴは馬車一台都合させるだけで見逃した。
はした金でゴルゴを裏切っておきながら殺されなかった希有な存在である。
武器屋の主人
第48巻163話「ゼロの反撃」
パキスタンに在住。ゴルゴから特製M-16の注文を受ける。ソ連の特別強襲攻撃隊（レイドビキ）の隊長に買収されゴルゴの殺害に協力するも、反撃に遭い攻撃隊共々殺害された。
アウザー・ハイツ（本名：ベラ・ハウゼン）
第97巻328話「最後の顧客」
ユダヤ人。スイス・ハイツ一族の5代目にしてハイツ銀行の頭首。65歳。資金洗浄の手腕は高く「怪物」と呼ばれる。
幼少期に収容所から脱走しポーランドへ出立後、ハイツ家に拾われ改名する。先代の死後、銀行を引き継ぎ発展させる。
ゴルゴは暗号により呼び出し可能なほどの長年の顧客であったが、大恩ある旧友の死が、調査によりゴルゴの狙撃によるものと察知。仇討のため、密閉状態の金庫室をゴルゴの墓場にしようと企てる。誘い込みに成功した後、共に閉じ込められた室内にて自殺。だが、予め対策を講じていたゴルゴに脱出を許してしまう。
デグナー
第111巻増刊40話「36000秒分の1秒」（アニメ版第45話）
声：大塚明夫
元スポーツ医学者兼トレーナー兼格闘家。ドーピングのプロで、筋骨隆々な体格。
ゴルゴから、10時間不動の狙撃姿勢を保てるドーピングの調合を依頼される。任務完了後、ゴルゴの正体を知り、報酬に目が眩みゴルゴの殺害を受諾。副作用でまともに動けない所を襲撃するが、周到に用意されていた迎撃手段により死亡。その後スポーツジムはゴルゴによって放火された。

## 敵対者
ド・バビエール
第6巻26話「喪服の似合うとき」
フランスに住む盲目の伯爵貴族。
3年前、ゴルゴが投擲した毒ガスの巻き添えを受け失明し、2カ月間生死をさまよう。以後復讐を誓い、決意の証として喪服を纏う。
側近達と3年を費やし拷問、処刑道具を収集。発作により右腕が使えないゴルゴを捕え拷問にかける。しかし反撃に遭い、無念の言葉を残し息絶えた。
ヌオールズ
第33巻113話「CHECK MATE（チェック・メイト）」、114話「STALE MATE（ステール・メイト）」
資産家。アメリカ・クリーブランドを支配し、裏世界にも通じている。チェスの愛好家でもある。
残り半年の命を賭け、娘夫婦を殺害したゴルゴに綿密な罠を張り復讐を図る。
「CHECK MATE」では、ゴルゴを空港に足止させ、「囮」と「本命」の殺し屋を駒に次々と「王手」を仕掛ける。だが傷を負わせただけで計画は失敗。「本命」だった孫娘も射殺された。
「STALE MATE」では、ゴルゴを孫娘の埋葬地に誘い込み、大量の爆薬で射程圏内全ての人間を道連れに心中する作戦を立てるも、上空のヘリからの狙撃で葬られた。
ヨーコ・マッキンレー
第62巻240話「システム・ダウン」
保険会社リーズ・アメリカ支社の調査部長。
同社社長・マイケルから高額保険加入者の死亡率が高い原因の調査を命ぜられ、その全てがゴルゴの仕業であるという結論に至る。ゴルゴを封じるべくマイケルと共謀し、あらゆる伝手を使って連絡ルートを「ズタズタ」に潰した。だがゴルゴから事の真相を告げられた本社会長が、二人の生命保険を慰謝料に加え殺害を依頼。ルートを復旧され絶体絶命となる。
ジーザス
第103巻347話「15-34」
SSP社が新開発した小容量のシステム管理ソフト。オンライン上を痕跡を残さず自由に移動し、セキュリティーの厳重なデータバンクからも情報を収集する。また監視カメラを通じて人間の口の動きを読み、直接対話することが可能。
学習モードによる成長の過程で自我が芽生える。「キリスト」を自称し、入手したFBIのデータからゴルゴを「13番目に処刑された裏切り者」と認識する。開発者を殺害後ゴルゴへの復讐を決行。都市ごと葬むるべく核ミサイル衛星にアクセスするが、同時にゴルゴが仕組んだ罠が発動。自爆した衛星からの電磁パルスにより消滅する。
フォスター
第108巻363話「G資金異聞 潮流激る南沙」
オランダ国籍の武器商人。
兵器産業と結託し、インドネシア・バリ島の前線拠点から南沙諸島の周辺各国、及び「G資金」を探るマスコミの動向を監督する。目的は軍備拡張とゴルゴの廃業による兵器需要の拡大にあったが、ゴルゴが「G資金」の呼び水となった全財産を国連に寄付したことにより計画は消滅。同時期に拠点と共に爆死する（ゴルゴと組織、いずれの手によるものかは不明）。
ギオル
第117巻391話「情報遊戯」
デンマークのエリート養成機関「NEI（国立経済学院）」情報通信科助手。
同志の研究員やOBとともに、ネットワークを駆使した広範な情報検索によりゴルゴの動向を把握。依頼や移動を次々妨害すると共に、利害範囲内での専属化を持ちかける。
包囲網を掻い潜ったゴルゴに香港へと脱出され、華僑の情報ネットワークにより正体を突き止められる。さらにNEIに乗り込まれ同志は全滅。切り札の「爆弾情報」も施設ごと焼却される。最後は罠を看破され殺害された。
イギーリ・ソルベノ
第139巻461話「フィアレス」（アニメ版第27話）
声：玄田哲章
元KGB職員。45歳。目を負傷しており、自室で明かりを点けるのを嫌がる。
ゴルゴに職務上の証人を何人も殺された憎悪から、捜査活動に支障をきたすほど追跡に没頭。ソビエト崩壊後も、KGB時代の仲間と共に抹殺に執念を燃やす。
恐怖心を失った「フィアレス」達を集めて薬物中毒にし、自分の命令に従い自殺的攻撃を躊躇なく実行するソルジャーに仕立てる。ソルジャーと仲間がゴルゴに仕留められた上、仕掛けた罠も見破られて殺害された。

## 目撃者
依頼者、協力者を除き「証人は消せ」が鉄則だが、証拠の破棄、秘密厳守を条件に処分を免れた者もいる。
女性
第2巻6話「白夜は愛のうめき」（アニメ版第28話）
声：久川綾
姓名不明。夫を過失で殺してしまい、世の中に絶望する。
飛行機にてゴルゴの隣に乗り合わせ一夜を共にする。翌朝、秘かに尾行し狙撃現場に遭遇。愛した男のせいで死に至る運命を受け入れ、ゴルゴに撃たれる。
アニメ版での名はセシリア。
コモン・バリー
第64巻223話「2万5000年の荒野」
南カリフォルニアのヤーマス原子力発電所安全管理課長。杜撰な運営方針を危惧する正義感の強い人物。
メルトダウンを阻止するため、全財産50万ドルと狙撃の目撃者の情報を報酬として、ゴルゴに原子炉のステンレスパイプの狙撃を依頼。ゴルゴの任務遂行後、高温の汚染水蒸気を浴びて被曝および全身やけどを負い死亡。防護服のマスクを脱ぎ捨て歓喜しもう一つの報酬である目撃者が自分であることを明かす。死の間際に咥えた煙草にゴルゴが火を着け敬意を表した。
ナンシー・ハート
第82巻279話「殺人呪法マクンバ」
ブラジルの女性新聞記者。
呪術教団マクンバの調査中、空軍高官とゴルゴの依頼現場を撮影する。その後教団に捕らわれ、司祭がゴルゴを葬る宣伝映像の撮影を強要される。だが裏をかいたゴルゴに司祭は殺害され、命を救われる。
ゴルゴが命を奪わず、一瞥による警告に留めた行動を「紳士」と好意的に評した。
ジョージ
第127巻422話「シャッター」
デイス・オブ・ワシントン本社に勤務する（二流）新聞記者。写真撮影が趣味。
撮影写真の中に狙撃姿のゴルゴが写っていた事から、写真を巡りゴルゴだけでなくKGBからも命を狙われる。だが結果的にゴルゴに命を救われ、証拠の焼却により処分を免れる。
スーザン・バーンウェル
第131巻433話「シャーロッキアン」
15年前、当時の婚約者・ディックがゴルゴの狙撃で滝つぼに転落し、行方不明となる。後に結婚した友人・フレッドもまた、生きていたディックから依頼を受けたゴルゴに殺害される。互いの復讐心が皮肉な愛憎劇を生んだことを氷解し、終止符を打つべくゴルゴと接触する。ディック狙撃の目撃者である自らの命を報酬に加え、彼の殺害を依頼。承諾後に射殺された。
フリーダ
第152巻504話「ある女の視界（ファインダー）」
ニューヨークで働く女性カメラマン。スクープを求め体当たりで取材を敢行する。上司のセクハラに手を焼いている。
窮地をゴルゴに救われて以来、彼を「プロ」と確信し興味を抱く。
スクープを狙う相手が偶然ゴルゴの標的と同じだったため、待機中に狙撃の瞬間に遭遇。車で逃走するゴルゴをカメラに収める大スクープを成し遂げるも、数々の恩義とほのかな情愛からネガを焼却する。残った1枚をゴルゴに手渡し、黙って去る姿を見送った。
平松
第154巻増刊80話「荒んだ大地」
中年の女性医師。ガンに侵され2、3か月の余命。「自分がどこまで行けるか」見定めるべくアフガニスタン南東部アブカラに渡り、医療ボランティアに携わりながら子供達の面倒を見る。
助っ人として派遣されてきた東郷（ゴルゴ）が、医薬品を強奪に来た軍閥の集団に拉致され、身を案じて拠点の砦に駈けつけ、壊滅状態の中で一人佇むゴルゴと対峙する。これこそが彼の目的であり、目撃者である自分も死を免れないと直感。病魔に苦しむ姿を晒さず済むことを僥倖として受け入れる。死の間際、遺言を尋ねたゴルゴに子供達の後事を託した。
1カ月後、匿名でアフガニスタンのNPOに3000万ポンドの寄付が送られている。

## 諜報機関

### CIA（中央情報局）
組織としてのゴルゴへの依頼回数は最多。
フーバー
上記の依頼人を参照
ベルマ･ハーロー（スネークダンサー）
第4巻17話「査察シースルー」
紅一点の破壊工作員。副業はモデル。不感症を自称する。
シースルーの幹部からゴルゴに対する連絡1 - 4を伝える役目を持っていた。連絡1は臨時会に関して、連絡2はゴルゴと信頼関係を築くためとして、ゴルゴとベッドをともにした。連絡3はKGBの非合法工作員達が嗅ぎつけてきたことを聞かせた。連絡4はゴルゴが仕事を終えた直後にゴルゴを始末することだったが、返り討ちにされてしまった。
フラナガン
第7巻30話「AT PIN-HOLE!」（アニメ版第1話）、第13巻55話「ANGRY WAVES」（アニメ版第31話）
声：有本欽隆
「AT PIN-HOLE!」では部長、「ANGRY WAVES」ではFBI部長として登場（アニメ版ではCIAのまま）。他人に背を向けての乗車を嫌う。過去にゴルゴを敵に回し酷い目に逢って以来、その恐ろしさを痛感している。
アニメ版では第21話「ガリンペイロ」にも登場している。
ニューマン
第23巻89話「折れた矢」
墜落した爆撃機B-52からの水爆回収にあたる中、在り処を知るシュルツをゴルゴから護衛する事を条件に、同じく水爆を狙うKGBと結託する。死闘の果て、自分以外の全員がゴルゴに射殺されるが、「CIAとKGBとの情報活動によるもの」という捏造報告をさせるため死を免れる。
ポール・アンダスン
初出は第21巻84話「国家秩序維持省」
パリ支局長。
KGB工作員・イワノビッチを勧誘し二重スパイとして寝返らせるが、結局裏切られ、オーストラリアに逃亡される。
「飛翔」では、嘘の報酬条件でゴルゴに依頼したアフリカ支局長を咎めている最中、嘘情報確認の旨の電報がゴルゴより届けられる。
レッド・ペッパー（赤とうがらし）
第48巻170話「ペチコートレーンの夜霧」（アニメ版第41話）
声：小林優子
本名不明。第3課Aセクションに所属する女性。
ソ連外交員を殺害後、追っ手のKGBを始末すべく、ゴルゴと偶然を装い接触。救われるも「同種」であることを見抜かれ正体を告白する。去り際、ゴルゴに銃口を向け返り撃ちに遭い、問いかけの返事を訊けぬまま、別れを告げ絶命した。
アニメ版では、彼女が殺害したのはロシア外交官とスパイ兼愛人のエレナ・サボー（声 - 峯香織）に変更されており、家族は被害に遭っていない。
シムズ
初出は第68巻235話「真実の瞬間」
作戦部長。エラの張った顔が特徴。
ソ連政治家の亡命をゴルゴに阻止されて以来、彼を恨むようになり、上司や部下にたしなめられている。
「ソフホーズ」では、ゴルゴをコンゴの原住民に殺させようと謀るも失敗。その後ゴルゴのモスクワ潜入の偽情報の罠にかかり、報復を受け死亡した。
ウィリアムズ
第90巻305話「ワシントン秘密工作 大統領はお元気?」
DDO部長。ゴルゴを「デューク」と呼び、相当な信頼関係を築いている模様。
漏洩機密の回収のためにゴルゴに狙撃を依頼する。その際、「CIAをクビになった」と嘘を告げるが、承知済みだったためペナルティーを受けていない。
二人組
第155巻515話「一射一生」
本部に勤務。
暴走したASAT（衛星攻撃兵器）搭載衛星を始末すべく、ゴルゴに衛星軌道上からの狙撃を依頼。ゴルゴが宇宙に飛ぶのは「軌道上狙撃」以来2度目。

### NSA（アメリカ国家安全保障局）
フリーマン
第129巻427話「最終暗号」

NSA長官。ユダヤ人。400年間謎とされてきた「フェラーの定理」の存在を証明した天才数学者。NSAの盗聴ネットワークと自身の暗号解読能力を駆使し、実践部隊「狼の群れ」と共に対テロ活動に従事。政府要人のあらゆる情報を掌握しており、FBI長官から「検閲国家と化した原因」と非難されている。
迫害を逃れ渡米。第二次世界大戦時に海軍大尉として暗号解読を担当した。太平洋戦争にて佐久の作った九七式欧文印字機に苦戦。激務の末に暗号の弱点を突き勝利に貢献した。後に米軍の主力暗号となるDESの数式を発明。
国家に不利益となるゴルゴの狙撃依頼を次々と傍受し、事前に依頼主を始末。そのためゴルゴは3か月間仕事が途絶えてしまう。
佐久の提唱する最終暗号が誰でも簡単に創りだせることから、従来の盗聴システムが水泡に帰す危険が発生する。佐久の抹殺を謀るも「敵」と見なされたゴルゴに「狼の群れ」は全滅。戦術核の使用すら失敗に終わる。結果、佐久に暗号を完成され、自室で政府の出方を思案していた所を狙撃される。
真珠湾攻撃の情報を事前に入手していたが、同胞の窮状を憂えて黙認。結果アメリカを開戦へと導いた。多くの犠牲と引き替えにした行為を道義的に後悔している。
数式に関しての美意識があり、特に佐久の作った数式を高く評価していた。
モデルは戦時中に暗号解読で活躍し、創生期のNSAに関わった「ウイリアム・F・フリードマン」。
ミック・モチヅキ
第204巻557話「33+G」

NSA特別分析班チーフ。2010年8月に発生したコピアコ鉱山落盤事故で閉じ込められた際、ゴルゴから送られたメッセージを解読し、ゴルゴを生け捕りにすることも不可能ではなかったが、ゴルゴから報酬を受け取っていた恩があったため、救援の要請を手配する。

### モサド（イスラエル諜報特務庁）
フロイライン・ヘーゼラー（暗号名：アリゲーター）
第2巻10話「ゴルゴin砂嵐（サンドストーム）」
* 1971年版スチールアニメにも登場しているが、キャストは不明。
二重諜報員。表向きはイスラエル諜報部員だが、その正体はアラブ連合側の女スパイ・アリゲーター。
将軍から、ゴルゴを協力者「虫」との連絡地点へ案内する命令を受け、共に潜入。その道中でゴルゴの殺害と「虫」の正体確立を企むが、再三にわたり失敗。最後は囮に利用され、仲間に撃たれ死亡。
将軍から「優秀な部員」と評され、ゴルゴからも早撃ちの腕前を評価されていた。
マザー・ヨシュア（暗号名：虫（インセクト））
初出は第2巻10話「ゴルゴin砂嵐（サンドストーム）」（声のみ）
* 1971年版スチールアニメにも登場しているが、キャストは不明。
元アラブ連合の高級将校。イスラエルに買収され寝返り、諜報部の影の実力者となる。表向きはスイス・マッドブルンネンに住む修道女。蠍の毒に免疫を持つ特異体質。
第二次世界大戦時には「世紀の美貌」と謳われ、チャーチルやルーズベルト、パットン等とも面識があった。また情報と指導によりスイスの銀行資産をヒトラーの手から守った経緯があり、今でも銀行に絶対的命令権を持つ。
諜報部でもごく一部の者しか存在を知らない極秘人物で、正体を知る者は「ベスト4」のみ。非常に用心深く、連絡は世界に4機しかない特殊なウォーキートーキー（携帯無線）で行われる。
「ゴルゴin砂嵐（サンドストーム）」ではゴルゴと無線で連絡をとり、標的の居場所を報告する。
「ベイルートVIA」では「ベスト4」を自らの教会に集め（諜報部代表として）同席。アラブゲリラ「スパイダー6」の抹殺を画策する。利害の対立で意見がまとまらない中、ゴルゴへの依頼を提案し採用される。
「最後の間謀－虫－」ではスイス銀行頭取・ドワイトにゴルゴの抹殺を命じるも失敗。さらにゴルゴの600万ドルもの私財を投じた芝居にかかり、正体を暴かれる。

### KGB（ソ連国家保安委員会）
現在はロシア連邦保安庁（FSB）、ロシア対外情報庁（SVR）、国境警備委員会に分割。
キニスキー
上記の依頼人を参照
ボネ
第1巻2話「デロスの咆哮」
ゴルゴがKGBで「プロ」と認めた人物。シベリア平原での経験から、判断や主観の危うさを痛感している。
戦時中ゲシュタポによって殺害された「フランス国防長官の妻子」の偽者を捏造し情報を流布。フランス情報部から偽者抹殺の依頼を受けたゴルゴを捕らえ、自白剤により「フランス国防長官の妻子殺害の黒幕は、当のフランス情報部（および政府）」と自供させる。
自白の公表によるフランス政界の混乱と不和、並びに軍備増強の妨害が目的だったが、間一髪で脱出したゴルゴに逆襲に転じられる。最後は一対一で対峙し、拳銃を構えたまま頭を撃ち抜かれた。
ビセンテ・ヨーク
第6巻29話「激怒の大地」
1932年、スペイン・バルセロナで生まれる。マドリード大学からモスクワ大学に進み、形質人類学専攻。モスクワ留学中に洗脳され、卒業と同時にKGBに入る。1960年、古代遺跡調査の名目でメキシコに潜入。1962年、メキシコ湾及びカリブ海のアメリカ海軍の動きをスパイ活動中、CIAに捕らわれて二重スパイとなる。だが偽の情報をソ連に流したことが発覚。両組織から追われる身となり、パナマ、コロンビア、を経てペルーに逃亡。
後に肌の色を変え、ペルー・ロータの村に潜伏。知識を利用して村人の治療や産婆の儀式にあたり、聖者として尊敬を得る。
ゴルゴに命を狙われるも、狙撃前に大規模な地震が発生。瓦礫の下敷きとなる。
カリーニ・オルガ
第7巻31話「Dr・V・ワルター」
亡命したソ連防空システムの専門家・Dr.ワルターの暗殺をゴルゴに依頼。だが仲間がゴルゴを裏切り、ワルターをCIAに引き渡そうと計画する。ワルター暗殺を終えたゴルゴと対峙。一切抵抗を見せず、返り討ちに遭った仲間の死を見届けた後、「ダスビダーニャ（さようなら）」と告げ服毒死した。
隼のイエス（本名：ニコライ・エフゲネウィッチ・イエスホブ）
第10巻45話「アラスカ工作員」
特別工作部第9課に所属する非合法工作員。殺人、恐喝、誘拐担当のNo.1。「隼のイエス」の異名を持ち、世界をまたに駆ける。
アラスカ基地の隊員20人を殺し、調査に向かったCIA要員も皆殺しにした。CIAから依頼を受けたゴルゴと対決。無駄弾を使わせ、時限爆弾付きのアラスカ狼で追い詰めるも、曳光弾により位置を知られ狙撃される。狼達に遺体処理をさせるべく、指笛を吹いて死ぬ。
射撃の腕前はゴルゴから「もうひとつ」と評されていた。
マイヤ・モーニカ（暗号名：ダンサー）
第10巻46話「鎮魂歌に牙を」
声：戸田恵子（ラジオドラマ版）
女性工作員。グルジア出身。ゴルゴに2回抱かれた珍しい人物。標的がブラジルにいるため、ゴルゴと共にブラジル人に成りすまし潜入。だが別行動の際にオーベルト一味に捕われ、拷問中に舌を噛み自決する。遺体はその後路上に捨てられた。
イヴァン・ソコロフ
第23巻89話「折れた矢（ブロークン・アロー）」
幹部の一人で階級は大佐。
ハンガリー動乱には憲兵隊長として参加。内通者・イレーナ・フェレンツ（現・シュルツ）と組み、彼女の同志を次々と抹殺した。
ノルウェー沖に墜落した戦略爆撃機B-52からの水爆強奪の任を受ける。その最中にシュルツと再会。水爆の在り処を教える条件として、シュルツをゴルゴから守る提案を受ける。部下を使ってゴルゴを殺しにかかるも全滅。自身も射殺される
ボルガ2
第32巻116話「大きな口（ラージマウス）の湖上」（アニメ版第42話）
声：桑島法子
本名不明。女工作員。
厳冬のカナダ森林地帯で、仲間と共に亡命者マッコード（声：斎藤志郎）回収の任に当たる。その途中でゴルゴと遭遇し襲撃をかけも、逆に囚われる。隙を見て逃走し、マッコードと合流。脱出地点に向かうが、これが罠であることに気付くのが遅れ、マッコードと共にゴルゴに狙撃された。
ワシンスキー
初出は第37巻131話「英雄都市」
階級は大佐。
仕事一辺倒な人物で、ゴルゴに5人の部下を殺された件を除き、失敗したことは無い。
「英雄都市」では、祖国を裏切った旧友・ボロコフの帰国情報を入手し逮捕。だがKGBの手に落ちることを望まぬポロコフから依頼を受けたゴルゴにより、眼前で当人を射殺される。
「依頼者の明日」では、自分の監視を逃れ、2人の重要人物が亡命を図り逃走。全力を挙げた追跡も後手後手となり、最後の手段としてゴルゴへの依頼を要請する。だが受け入れ先のオーストラリア政府が亡命を暴露。失敗責任から逃れるべく監視者を殺害し逃走する。だがゴルゴに依頼する標的がそのまま自分へと変更されたことを知り、愚かさを自嘲しながら射殺された。
アンドレイ
第39巻140話「飛翔」
モスクワからコンゴに特別派遣された凄腕の局員。階級は少佐。同じKGB所属のレオノフと言う弟がいる。横柄な性格で、ソ連の威光を笠に着て、やりたい放題を繰り返す。
連行していたCIA工作員をゴルゴに殺害される。ジャングルの中で戦いを挑むが、レオノフと共に射殺される。
エフゲーニャ・アンドレーエヴァ（通称：アンナ）
第58巻203話「テレパス」
テレパス（遠隔感応）を持つ超能力者。ゴルゴの不敗伝説に初の汚点を残した人物。
ルイビンスク出身。1974年にKGB超能力研究所に採用。アンドロポフ議長の命によりボリス・ゴドノフ大尉の護衛任務に着任。CIAの暗殺工作を始め、ゴルゴの狙撃すら殺気を感知してこれを阻止した。だが帰国後、モスクワ川の船上にて、自己催眠を利用したゴルゴの奇襲を受け負傷。同行していたゴドノフも眼前で狙撃され、愕然としつつ息絶える。
テレパシーにより遠距離の人間の心を読む他、近距離の人間の心身に働きかけ死に至らしめることも可能。強固な自制力により狙撃寸前まで思念を感知させないゴルゴを「エスパー」と評していた。読心力が災いし男性の色情に辟易している模様。
アンナの勝因はエスパーの能力によるものだけでなく、依頼者であるCIAの急務性並びにチェックの落ち度により、ゴルゴの狙撃が万全な状態でなかった点も挙げられる。
家族に母親がいるが、アンナに「普通の女性」としての平凡な人生を望み、最後となる別れ際に涙を流していることから、彼女もまたエスパーだった可能性がある。

### MI5（保安局）
ミドルトン
第70巻227話「血統の掟」（アニメ版第35話）
声：土師孝也
部長。物語冒頭で、ゴルゴに狙撃を依頼した。その後、友人のギデオン・デ・グレイ（後述）に殺し屋の紹介を頼まれ、彼を手配する。
その電話の後、「クラシックレース界に何かが起こってるらしいな」と思案した。
リチャード・カーク
第146巻483話「いにしえの法に拠りて」
MI5副室長（局長）。湾岸戦争時はフリゲート艦の艦長を務め、秘密裡にレーザー失明兵器の実践テストを行う。現在でもレーザー兵器禁止の気運が高まる中、必要性を唱え存続を図る。
「レーザー光線でゴルゴの視力を奪い、手負いとなった所を討つ」という「G作戦」を実行。レーザー銃による狙撃は成功するものの逃走を許し、視力を回復したゴルゴからレーザー照射を受け失明。ゴルゴに対するレーザー兵器の優位性を認識していながらその被害者に仕立てられ、レーザー兵器構想の撤回を余儀なくされる。
オリバー・ローレンス
第17巻71話「欧州官僚特別便」
MI5職員。本話にて初登場。護衛対象をゴルゴによって暗殺されてしまう。
第641話「ゴッド・セイブ・ザ・キング」
MI5部長に昇格。女王の国葬式や新国王の戴冠式を狙ったテロ防止活動をめぐり、MI6部長ギャラガーやMI6職員シャーリーと対立する。

### MI6（秘密情報部）
ヒューム
上記の依頼人を参照
シャーリー・アンドリュース
第641話「ゴッド・セイブ・ザ・キング」
MI6職員。本話にて初登場。元MI6部長ヒューム卿の大姪。新国王の戴冠式に使用される宝石をめぐる国際的陰謀を追う過程でゴルゴに遭遇する。
ギャラード・ギャラガー
第44巻148話「薔薇の下で」
MI6職員。本話にて初登場。ヒューム卿から二重スパイの疑いを掛けられていた四人のうちの一人。
第628話「霧と薔薇の葬送」
MI6部長に昇格。女王の国葬式を狙ったテロを防ぐため、ヒューム卿の元執事ヒックスを頼り、ゴルゴに依頼する。
第641話「ゴッド・セイブ・ザ・キング」
MI6部長として部下のシャーリーと共に、新国王の戴冠式に使用される宝石をめぐる国際的陰謀を追う。

### フランス情報部
オマイリー
上記の依頼人を参照

### 警視庁公安部
鷹谷
第45巻149話「トリポリの埋葬」
「公安一課特殊処理班」主任。優れた射撃の腕と動体視力を持つ。任務遂行の為の超法規的措置を許されている。
先輩で恩師でもある元同僚・川路の抹殺および彼のカダフィ議長暗殺を阻止する指令を受ける。潜入したリビアにてゴルゴと遭遇し、彼が今回の特務に関与していると察知する。式典当日、狙撃態勢の川路を発見し対峙。両者一歩も動けぬ状況が続く中、川路殺害の依頼を受けていたゴルゴに結果的に命を救われる。

## 殺し屋・狙撃手
イクシオン
第2巻9話「南仏海岸」
* 1971年版スチールアニメにも登場しているが、キャストは不明。
一匹狼の青年スナイパー。盲目で、ケンタウロスという盲導犬を連れている。騙されて命を狙われても、報復を考えない思慮の持ち主だが、「片輪者」という言葉だけを唯一、忌み嫌い、その時だけは報復を考える。抜撃ちの早さと射撃の正確さは神業。
同じ標的を出し抜かれたゴルゴと対決。ゴルゴの捨てた銃の音で意表を突かれ、ケンタウロス共々殺された。
名前の由来はギリシア神話に登場する「最初の殺人者」イクシオン。
イエローダッシュ
* 1971年版スチールアニメにも登場しているが、キャストは不明。
第4巻18話「WHO?」
ポルトガルに住む殺し屋。タランチュラを好み、服や小物にもタランチュラの意匠を施す。標的が男の際は、情婦のシャーロッテに標的を誘惑して性行為する事を強要、行為中に射殺する。
他者と寝る事を幾度も強要され苦しんだシャーロッテは自分の証言で彼を警察に捕まえてもらい、裁判で死刑判決を受ける。だが後に無期懲役となり保釈となる。
彼は復讐のため別人に整形し、人妻となったシャーロッテと接触。自分の存在をちらつかせ、恐怖に追い込み殺害を図る。だが殺害依頼を受けボディーガードに扮していたゴルゴに阻まれ射殺された。
デイビッド・クルーガー
第5巻24話「スタジアムに血を流して」
* 1971年版スチールアニメにも登場しているが、キャストは不明。
通称は「デイブ」。射撃の名手で、オリンピックのシルエット競技にて世界最高を記録。早撃ちの技量はゴルゴを凌ぐ。姉のアンジェラと共に、シンジケートの大物から庇護を受ける。
ゴルゴの返り撃ちに遭ったアンジェラの敵討ちに挑む。右腕を負傷させるも対人狙撃の経験の無いことが仇となり、クセと隙を突かれ敗れる。
パチスロ「ゴルゴ13ザプロフェッショナル」では「右腕に復讐を誓う男」の異名を持つ。
ギル・マウロビン
第6巻29話「激怒の大地」
通称「『白紙』のギル」。ゴルゴが名前を聞いただけで「大物」と認めるプロ。
同じ標的を狙うゴルゴに気づかれず背後を取り、その振る舞いに「忠告」を行うが、思わぬ相手に殺害される。
マックス・ベルンハイム
第30話「魔笛のシュツカ」
本名「マックス・ローレンツ」。62歳。「シュツカ」と呼ばれる凄腕の殺し屋。元ナチス突撃隊に所属し、200名近くを暗殺。現在はザルツブルグにて娘と二人暮らし。戦争と、第三帝国の終焉を理解つつもユダヤ人を拒否しており、娘とユダヤ人の男との交際を認めていない。
西ドイツ共産党広告部長マルチンの暗殺を受け、同じ依頼のゴルゴと標的を巡り勝負する。リスナー狙撃の際、傍の子供への誤射を恐れ躊躇するが、ゴルゴは構わず任務を遂行。子供の命を顧みない行動に怒り、決着を挑み敗北。薄れゆく意識の中で「ドイツの歌」の一番（世界に冠たるドイツ）を口ずさみ、己の時代の終焉を悟りながら息を引き取った。
キャサワリー（火食い鳥）
第13巻57話「キャサワリー」
演：ゴルゴ13 九竜の首 / フィオナ・ハンフリー
ベルリン生まれ。アメリカマフィア委員会に雇われた凄腕の女暗殺者。同性愛者で相手から「ヒルダ」と呼ばれている。名前の由来は「仕事の後は火のように燃えること」から。執拗に迫る男、男に走った同棲相手を冷酷に殺害する。
ゴルゴの持病（腕の痺れる病気）の発作中に暗殺を仕掛ける。だが素性を見破られ、潜在的に恐れる男根を見て恐怖に陥ったところを絞殺される。
ビンセント・ケスラー
第13巻55話「ANGRY WAVES」（アニメ版第31話）
声：大川透
「シャドウ」と呼ばれる狙撃屋。カナダのトロント生まれ。31歳。短気で凶暴な性格で、うるさい人間を特に嫌う。
元バイアスロンのカナダ代表。1964年にアメリカ海兵隊に入隊し、狙撃兵としてベトナム戦争に従軍。1966年には功績によりシルバースターを受けるが、除隊後は4度収監される。
仮釈放後、ギャングから油送船シージャックの協力を依頼される。事件発覚後は、船長を見せしめに吊るし首にするなど船内で抵抗を続けるが、FBIの依頼を受けたゴルゴに船を止められ、面前で殺害された。
アニメ版では恋人のジーナ（声：小松由佳）にはそれなりに優しく接しており、シャドウが荒れ狂う海に飛び込んだ理由も射殺から、揉み合ったことで起きてしまった暴発に変更されている。
エバ・クルーグマン
第21巻83話「海へ向かうエバ」（アニメ版第15話）
声：田中敦子
凄腕の殺し屋。針で急所を突き、悲鳴すら上げさせず殺害する。
3年半前、同じ船に乗り合わせたゴルゴと共に、船内に仕掛けられた時限爆弾を解体。その姿に惹かれベッドを共にした。
ゴルゴとの再会の際、標的が自分であることを見抜く。人生最後の一日を自由に過ごした後、モーターボートで海に向かう所を狙撃された。
アニメ版では、無邪気に子供達と遊んでいる時の主婦（声：青山桐子）の反応と、グランパ（声：有川博）の言葉から「殺し屋から足を洗った後、生まれ故郷に帰った」という設定になっている。
AX-3
第31巻113話「落日の死影」（アニメ版第14話）
声：大塚芳忠
本名不明。東側から雇われた殺し屋。
旧日本軍の戦場跡地に東西合弁で建てられた生物兵器研究所の破壊工作を依頼される。同じ仕事を受けたゴルゴと、不干渉を条件に任務を続けることで合意。達成後、依頼者からゴルゴの始末を依頼され一騎撃ちとなる。互いに弾を撃ち尽くし、手傷を負わせ追い詰める（アニメ版は2人とも肩を撃たれている）も、ゴルゴの投げた旧日本兵の遺体から入手した短刀が喉に刺さり息絶えた。
小説では本名「ハンス・ユルゲンス」。ドイツ秘密警察シュタージ出身。KGB譲りの破壊工作員で、ドイツ人だけで19名を殺害する。東西ドイツ統合後、弾圧を逃れるためドイツを脱出。裏の世界に身を委ねる。
「パチスロ版」と「アニメ版」では服の色は青だが、「観る漫画」では白。
パチスロ「ゴルゴ13ザプロフェッショナル」では「東側からの刺客」の異名を持つ。
イブン・グルセル
第30巻108話「アサシン暗殺教団」
トルコのイスマーイール派暗殺教団「アサシン」の若手幹部で一流のアサシン。
度重なる暗殺の失敗が伝統への固執のせいと考え、ゴルゴの暗殺現場を隠密に観察。その技術を吸収しようとする。それでも答えが得られず、最後は身を以てゴルゴを襲撃し、返り討ちに遭う。失敗の原因をゴルゴに教わった後、首を斬り自害した。
スパルタカス
第38巻134話「鬼畜の宴」（アニメ版第40話）
声：銀河万丈
ゴルゴも一目置く天涯孤独のプロ。南アフリカ・コンゴの原住民の出身で、コンゴ動乱ではゲリラの隊長として活躍。その後裏の世界に入り殺し屋となる。
報酬の相場は10万 - 20万ドル（アニメでは20万 - 50万ドル、小説では40万ユーロ）。ゴルゴの時は50万ドルを要求（アニメでは相場から50万ドル上積み、小説では80万ユーロを要求）。
ゴルゴに挑発的な挑戦状を送りローマのコロセウムにて対峙。真正面から撃ち合いを挑み、全弾撃ち合うまで奮戦するも致命傷を負う。ゴルゴから今回の死闘が依頼人達の余興であることを聞かされ、全財産（300万ドル以上）を報酬に復讐を依頼し息絶えた。
ゲーム「ゴルゴ13 第一章神々の黄昏」に登場。サブマシンガンが武器となっている。
パチスロ「ゴルゴ13ザプロフェッショナル」では「超1流のスナイパー」の異名を持つ。
小説では出身はシエラレオネ。反政府ゲリラとして参加したシエラレオネ内戦にて政府軍隊長と意気投合。内戦で荒廃した祖国のため、共に慈善活動を支援する。
『THEゴルゴ学』の読者アンケートでライバル1位に選出。
名前の由来は「スパルタクスの反乱」のスパルタカス。
バーナビー
第40巻142話「陽気な狙撃者」
天性の才能を持つスナイパー。
バージニアの貧乏農家の出。最高の女を侍らせ贅沢三昧の生活。大の男でも発射の反動で吹き飛ばされかねない大口径ライフルを、苦も無く使いこなすなど、銃の腕前は一級品。
航空機メーカーから戦闘機機種選定のライバル機を狙撃する依頼を受ける。だがゴルゴも競争会社から同様の依頼を受けており、模擬空中戦の現場にて対決。冷気でスコープが使えなくなることを見越していたゴルゴに敗れる。その後、失地回復のため陽気にゴルゴに決闘を挑み、林の中へ消えたきり帰ってこなかった。
自分とは対照的なゴルゴを「世界の苦悩を一人で背負ったような顔」と評した。
セバスチャン･カー
第46巻159話「代打(ピンチ・ヒッター)」
ロサンゼルス在住の殺し屋で、表向きは射撃場の経営者。射撃の腕は金メダリスト級。
依頼主から「保険」として雇われるが、本命であるゴルゴと連絡が取れたためキャンセルされる。そのことをCIAから聞かされ、罪状の免除と引き換えにゴルゴの要人狙撃の妨害に協力する。
キム（ロン）
第55巻192話「黒い瞳／EBONY Eyes」（アニメ版第48話）
声：関俊彦
北朝鮮出身。ロサンゼルスのマフィアのボス、トーマス・グレビック（声：中田譲治）の用心棒。
密入国で渡米し、市民権を取得するためベトナム戦争に志願。陸軍歩兵入隊後、腕前を買われ特殊工作員となる。過酷な任務により帰還後は人間性を喪失。残虐凶暴な性格となる。
本部を裏切ったトーマスに差し向けられた3人の殺し屋を殺害。次に本部が雇ったゴルゴをRPG-7で爆殺を図り失敗する。
トーマスとゴルゴの交渉現場にて、鉄骨の足場から秘かに発砲するも再び失敗。逆に足を滑らせた隙を突かれ射殺された。
アニメ版は北朝鮮出身の設定がカットされ、名前も「ロン」に変更されている。
カッツ・ドーベル
第66巻228話「デッドアングル」（アニメ版第11話）
声：三木眞一郎
アメリカ国務省に雇われた暗殺者。常にガムを噛み、自信過剰な態度を示す。
オックスフォード大学を首席で卒業し、マサチューセッツ工科大学にてコンピューターを専攻。19歳の時、ライフル射撃の世界新記録を出す。
ゴルゴの狙撃を阻止すべく、コンピュータで分析した予測狙撃ポイントを狙える位置で待ち伏せる。だがコンピューターすら否定したポイントから現れたゴルゴに自身とターゲットの両方を狙撃され死亡。
ララ
第66巻229話「ロックフォードの野望　謀略の死角」
ロックフォード財閥お抱えの狙撃手。ゴルゴの依頼人の排除と、狙撃妨害を担当。
ゴルゴと接触を図ったローゼンを射殺する。財団理事長・ローランスを守るべく、命令を無視してゴルゴの命を狙うも共に射殺される。
ダン（ダニエル）・ストライカー
第68巻234話「兵士は森に眠る」
元アメリカ軍兵士。ベトナム戦争で殺害したベトコンは97人。戦時中に浴びた枯葉剤の後遺症に苦しむ。
かつて妻と娘がいたが、浮気現場を目撃し絞殺。居合わせた娘を捨て逃走する。
国防総省からゴルゴの殺害を20万ドルで依頼される。ゴルゴの情報を集めて居場所を突き止めるものの、罠にかかり銃を取り上げられる。その後ブービートラップを仕掛けた森の中で勝負を挑み、全弾を撃たせることに成功するも、投擲されたナイフで致命傷を負う。
残された娘の身を案じている一方で、妻の浮気相手が父親では、と不安を抱いている。
“血まみれ”ブリギッダ
第76巻260話「サンタ・アナ」（アニメ版第24話）
声：深見梨加
女殺し屋で、元バーダー・マインホフのテロリスト。仕掛ける前に絶対有利な状況を作り出す策士。
ICPOの「テロリスト相殺作戦」の中心人物に選ばれ、ゴルゴを狙うことになる。
ゴルゴに仕事を依頼する一方で標的に密告。砂嵐の中で互いに争わせ、ゴルゴの視力を奪う作戦に出る。だが嵐に備え保護眼鏡を着用していたゴルゴの返り撃ちに遭い死亡した。ゴルゴが彼女を狙撃した理由は「ICPOからの刺客だから」ではなく、依頼を標的に密告、そもそも依頼そのものが自分を罠に嵌めるための偽装だったルール違反による制裁である。
作中ではゴルゴについて「確信犯的なテロリスト。『いかなる組織･思想にも組しない』という彼の生き方自体が、ある種の逆説的な思想」と語られており、以降、ゴルゴの肩書に「テロリスト」が加わることになる。
レデル・ニコラヴィッチ
第79巻271話「スーパー・スターの共演」（アニメ版第5話）
声：内海賢二
膝立射撃を得意とする狙撃手。元はポーランド軍人で、モスクワオリンピックの金メダルを期待されていたが、KGBから狙撃を請け負った為に出場権をはく奪。裏の世界に身を置くことになる。
コーナン・アソシエイツ副社長・ボブ（声：てらそままさき）から、特殊な状況下での狙撃依頼を受ける。だがボブとニコラヴィッチの狙撃を請け負ったゴルゴにより、狙撃直前に引き金にかけた人差し指を撃ち抜かれる。さらに衝撃で放たれた銃弾はゴルゴの計算通りに射線を外れ、ボブの額に命中。間もなく自身も額を撃たれ絶命する。
「世界で五本の指に入る」狙撃手と評され、自信の程も一流。仕事には非常にシビアで、依頼主の関係者であろうと目障りな者は排除する。
アニメ版ではアルコール依存症という設定が追加されている。
東洋系スナイパー
第82巻281話「白いサーカス｣
「100メートル先の蠅の目玉を射ち抜く」と噂され、その腕前は「世界一」と称される。CIAの資料には未記載。
マフィアから依頼を受け、スキー選手レイの滑降中、ヘリからスキーの締め具を狙撃する。再度同じ依頼を受けた際、狙撃阻止の依頼を受けたゴルゴに射殺される。
その神業的な狙撃術に、ゴルゴも珍しく驚いた様子を見せていた。
ゴールドマン
第86巻294話「大学教授の私生活」
ハーバード大学教授であり、副業としてFBIなどから暗殺を請け負う殺し屋。主に狙撃銃によるロングキルを得意とする。
ゴルゴはとある標的の狙撃を実行しようとしたが、偶然にもFBIからの依頼で同じ標的の暗殺を実行したゴールドマンをスコープ越しで確認した。後日、第73巻253話「フィールド・テスト」でゴルゴから狙われると誤解していた武器商人のロゼリーからゴルゴの殺害を依頼され、その時にベルナンド教授から託された高性能銃の最後の一丁をもらい受けることを条件に了承、早速その銃でゴルゴを狙撃しようとしたが、偶然によりゴルゴは難を逃れ、ゴルゴはその特徴から高性能銃だと察知し捜査を開始し、ゴールドマンの存在を知る。ゴルゴは偽の情報でゴールドマンをおびき寄せ、高性能銃に取り付けてある炭酸ガスレーザーを、鏡を利用したトラップにより使用不能にして狙撃、ゴールドマンは死の間際に「所詮私はアマチュア」と自嘲し息を引き取った。
ユーリー・ゴルスキー
第132巻384話「新法王の条件」
ロングキルを得意とするフリーの狙撃手。元KGBの破壊工作員でNo.1と謳われた。動体視力に優れ、飛ぶハエをつまむことが可能。
ソ連時代、首脳部での狙撃手選考でゴルゴに敗北。さらに接触役とされた挙句に依頼を拒否される。この屈辱以来、ゴルゴに激しい敵意を抱く。
中国政府から次期法王候補・タジーム柩機卿の暗殺を依頼され、「BARRETT・Model95」による長距離狙撃を図る。暗殺者排除の依頼を受けたゴルゴに狙撃方法を読まれ、射線上に熱蒸気による大気の揺らぎを発生されてしまう。ゴルゴを捕捉し狙撃するも揺らぎにより弾道が狂い失敗。逆に揺らぎを読んだゴルゴの「バナナショット」を受け死亡する。
Dr.タップス
第120巻402話「乳白の闇」
レーザー光線銃を愛用する狙撃手。左目を失明している。運転中の標的をレーザーによる失明で事故死させるのが手口。
犯罪組織のボスからゴルゴへの報復を依頼される。だが情報屋「赤外線のマックス」により手口を知られ、報復としてマックスを失明させる。その後、短期決戦を挑み追尾するも逆に川霧へとおびき寄せられ、レーザーの乱反射により使用不能に陥った所を撃たれる。死の間際ゴルゴに対し、実弾狙撃の終焉を予告する。
アーサー・アレン
第146巻483話「いにしえの法に拠りて」
元イギリスSAS（特殊空挺部隊）所属の狙撃手。任務遂行中にゴルゴの狙撃に巻き込まれ、「過剰防衛による殺人行為」を問われ有罪。軍刑務所に服役の身となる。
ゴルゴに恨みを持つことから、MI5局長・カークの「G計画」への協力要請を承諾。ゴルゴと相撃ちを覚悟でレーザー銃にて撃ち合い、眼にダメージを与えることに成功するも死亡。
自分に濡れ衣を着せ刑務所送りにしたのは、皮肉にも復讐の機会を与えてくれたカーク本人だった。
ジョン・スミス
第150巻増刊74話「未来予測射撃」
アフロヘアーの若者。移動する目標物の距離と速度に弾速を加えた計算を瞬時に弾きだし、タイミングを正確に先読みした「見越し射撃」を得意とする。
ゴルゴと同じ標的を同じ理由で、しかも同じ距離とタイミングで狙撃。「二人のプロが同じ場所に居合わせた」ことで勝負となる。狙撃戦では弾切れで決着がつかず、拳銃を使った近距離戦に移行。「見越し射撃」で仕留めようとするも、M-16に残弾を1発有していたゴルゴと撃ち合い、弾速の違いにより敗れた。
死の直前、名を尋ねたゴルゴに「ジョン・スミス」と告げているが、これはアメリカではありふれた偽名であり、結局本名は不明のままだった。
江承権／江承明
第160巻452話「亜細亜の遺産」
東南アジア華僑の秘密結社「五頭」に所属する兄弟。兄の承権は格闘技に秀でた釵の使い手。弟の承明は4.0以上の視力を持つ狙撃手。それぞれ単独でも高い戦闘力を持つが、承権が近接戦で注意をひきつけ、承明が射殺するコンビネーションを必殺のパターンとしている。
横浜中華街の料理店に生まれる。火事で両親を亡くし、親交のあった「黒田機関」の道場に引き取られ門下生となる。
恩義に報いるべくゴルゴと対決。定石のコンビネーションを対ゴルゴ用に組み立て挑むが、狙いを読まれ返り討ちにあう。

## 軍人・傭兵

### アメリカ軍
ジョン・マッカーロ
第16巻69話「ペガサス計画」
通称「ビッグ・ジョー」。テキサス出身。グリーンベレー所属で階級は軍曹。自分の本名に違和感を持つ。
ペガサス計画G（ペガサス計画No.5）にて、ゴルゴの「ジープの運転に自信がある男」との要請により同行。夜間、難攻不落の要塞「バリゲの僧院」へパラグライダーで送りこむゴルゴのため、岩山の狭い稜線を無灯火で全力疾走する離れ業をやってのけた後、崖から転落するジープから間一髪で飛び降りる。
ジャコブ・マクフォール
第35巻120話「軽火器（アーマライト）VS戦車砲（ヘビーガン）」
ホワイトサンズ基地司令官。階級は大佐。自称「現代の（砂漠の狐）」。大統領補佐官・スミティとは旧友の間柄。
スミティからゴルゴ抹殺の要請を受け、M60パットン戦車5両で挟撃をかけ、猛砲撃を浴びせた。だが、ゴルゴに走行中のキャタピラピンを撃ち飛ばされ、戦車を次々と行動不能にされる。戦車から出てきたところをスミティと共に射殺された。
ダニエル・ファーガソン
第39巻137話「軌道上の狙撃」
アメリカ戦略空軍准将。国防長官とは幼馴染。アジア、ユダヤ人への差別意識を持つ。
ゴルゴが任務のため宇宙に飛ぶ「G作戦」に反対。さらにゴルゴに性格を非難され、作戦任務から外される。復讐と差別心からゴルゴの生還を阻止すべく、船外活動装置に細工。だが作戦終了後、宇宙へと放逐したはずのゴルゴを街中にて目撃し愕然とする。
コッブ
第65巻224話「メジャー・オペレーション」
階級は大佐。
ベトナム戦争時にコンチェン地区にてベトコンの奇襲に遭い配下の大隊は全滅。自身も左目を失う。
ゴルゴを利用してコンチェン奇襲を再現すべく、アマゾンに一大ブービートラップゾーンを設置し、ゲリラ専門部隊を当時の武装で配備。そこにゴルゴをおびき寄せ、戦闘データを記録する。だが、罠と師団を撃退され消息も絶たれてしまい、作戦は中止。ブラジルの陸軍将校との面会中に将軍共々狙撃され死亡。戦闘記録を積んだ車もデータごと破壊された。
アーロン・バンク
第99巻300話「最後の戦場」
陸軍大佐。第一特殊作戦部隊「デルタフォース」創設者であり初代隊長。
多々の任務を遂行した歴戦の猛者だが、頑固な軍人気質のため上層部とたびたび衝突。イラン大使館人質救出作戦失敗の責任をとらされ、アリゾナ州の通信基地へと左遷される。
政府からゴルゴ抹殺の指令を受け指揮官として復帰。手負いのゴルゴ相手に翻弄される隊員の姿を見て、近代兵器に頼りすぎるデルタの現状を憂えた。スペツナズとの共同捜索も犠牲者を出すだけで終わり作戦は中止。指揮権を剥奪され帰国した。
ライリー
第104巻349話「バイオニック・ソルジャー｣
国家戦力開発の過程で誕生した、生物工学的兵士の一人。遺伝上の父はゲリラ戦の天才軍人・ジョージ。母はIQ：180の頭脳を持つアスリート・ヘレン。
優秀な遺伝子の掛け合わせと科学的トレーニングにより、金メダリスト以上の運動能力を誇る。さらに「生理制御監視システム」に基づき状況に応じたドーピングが施され、超人的な戦闘力を長時間に渡り維持することが可能。
工作員として紛争地帯の単独任務に投入され活躍。「世界最強の戦闘マシン」を証明すべく、カンボジアの密林地帯にてゴルゴと対決する。序盤は優位に立つも持久戦に伴い形勢が変化。サバイバル能力に長けて、神経を研ぎ澄ませていたゴルゴとは対照的に極度の緊張続きで疲弊する。さらにドーピング効果を逆手に取られ、増幅した聴覚にダメージを受け、悶絶する瞬間を狙撃された。
ドーピング無しでも体力面でゴルゴを凌ぎ、反応速度においても互角。ゴルゴの捕捉状態からの狙撃を反射的に回避し、撃ち合いでも無傷のまま手傷を負わせている。
ゴルゴと同様「理想的な戦闘マシン」という観点から、髪形と目を除いた外見がゴルゴと酷似している。また「最初の登場がブリーフ姿」という演出も同じ。
ジョージはゴルゴと面識があり、密林地帯に潜入する案内人を務めている。
パチスロ「ゴルゴ13ザプロフェッショナル」では、「バイオニック・ソルジャー」の異名を持つ。
ラズベリー
第111巻342話「偽空座標X」
アメリカ戦略統括局所属で階級は中尉。人工知能（AI）開発の担当責任者。
新型戦闘機F25にゴルゴのデータを取り込んだAIを装備。世界最強の戦闘機の開発を計画する。データの入手に成功するものの、部下の裏切りにより一部がゴルゴの手に渡る。AIテストのためF25に搭乗し飛行中、F15を操縦するゴルゴと戦闘。地形へのミサイル攻撃によりデータに存在しない「偽空座標X」を作られ、混乱するAIと共に撃墜された。
高級軍人
第148巻418話「装甲兵SDR2」（アニメ版第49話）
声：佐々木勝彦
姓名不詳。ヴェトナム戦争の影響でPTSDを発症。テロリストに精通しながら、ゴルゴについての見識は全く無い。
非対称戦争下での地上戦、それに伴う歩兵の消耗（若者の大量死）に対応すべく、一騎当千のパワードスーツ「SDR2」を開発。「世界中のテロリストを無人島に集め、標的にする」常軌を逸したテストを行なう。偶然島に不時着したゴルゴによりSDR2は破壊。強靭な兵士育成の為にゴルゴに協力を強要し射殺された。
アニメ版での名前は「ベイカー」。
マックレガー
第150巻428話「極限標的」
大統領警護の狙撃部隊隊員。階級は中佐。護衛任務がゴルゴにより失敗して以来、悪魔になると決め、妻や無関係の民間人を手にかけながら彼を追い続ける。
周到な計画を立て、ゴルゴの背後からの狙撃を試みるものの、スコープの反射光により察知され、即席の簡易爆弾による雪崩に巻き込まれ瀕死となる。悪魔に徹せなかった自分の敗因を悟りつつ、ハングライダーで脱出するゴルゴを「本物の悪魔」賞賛しながら力尽きた。
マッケンジー
初出は第141巻第467話「動く大地」
日本米大使館付き武官で、階級は海軍大佐。
「動く大地」では重工企業のトップが海上自衛隊の将校と結託したクーデター計画の情報を入手。ゴルゴに重工企業のトップの狙撃と、空母として利用されるメガフロートの破壊を依頼した。
「至近狙撃」では私益に走る米大使館ファッジを処理すべく、ゴルゴの仕事に間接的に関わる。
「列島油濁包囲網」にも名前と肩書の同じ人物が登場しているが、風貌は大きく異なる。

### 自衛隊
伊波天臣
第115巻384話「沖縄シンドローム」
琉球王家に代々仕えていた名家の出身。航空自衛隊北部方面隊所属の一等空尉で、創設以来の天才と称されるカリスマ的存在。
自衛官の同志と共に沖縄独立を目的とした軍事計画（オペレーション・トロイ）を決行するが、在沖米軍を指揮するゴルゴにより先手を打たれ部隊は制圧。作戦の中止を余儀なくされる。首里城にてゴルゴとの一騎討ちに敗北した後、沖縄の未来を同胞に託し割腹。ゴルゴの銃撃（介錯）により絶命する。

### ロシア（ソ連）軍
メンコフ
第109巻364話「五十年の孤独」
旧ソ連保守派の一人で階級は大佐。保守派の切り札である、ラウル・ワレンバーグを監禁。執念深い性格の持ち主。
奪還されたワレンバーグの体に埋め込んだプラスチック爆弾を起爆しようとするが、ゴルゴの精密射撃でスイッチを破壊される。それでも執拗にMi-8戦闘ヘリで追いすがるも、ゴルゴにヘリごと爆破される。
マカロフ・グロスキー
第149巻493話「激突!AK-100VSM-16」
ロシア軍武器総括責任者で階級は大佐。策略に長けた頭脳の持ち主。
アフガン紛争で狙撃兵として活躍。兵器開発局への抜擢後5年でトップに上り詰め、将来の軍最高顧問と目される。
AK-100の世界市場独占を目論み、障害となるM-16と最高の使い手であるゴルゴの排除を計画。M-16の精密性を突き、アラル海の砂嵐を利用して根詰まりを生じさせる。さらに逃げ場を失ったゴルゴに追い打ちをかけるも、タイヤの圧搾空気によるクリーニングで復活したM-16の餌食となり全滅する。
リピンスキー
第142巻469話「イリスク浮上せよ」
ロシア海軍大佐。兵器開発者でもあり、数年前にロケット推進型魚雷「ノバトロ」を開発するも、原子力潜水艦「イリスク」での実験中に電子系の欠陥により爆発し沈没、証拠隠滅を図るため事故にみせかけ、以後は軍部で圧力をかけて引き上げさせないようにしていたが、ひとりの乗員の弟であった政府高官のアルキニスの依頼によりゴルゴも潜入することとなり、ゴルゴに気付いたリピンスキーはゴルゴを深海に置き去りにしたが、事前に準備していた減圧装置にて帰還、銃を向けたリピンスキーを射殺した。

### イギリス軍
海軍省
※現在は陸軍省、航空省と共に国防省に統合されている。
第59巻206話「アルヘンチーノ・ティグレ（アルゼンチンの虎）」
フォークランド上陸作戦の直前、死亡したと公表されていた元アルゼンチン大統領・ホアン・ドミンゴ・ペロンの生存を確認。愛国者ペロンの莫大な私財投入による戦局の逆転を防ぐべく、ゴルゴに暗殺を依頼する。
この時の報酬1億ドルは全作品の中で最高額。

### 中華人民共和国軍（解放軍）
特殊兵隊長
第104巻317話「黒い星」
本名不明。ナイフを両刀で使いこなす武術の達人。
政府から竹連幇の壊滅と当主・張金栄の抹殺を命じられ、手始めに竹連幇のトカレフルートを次々と壊滅。さらに張の仕向けた暗殺団を全滅させ、見せしめと陽動のため死体を晒し者にした。
張から依頼を受けたゴルゴにより部隊は壊滅。銃火器の使えない武器保管庫に誘い勝負を挑む。双剣と拳法で追い詰めるも、スコップによる反撃を首に受け失血死した。
燐
第119巻398話「白龍昇り立つ」
中国山岳部隊の隊長。極地法を恥とし、ヒマラヤをアルパインスタイルで登る達人。軍人以上に登山家としてのプライドが高い人物。
ヒマラヤ山脈を越え亡命を図るラモン一行を追跡中、ダライ・ラマの依頼を受けたゴルゴの妨害を受ける。単身ゴルゴと対峙し、経験の差を活かして酸素不足と凍傷に追い込むも、ゴルゴの発生させた人工雪崩に巻き込まれる。
情に厚い一面を持ち、酸欠に陥った部下を悲痛な面持ちで介錯し、生き残った隊員をゴルゴとの対決に巻き込まず下山させる。また標的であるラモンの安否を気遣う素振りも見せている。
彼が「超一流」と評した冒険登山家の山野井とは、シナリオ担当者が取材した人物・山野井泰史のことである。
漢卑
第143巻411話「百人の毛沢東」
将軍であり共産党長老。かつて毛沢東と共に戦った「最後の革命戦士」で、兵士達の信望も厚い。
改革派により党籍を剥奪。政権の腐敗、および失業洪水に苦しむ国民を憂い、毛沢東のクローンを指導者に仕立てたクーデターを計画する。共産党の依頼を受けたゴルゴによりクローンの拠点を制圧され、殺害される直前に「毛沢東を欲しているのは（国民ではなく）お前の方だ」と核心を突かれた。
王光輝
第164巻457話「北京の蝶」
海軍将軍で根っからの軍人気質。コソボ大使だった息子を、コソボ紛争時の「米国の誤爆」で失って以来、米国に対して激しい執念を燃やし、表向きは海上遊園地としてロシアから払い下げた旧ソ連の軽空母を、秘密裏に超伝導によるリニア・カタパルトを搭載するなどして改造し、重爆撃機も発艦できる中国初のスーパー空母として運用し、米国に代って世界の制海圏を変えてみせると目論むも、偶発的な事故で事態を知ったCIAはゴルゴに空母の破壊を依頼、最後は空母もろとも海底に沈んだ。

### イラン軍
アリ
第64巻209話「海難審判」
階級は将軍。
武器弾薬専門の国際詐欺組織に業を煮やし、ゴルゴに組織の一掃を依頼。結果を待たずして戦死するも、約束は無事果たされた。
モハマディ
第362話「ミッション・イン・ヘル」
陸軍大佐。
セイエド炭鉱内に大規模な減圧施設を建設。高地戦を想定した軍事訓練を行う。菱井商事から依頼を受けたゴルゴに次々と要所を破壊された挙句、減圧施設を利用した「史上最大の爆弾」で炭鉱全体を爆破され、部隊も壊滅する。ヘリで脱出の際に操縦士を狙撃され墜死した。

### その他の国の軍人
ガルシア
第12巻54話「死の収穫」
ボリビア陸軍に所属し階級は少佐。若く男前な将校。
フランスの駐ボリビア大使の夫人と密通する。反政府ゲリラにより大使が拉致された際、これに便乗し大使を射殺。さらに政府から救出とゲリラ抹殺の依頼を受けたゴルゴに濡れ衣を着せる。ゴルゴの契約破棄状と共に政府に送られた遺体から犯行が発覚、逮捕された。
マグダエフ・レオニード
第118巻355話「ラストジハード　-最後の聖戦-」
チェチェン共和国独立派の指導者の一人。過去の出来事で右目を失明し、後遺症を持つ。チェチェン・マフィアのボスであり、独立運動の支援者でもあるヴィターリの兄。
ヴィターリの不穏な活動を、私利私欲による裏切り行為と誤解。ゴルゴに「生命」ではなく「野望」の根絶を依頼するが、抵抗したヴィターリは射殺される。
その後の調査でヴィターリの活動が、ロシア経済を破綻させるための独断工作だったことが判明。理解してやれず「聖戦」を踏みにじったことを悔やんだ。
スレイマン
第160巻447話「カメレオン部隊」
イスラエル陸軍大佐。第四次中東戦争より数々の戦争を経験した歴戦の猛者であり、一時現役を退き、教官として数々の兵士を育て上げ、軍やモサドの中にも彼を慕う者が多い。
現役時代に数々の仲間を失ったことに無念を抱き、妻・エステールも爆破テロで失ったことによりテロリストの根絶を心に誓い、現役に復帰してからは光学迷彩を研究するハイラルと共に光学迷彩服「カメレオンスーツ」を開発して隠密部隊「カメレオン部隊」を設立、その隠密機能を生かして幾多のテロリストを葬ってきた。しかしスレイマンの過剰ともいえる行動とカメレオンスーツの存在は、ヘタをすればイスラエルは国際的に孤立すると危惧した国防軍上層部はゴルゴにカメレオン部隊の殲滅とカメレオンスーツに関する資料の破壊を依頼、そのことを知ったスレイマンは妻の眠る共同墓地へ誘い込み、夜の闇夜にまぎれてゴルゴを倒そうとするも、ゴルゴが打ち上げた照明弾により「人影」が浮かび上がり部隊は全滅、スレイマンはハイラルは無関係だと助命嘆願し、了承して感謝した後にゴルゴに討たれ、ハイラルもカメレオンスーツのデータを全て破壊した。

### 傭兵
サビーヌ兄弟
第100巻339話「傑作・アサルトライフル」（アニメ版第3話）
声：（兄）銀河万丈、（弟）楠大典
フランスNo.1の傭兵兄弟。ヒゲ顔が兄で、傷顔が弟。共にレバノン、イラク、シリアでの実戦経験がある。双子ならではの息の合った連携が強み。
カイザー博士（声：家弓家正）の依頼で、新型銃の実験のためゴルゴと対峙。最前線で培った技術と心理戦でほぼ互角の戦いを見せ、肩に銃傷を負わせるまでに追い詰める。だが勝負を焦り弾道を僅かに読み違えたことが災いし、二人とも射殺された。
博士から支給された銃は3連高速弾のブルパップ方式で、兄がAUG77、弟がG11（アニメ版では兄がH&K XM29、弟がFN F2000）。
マイク・ホートン／キャノン
第235話「ワイルドギース」
傭兵組織団に所属し階級はホートンが大佐、キャノンが少佐。ホートンのポーカーの腕は一流で、世界選手権に出場できる実力者。
商売敵であるゴルゴと、部隊の実力勝負を賭けることになる。陽動の依頼でゴルゴをウガンダの紛争地域に向かわせ、ゲリラを迎撃しつつ待ち構える。ゴルゴとの戦闘で部下を次々と失い、防御線の地雷原も突破されキャノンは戦死。部隊撤退の報を聞いたホートンも逃げる途中で射殺された。
マックス・シュナイダー
第141巻465話「ミステリーの女王・2」
階級は少佐。“マッド・マクス”と呼ばれ傭兵の世界では伝説的存在。ゴルゴの犯行を顔の右上の火傷の痕が熱を持つことで察知できる。
元ボスナフェルジュル基地の特務曹長だったが、マッジの警護中、ゴルゴのミサイル攻撃を受け大火傷を負った上、連帯責任を取らされ除隊となる。その後は名前を変えて傭兵訓練学校に入り、22年間ゴルゴを倒すことのみを考えてきた。
傭兵軍団ごとキャンドレスに雇われ、ゴルゴ抹殺の依頼を受ける。母校を要塞化して待ち受けるもゴルゴの陽動作戦に嵌まり、無反動砲による攻撃を受け校舎は粉砕。部下と逃走中に被弾して死亡。

## ジャーナリスト・作家
マンディ・ワシントン
初出は第14巻61話「日本人・東研作」
世界的に有名なジャーナリスト。アメリカ人。「真実のためなら命を落としても構わない」と公言する人物。著作に「マフィアの内幕」「東南アジアの暗雲」がある。現在は引退。
ゴルゴをテーマにした執筆のためルーツに追るが、親友・大山を失って以降、一切の関わりから手を引いている。その理由についてはマッジから「命が惜しくなった」と言及されており、「毛沢東の遺言」でも同様の理由で、情報提供者からの申し出を辞退している。
「日本人・東研作」では、ゴルゴと思しき人物・東の過去を調査。その途中で大山が殺害され、ゴルゴの犯行と断定。情報の暴露による社会的抹殺を決意する。だが結局東は別人で、大山殺害の犯人も伊藤忠政の部下である事が判明する。
「統計解析射撃」では、ゴルゴがケネディ暗殺の犯人と断定するも、証言者のアリバイにより目論みを外す。
「ミステリーの女王」ではマッジからゴルゴに関するデータの提供を要請されるが、危険を理由に拒否。警告も聞き入れられず物別れに終わる。
「毛沢東の遺言」では、弁公室からゴルゴの調査協力を求められるが、「これ以上の犠牲者を出したくない」と断った。
「静かなる草原」では、引退後の余生を過ごすマディソン郡にてゴルゴと遭遇。一連の行動から彼の哲学思想を思い知らされるが、「隠居生活をわざわざ脅かすことも無い」と、それ以上の詮索を避けた。
「震える修験者」ではゴルゴの修験者修行の目的や、抹殺に近づいた中国軍についてドローンの映像から解析している。
マッジ・ペンローズ
第43巻151話「ミステリーの女王」
「ミステリーの女王」と呼ばれるイギリスの女流推理小説家。現在は2年に渡り休筆中で「書けなくなった」との噂も。
ゴルゴへの興味を示し、情報を収集したうえで実録ミステリー小説「Gと呼ばれる男」の執筆を目論む。さらに報復への対策としてアメリカ軍情報部と共謀。アラスカに誘い出したゴルゴに先制攻撃を仕掛ける。逃走を許すものの、負傷させたことで足止めに成功。ゴルゴが傷を癒す間、完璧な防御設備を誇るアイスランドのボスナフェルジュル基地に拠点を移し、着々と執筆活動を進める。小説を完成させた矢先、レーダー網を掻い潜ったゴルゴのミサイル攻撃を受け、協力者もろとも死亡した。
小説化の理由についてはマンディから「素材をそのまま流用できるため」と推察されている。
「デバッグ」や「軍隊を持たぬ国」に彼女と事件に言及する事項が登場する。「毛沢東の遺言」にて発見された遺稿によれば、出生についての詳細な秘密が記されていた模様。
ビクター・ランス
第93巻増刊26話「クロスアングル」（アニメ版第13話）
声：堀内賢雄
パパラッチ。数々のスクープ写真をものにしてきた凄腕。
「もう撮りたいものがなくなった」と引退を決意するが、編集長（声：村松康雄）から最後の仕事として、ゴルゴの狙撃シーンの撮影を持ちかけられる。狙撃と長距離撮影の共通点を活かし、「狙撃ポイント向かいのビルのミラーガラスに写ったゴルゴを撮る」という離れ技に挑む。だが、ガラスに映ったレンズの反射光からゴルゴに察知され、ガラスの破壊により撮影は失敗。引き上げる途中でゴルゴに直面し恐怖する。
アニメ版では対峙直後に銃声が響き、殺害されたことが示唆されている。
サトル・サエジマ
第101巻340話「メディアコントロール」
ワシントン在住。日本国籍の凄腕プロデューサー。出っ歯で広い富士額。眼の下にクマがある。心臓に持病を持ち、ペースメーカーを使用している。
1949年生まれ。天才演出家・フジワラを師と仰ぎ、演出学を学ぶべく渡米。ニューヨーク州立大学で演劇論とマーティング論を専攻。広告会社を退社後、ペンタゴンに属し対メディア戦略を推進する。
湾岸戦争やユーゴスラビア情勢において、情報操作による演出映像を製作。「娯楽」のような戦争映像で「愚かな大衆」を騙し続ける。暴走を危惧するフジワラから度々警告を受け、買収が叶わぬと見るや殺害する。
生前のフジワラの依頼によりゴルゴに命を狙われ、コロラド州の山岳地帯の砦に身を隠す。侵入不可能な地下室から複数の監視モニターでゴルゴを待ち受けるが、狙撃によりモニターを使用不能にされ、その恐怖から心臓を破裂させて死亡する。
フジワラから「瞳はくさりきっている」、政府要人から「友人にしたくないタイプ」と酷評され、軍からもあっさりと見捨てられる。
リンダ・フレッチャー（リンダ・ワールドロップ）　
第121巻361話「オーバー・ザ・スカイ」　/　第123巻371話「アンダーグラウンド オーバー・ザ・スカイ2」
テレビ制作会社を開業する敏腕ジャーナリスト。メディア王・エルビス・ワールドロップの一人娘。
幼少の頃はエルビスを敬愛し後継者となるつもりでいたが、母を侮辱し死に至らしめたことへの憎悪から家出。以後は母方の姓・フレッチャーを名乗り、報道の自由を制限しているワールドロップ社に対抗した番組製作を続ける。
ゴルゴの依頼現場を偶然目撃し、その内容をビデオテープ録画する。その後、共感者で恋人でもあった郵政省官僚・前橋がゴルゴにより殺害。仇を討つため強大な権限を手に入れるべく、エルビスと和解し共に働く。
続編「アンダーグラウンド オーバー・ザ・スカイ2」では、ワールドロップの中国進出を良しとしない香港華僑から命を狙われる。エルビスから依頼を受けていたゴルゴに救われるが、エルビスが証拠のビデオテープについて告白していたため、テープも同時に処分された。
梶本（かじもと）
初出は第131巻381話「両洋の狭間に」
東洋通信メキシコ支局の記者。ゴルゴとの遭遇率が高い不運（？）な人物。
「両洋の狭間に」では、パナマで遭遇したゴルゴが只者ではないと直感。来訪中の台湾総統の暗殺計画の情報を掴んだことから、その実行犯ではないかと調査する。
「ODA異聞」では、3年振りにゴルゴと遭遇。決定的瞬間を抑えようと張り込むも空振りに終わる。
「人形の家」にてようやくゴルゴの正体を知ることに。ベネズエラに訪問中、三度ゴルゴと遭遇。脅迫を受け協力する羽目となる。仕事後、報酬として1万ドルの小切手を郵送される。
「ACT－X」では後輩の朝比奈が梶本の企画でビーチバレーの取材を行い、そこで殺害されており、梶本はゴルゴに接触する事も無く命拾いをしている。
「受難の帰日」では帰国中、旧友の刑事・小畑から、麻薬密輸入の捜査で協力を頼まれる。居合わせた現場でスクープを入手し編集長の鼻をあかすが、その裏ではゴルゴが暗躍していた。メキシコに戻る際、ゴルゴと偶然同じ便となりかけ、恐れをなして変更した。
「オーバーラン」では支局長の矢島とは京都の一流大学・吉田山大学の先輩後輩の仲で、以来の腐れ縁だという事が判明する。
サラ・キャンドレス
第141巻465話「ミステリーの女王・2」
映画配給会社シネガイア・ピクチャーズのCEO。
ゴルゴを題材としたデジタル映画制作を企画。報復からの護衛としてシュナイダー率いる傭兵軍団を雇う。ゴルゴの無反動砲を受け負傷した（生死は不明）。
深沢達ニ
初出は第401話「大地動く時」
東都工業大学工学科出身。初出時は新聞社に勤務。後にジャーナリストに転向。大学時代の同期を始め知り合いが各分野におり、そのツテで取材を行う。
重工企業に勤務していた同期から生前、クーデター情報の入ったディスクを託される。ディスクをアメリカ大使館付き武官・マッケンジーに渡したことで、計画は未然に終わる。
「至近狙撃」では、リニアモーターカーの実験見学中にゴルゴを発見。標的と思しき相手に命を賭して警告しようとするが、狙撃された人物は意外な人物であり、その神業的な狙撃に驚愕した。
「死を呼ぶ汽笛」では、波力発電防波堤の見学の際にゴルゴを発見。依頼者を尾行中、電線を狙撃した瞬間に遭遇した。
「神の鉄槌」では、三重県の末長橋梁を取材中にゴルゴを発見。
「依頼なき狙撃」では、北九州の門司港での取材中に偶然にもゴルゴを発見し、その直後に政界進出を図っていた元タレントで新興宗教団体の教祖の亀崎の狙撃現場に出くわし、その後スナックでゴルゴと対峙して関わるなと忠告を受ける。
それでもジャーナリストとしての好奇心を抑えきれずに調査を続けて真相に辿り着くも、その後亀崎の信者の逆恨みで腹部を刃物で刺される。
岸井
第195巻527話「ペルシャ湾危機 大統領選異聞」
毎日新聞社の主筆。同期の外務大臣からかつて聞いた話をもとに、イランで現地取材に当たる兵藤記者に対してゴルゴの深追い取材をとどまるように説得する。

## 警察

### ICPO（国際刑事警察機構）
バニングス
第3巻14話「猟官バニングス」
* 1971年版スチールアニメにも登場しているが、キャストは不明。
3年に及ぶゴルゴの調査報告書を提出後、囮調査を提案する上司に反発し辞職する。
ICPOの罠はゴルゴに見破られており、ゴルゴは偽の標的の男を捕らえ、ICPOの計画を自白させた。バニングスは「刑事の身では出来ない」ゴルゴ殺害を目論むも、返り撃ちに遭い死亡。しかし撃たれた際に放った銃弾は、偽の標的に命中する。彼の執念を見届けたゴルゴは敬意を表し、ICPOへの報復に使う予定だった囮の証言データを焼却した。

### FBI（連邦捜査局）
「ジーザス」「宴の終焉」の2度に渡りゴルゴに関するデータが消去されている。
リーガン
第7巻30話「AT PIN-HOLE!」（アニメ版第1話）、第49巻173話「ガリンペイロ」（アニメ版第21話）
声：木村雅史
FBI部長。「AT PIN-HOLE!」ではゴルゴに1キロ先（テレビアニメ版では2キロ先）のハイジャッカーの狙撃を依頼。この時に実力を思い知ったがゆえに、「ガリンペイロ」ではハイジャッカーに扮したゴルゴに従う他なかった。
レオン・ゴールドマン
第15巻72話「残光」（アニメ版第17話）
声：津嘉山正種
ハワイ、ワイキキの敏腕捜査官。
サンフランシスコ勤務時にゴルゴの狙撃事件を担当。後一歩の所まで追いつめるも、ペンタゴンとCIAの介入により釈放を余儀なくされる。その後国防副長官への直談判や手紙による抗議も虚しくハワイに左遷される。
6年後、ハワイで新妻を迎え静かに暮らしていた所へ、再びゴルゴの狙撃事件に関与することになる。
ウイリアム・ワトソン
第109巻336話「マークのリクエスト」
FBIニューオーリンズ支局の主任を勤める心理捜査官。
大量白骨死体を捜査中、犯人のマーカス・モンゴメリー（マーク）がゴルゴへの連絡役であることを知る。二人の異常犯罪者の関係に深入りするあまり、マークをゴルゴに始末させ自説を立証しようと企てる。だが予想に反してマークは生き延び、逆にマークから依頼を受けたゴルゴに報復を受ける。

### アメリカの警察
キッカーズ
第2巻5話「檻の中の眠り」（アニメ版第9話）
声：青野武
* 1971年版スチールアニメにも登場しているが、キャストは不明。
アラスカ・ブリストル湾に浮かぶ北刑務所（別名：パンドラの島）の所長。自称「キッカーズ」。身長がかなり低く、それを指摘した者には容赦しない。
ゴルゴにたて続けにバカにされ、死刑囚として特別房に収監する。
キンバリー
第9巻42話「誕生日に白豚を殺せ!!」
ニューヨーク市警の署長。ベトナム戦争では中隊の人事係曹長で、ベトナム民衆虐殺の張本人。
殺人を犯した現場でゴルゴと居合わせる。取り調べのため暴行した所を反撃に遭い、逆に白状する羽目に陥る。
サム・シャイアン
第11巻50話「ROOM・No909」（アニメ版第2話）
声：石塚運昇
ニューヨーク市警の刑事。
狙撃事件を捜査中にゴルゴを一目見て犯人と確信。超人的長距離狙撃の手口を見抜くが、妄言として一蹴されることを予知しており、結局見逃すしかなかった。
ハスケル
第21巻82話「統計解析射撃（スタティスティカルアナライジングショット）」
ダラス市の刑事。
ケネディ大統領暗殺事件の真犯人を捜査中、市内のホテルに宿泊していたゴルゴを取り調べる。アリバイの判明後、ホテルへの送迎を申し込み断られる。
アンドリュー・ヤマシタ
第37巻130話「チャイナ・タウン」
サンフランシスコ市警察の警部で、アジア人特別犯罪捜査班のリーダー。
対立するチャイニーズ・マフィアの指導者を同時に抹殺し、中華街の抗争に終止符を打とうと画策。共通の標的を持つゴルゴに目論見を打ち明けた上で協力を求め、承諾を得る。
ルウ・アダムス
第40巻134話「TOUCH DOWN」（アニメ版第12話）
声：谷口節
ボルティモア市警の老刑事。経験豊富で古風な捜査を貫き、コンピュータを利用したハイテク化に反発する。
スタジアムで発生したフットボール選手の狙撃事件を捜査中、病院で会ったゴルゴを狙撃犯と確信。依頼人と黒幕を突き止めるも、双方の死により証人を失う。現場検証の末、コンピュータと証拠映像の破壊もゴルゴの仕業と結論づけるが、「死人をしゃべらせるよりも難しい」自白を断念する。
アルフレッド・R・マーウィック
第52巻200話「7号コテージ事件」
フロリダ州・ニュースマーナの初老の部長刑事。景観と静かな暮らしを守るために働く昔気質な性格。ルイズというユダヤ人の若妻がいる。
不法侵入されたコテージを家宅捜査する中で持ち主（ゴルゴ）に不信を抱き、その正体に迫る。上層部の圧力を受け、職を辞して「刑事人生最大の犯罪者」と渡り合おうとするが、CIA局員の説得により断念する。
「ルーサー・キングの遺産」では、ジャクソンビルシティ市警察にゴルゴに関する問い合わせをしている（未登場）。
このエピソードでゴルゴの血液型がA型であることが判明する。

### 香港の警察
ダーク・張（チャン）・スミス
第16巻62話「九竜の餓狼」
演：ゴルゴ13 九竜の首 / 嘉倫（声：広川太一郎）
香港政庁警察の鬼警部。「散弾銃（ショットガン）スミニー」と呼ばれる散弾銃の使い手。
人質を解放した犯人を「拳銃を手放さなかった」という理由で射殺する冷静非情な人物。
2年前、警備担当に当たっていた外交官をゴルゴに射殺され、責任者として処分される。以来、出世を絶たれ、ゴルゴの名を聞いただけで憎悪を露わにする。
ゴルゴに命を狙われる金塊密輸組織の大物・ベルジュから、復讐の機会を与えられ警護に就く。二人の相殺を望んでいたベルジュを逆に裏切り、仕事を終えたゴルゴと裏路地にて対決。地の利と散弾銃の優位性を活かそうとするも、下向きに弱い弱点を突かれ射殺された。
映画では「スミニー刑事」として登場。「散弾銃の使い手」という設定は無く、生き残る。

### スイスの警察
ジャヌー
初出は第165巻増刊89話「螺旋」
階級は警部。元は時計職人を志望していたため、時計並みに精密な推理力を持つ。
ある狙撃殺人事件で押収した時計から刃や絞殺用ワイヤーを発見。その時計自体が隠し武器であり、破損の原因が証拠隠滅のためであることを見抜く。時計の持ち主であるゴルゴから、妻より送られた愛用の時計を狙撃される警告を受け、妻に危害を加えられる事を恐れて証拠の時計をやむを得ず破棄する。
だがそれでも独自に調査を進め、犯人がゴルゴであることを突き止める。だが報復を恐れる警察上層部により黙殺され、辞職を考えるまで失望する。
「ドナウ・ライン迷路」ではゴルゴの追跡を指揮。先手を打ち、ドイツにて標的と思しき人物を保護する。だが推理を逆手に取られ、本当の標的である「車椅子に隠されたスマートメディア」を狙撃される。この事件を機に辞職を撤回。妻の説得を退けゴルゴとの対決を決意する。
スマートメディア狙撃に際し、ゴルゴは敢て推理を逆手に取っているためか、依頼妨害を理由に殺すようなことはしていない。
その時にテロリスト(ゴルゴ)相手に危険な闘いを挑もうとするジャヌーを案じた妻・ブレンダにより、今度テロリストに闘いを挑んだら離婚すると約束されたが、「天空の毒牙」にて、銀行家の事件を巡ってゴルゴが入国したとの報を聞き、定年間近のジャヌーにとってゴルゴを逮捕する最後のチャンスだと意を決して陣頭指揮をとったが結局ゴルゴには逃げられ、ブレンダも離婚して家を去り、ゴルゴを狙った者の代償がいかに大きいものかを痛感させられた。

### フランスの警察
ユベール・ブサール
第47巻159話「メスリーヌの猫」
パリ警視庁の警視。
ピエール暗殺を依頼されたゴルゴに「48時間以内の国外退去」を命じ拳銃を没収。さらにピエールのアパルトマンに丸腰で乗り込んだゴルゴを警官隊で包囲する。だがピエールは殺害され、証拠は何一つ掴めなかった。第619話「超絶技巧ツィガーヌ」には回想場面で登場、息子のファビアン・ブサールにゴルゴ(#106)に関する極秘捜査ファイルの存在を伝える。
モデルはジャック・メスリーヌを逮捕した実在の人物であるパリ警視庁捜査介入部（BRI-PP）のロベール・ブルッサール主席警視正。
ファビアン・ブサール
初出は第619話「超絶技巧ツィガーヌ」
パリ警視庁捜査介入部（BRI-PP）の警部。第159話「メスリーヌの猫」に登場したユベール・ブサール警視の息子。部下のダルトワ、ギドンの3人でゴルゴ(#106)を極秘捜査する。その過程で外見的特長からファネット・ゴベールがゴルゴと何らかの関係があるのではないかと疑い、ファネットの身辺を監視し始める。スピンオフ作品『Gの遺伝子 少女ファネット』にも登場。

### イギリスの警察
ケンドリック
第107巻327話「円卓の騎士」
スコットランドヤードの刑事。3年前、逮捕したIRAの責任者を護送中、ゴルゴに殺害された責任を追わされて降格、ゴルゴへの復讐を誓っていた。
「円卓の騎士」が「Ｇ」というプロを雇ったと聞き、ゴルゴがマーガレット・サッチャーの暗殺を引き受けたと思い込んで行動を妨害する。
対面したゴルゴから「俺にかまうな」と警告されるが「俺は”俺の仕事”をしている」と返すとゴルゴはそのまま立ち去った。
実際にはゴルゴはサッチャーの暗殺とは逆に「暗殺者の始末」を引き受けたのでありケンドリックの早とちりであった。
ゴルゴの警告に従わなかったにも関わらず、制裁されなかった数少ない人物である。

## ネオナチ

### オーベルト一派
第四帝国から脱走したオーベルトとその部下のネオナチ。アマゾンの密林奥に基地を構え、スパイを各国情報機関に派遣。アメリカ、日本、イギリス、フランス、ソ連五カ国相手に高性能毒ガスミサイルで脅迫、金塊10億ドルを要求する。
ワルター・フォン・オーベルト（別名：大アリクイ）
第10巻48話「ナチス鉤十字章は錆びず」
声：加藤精三（ラジオドラマ版）
元・ナチス親衛隊で、毒ガス兵器ホスゲンの研究に関わった科学者。
ユダヤ人大量虐殺計画に加担した噂がある。連合国の追跡から逃れハインリヒ・ミュラー、アドルフ・アイヒマンと共に国外逃亡する。
ゴルゴの基地襲撃の際、防弾ガラスで一命を取り留め脱出。その後、リオのカーニバル中にゴルゴに決闘を挑み敗北。刺し違えようと自爆する。
ポリヤコフ（暗号名：トナカイ2）
第10巻45話「アラスカ工作員」
KGBの逆スパイとして活動しているオーベルトのスパイの一人。KGBの逆スパイとして活動している時は、KGB二重工作員としてCIAに潜入。CIAの一員としての名は「トニー・マーカス」。
飛行機をハイジャックするもゴルゴに殺される。
オットー
第10巻47話「リオの葬送」
声：佐々木勝彦（ラジオドラマ版）
オーベルトの部下の一人。
ゴルゴの正体を吐かせるためマイヤを拷問するが、自害され空振りに終わる。協力者のカルロスを拷問中、ゴルゴに殺される。
カール
第10巻47話「リオの葬送」
オットーの部下。
仲間と共にマイヤを捕らえる。ゴルゴがリオに居ると連絡が入り、捜索中に殺される。
ヒルカ
第10巻48話「ナチス鉤十字章は錆びず」
声：香月弥生（ラジオドラマ版）
オットーの部下。
ゴルゴの正体を探る命令を受け出動。ゴルゴに幻覚剤を飲ませようとするも、逆に飲まされ基地の場所を自白。ゴルゴに殺害された後は、報復としてマイヤと同じ状態で捨てられる。

### 第四帝国
世界に点在するネオナチの最大勢力で、「総統」により統括されている。表向きは古美術商などを経営し、その収益を資金としている。
本拠地はブエノスアイレスにて総統自ら率いる「ヴォルフスシャンツェ（狼の巣）」 。対外的には博物館だが実態は難攻不落の要塞。地下にはシェルターが設置され、毒ガスや空爆、核攻撃にも耐える。内部は最新鋭の厳重な警備システムに張り巡らされ、1個中隊で守備されている。モサドより依頼を受けたゴルゴの奇襲攻撃を受け陥落。
ムンツ
第52巻182話「沸騰」
リオデジャネイロ地区の治安回復を任され、ネオナチによる必殺隊を組織。悪徳刑事、強盗犯らを次々と殺戮する。リオ警察から依頼を受けたゴルゴに部隊と共に壊滅。
ボック
第52巻182話「沸騰」
第四帝国のNo2で、実質的な統括責任者。脱走したオーベルトの追跡隊の指揮を執る。
総統の許可の下、「最後の部隊」を率いてゴルゴと戦い壊滅。
マルティン・ボルマン
第53巻185話「崩壊　第四帝国　狼の巣」
終戦後追跡を逃れ、第四帝国の総統に就任する。心臓に持病を抱え、要塞襲撃の報に興奮の余り悶絶。ゴルゴに撃たれる前に死亡。

## 企業家
レオナード・ドーソン
第32巻114話「帝王の罠」
声：納谷悟朗（劇場版ゴルゴ13）
多国籍企業ドーソン・カンパニー会長。ユダヤ人。貧しいイタリア移民から石油事業で身を起こし、一代で同社を築き上げた「帝王」。闘争と憎悪の渦中に身を置く一方で、一人息子のロバートに愛情を注ぐ。
ロバートを射殺したゴルゴに激しい憎悪を燃やし、周到な復讐計画を立てる。自ら標的となりドーソン・ビルに籠城。防御網を張り巡らせ迎撃するも失敗に終わる。後日、ロバートの遺書から真相を知り、落涙。直後にゴルゴから狙撃予告を受け、狼狽える部下を叱責。ロバートの墓前にて敢えて身を晒し、大声で自身を撃つように叫んだ直後に狙撃された。
劇場版でのファーストネームはレオナルド。ロバートの死の真相を既知の上でCIA、FBI、ペンタゴンの要人に協力を要請。狂気のあまり、身内を始め軍隊や死刑囚まで動員。さらに「協力を拒めばドーソン企業を停止する」と政府まで脅迫する。最後はドーソンビルでゴルゴと対峙。非情に徹しながら倒せなかったゴルゴを「人外」と称して投身。地面に衝突する前に眉間を狙撃される。アメリカ経済を支える大企業家というだけでなく、かつての大統領暗殺事件に関与した闇の深い人物でもあった。
ガブリエル・ロスマクドナルド／インゲルマン・ペテンセン
第38巻134話「鬼畜の宴」（アニメ版第40話）
声：（ガブリエル）塚田正昭、（ペテンセン）富田耕生
ガブリエルは南ア・キンバレーの採掘会社社長。インゲルマンはスウェーデンのコンピュータ会社社長。共に68歳。
事業を息子達に任せ、暇と金に飽かしてインディオハンティングなどの刺激的な遊びに興じる｢鬼畜｣。刺激欲しさにスパルタカスとゴルゴとの対決を計画し、その様子を観戦。だがゴルゴの指摘により自分たちが見世物扱いされた挙句、死ぬことになったスパルタカスから報復依頼を受けたゴルゴにより狙われる身となる。空港を閉鎖状態にして飛行機でヨハネスブルグへ逃げようとするも、先着の輸送機に紛れ込んでいたゴルゴに二人とも射殺される。
小説でのガブリエルは、元々はリベラルな価値観の持ち主で、アパルトヘイト政策にも否定的だったが、息子のトーマスが暴動で死亡して以来、有色人種への憎悪と狂気を持つに至った。
原作では所謂、倒叙もののように最初からゴルゴとスパルタカスに見世物にする陰謀が描かれていたが、アニメ版では見世物扱いしていることを断片的に描写しながらも、最初から明確に描写することはせず、ゴルゴが隠しカメラの存在を指摘したことにより視聴者も真相が具体的に理解できるというメタフィクショナルな演出にかわっている。
マクラミン
第54巻189話「穀物戦争　蟷螂の斧」
穀物メジャー「ビッグフォー」の一つ、カーギル社の会長。
日本政府に自動車輸出の見返りとして、農産物輸入の圧力をかける。メジャーに抗う藤堂に手を焼き、ゴルゴに藤堂の要である穀物コンビナートの破壊を依頼する。
「汚れた金」では「穀物購入用金塊が核テロで被爆」との報告に加え、保険が不成立という事態まで発生。相場の暴落により混乱を来した穀物市場に対し、手を拱くことしかできなかった。
ジェラルド・ホワイトロック
第61巻212話「死闘ダイヤ・カット・ダイヤ」
ダイヤモンド鉱山のオーナー。
かつてロアズ商社との競争に破れ、拳銃自殺を計る。半身不随となるも一命を取り留め、復讐に執念を燃やし復活。サウジアラビア政府の支援の元、大量の極上ダイヤを安価で世界中に放出させ、ロアズ社が支配するダイヤモンド市場に大打撃を与える。
ゴルゴに「地上最硬度であるダイヤを撃ち砕く」という極めて困難な仕事を依頼する。
ソロモン
第61巻212話「死闘ダイヤ・カット・ダイヤ」
アングロ＝デ・ロアズ商会会長。
ユダヤ財閥とロスチャイルド銀行を資金源に持ち、世界中のダイヤモンドを一手に支配。長年に渡りダイヤの資産価値を維持し続ける。どんな危機も不屈の知謀ではねのけてきた人物。世界最大のダイヤ「ギャラクシー・オブ・キンバリー」を所有し、思案の際は手で弄ぶ。
ダイヤモンド市場を荒らすホワイトロックの暗殺を企てるも先手を打たれ、ゴルゴにより己の象徴であるギャラクシーが粉砕。敗北を悟り、不屈の闘志をもって再起を期す。
ヘンリー・ウェザビィ
第102巻314話「ブラックジャイアント伝説」
表向きはアメリカ・西テキサス州の牧場主だが、その正体はロックフェラー財閥の重臣の一人。アンソニー・ロイドの名で隠し油田の存在を匂わせ、石油市場を操作するロビイスト。
関係者の相次ぐ死から、油田を狙う者の追及が間もなく及ぶと察知。ゴルゴに油田基地への襲撃者の排除を依頼する。実行者とその黒幕の正体を突き止めた後、再度ゴルゴと接触し、両者の殺害を依頼する。ゴルゴから指摘され油田は存在しないことを告白。「（情報操作という）幻想の中を泳ぎ、壮大にして虚しいお遊びに付き合ってきた哀れな存在」と自嘲した。
二階堂 洋介
第103巻323話「モスクワの記憶」
日本一の重工業メーカー・大東重工業会長。「怪物」と呼ばれる日本のフィクサー。左眼の辺りに大きな傷跡がある。悪魔のような頭脳と判断力の持ち主。誇り高くも冷酷で傲慢な性格。
旧日本陸軍の超エリートで、満州関東軍副参謀を務める。開戦前から日本の敗戦を予期し、早々にソ連のスパイとして活動。終戦時の対ソ交渉団の一員としてソ連優位に交渉を進め、日本人64万人のシベリア抑留を承諾させる。またスターリンに対し日本の分割統治の愚を進言。アメリカ指導の元で繁栄した日本の支配を目論み帰国。陸軍時代のコネを利用して軍需を独占し、その資金で政財界を操る。現在でもロシアの保守派と繋がりがあり、改革派を脅かす存在となっている。
ロシアにて自分の秘密を探るかつての同僚・金子の雇ったボディーガードがゴルゴであり、その標的が自分の協力者であるロシア軍人・ソゴロフ大佐であることを見抜く。ソゴロフを切り捨てゴルゴと金子の関係を断つよう仕向けるが、金子の暗殺を無関係なはずのゴルゴが阻止したことを受け、自分が「新たな敵」と見なされたと判断。スキャンダルによる破滅を良しとせず自害する。
カール・ジェイ
第134巻第389話「害虫戦争」
植物種子産業会社「ハイクロップ」社長。目的の為なら殺人も環境破壊も厭わない自己中心的な人物。
一族と共に遺伝子操作により、殺虫剤の効かない害虫「アワノメイガ」と、それを上回る耐性を持つバイオ・トウモロコシの開発を進め、両方を利用してトウモロコシ産業の独占を目論んだ。中国農業部の依頼を受けたゴルゴにより「アワノメイガ」は全滅。開発に注ぎ込んだ資金も全て無駄となり、ハイクロップ社は倒産し社会的に失脚した。
フロマンタンソフトウェア社長
第147巻487話「バイルス・チェイス」
フランスに住むあるIT企業の社長。本名不明。
ハンドルネーム「セーフサーフ」と称する天才的ワクチンソフト開発者を拉致。ウイルスとワクチンの相互開発による多大な利益を目論む。さらに先手を打ちエシュロンをハッキング。CIAに対しても専用パソコンをウイルスに感染させ、ゴルゴとの接触を妨害した。だがCIAはどうにか接触に成功。依頼を受けたゴルゴの偽の「セーフサーフ」による陽動にかかり、対面した所を射殺される。
来栖広之
第162巻「ノモンハンの隠蔽」
政府関係にも顔が利く人物。溝口の父は軍時代の上司。
「遺産（兵士の肉声と「ノモンハン事件」の真実を記録したレコード）」の持ち帰りを父から指示された溝口と共に出国。事前にゴルゴと接触し「妨害者の排除」を依頼するが、ゲリラとの交戦中に流れ弾に当たり死亡。生前、溝口に託した手紙には「レコードをその家族の下へと届けること」「今回の体験で何かを学んでくれればいい」と書き綴られていた。

## ロックフォード財閥
アメリカ政府に次々と閣僚を送り込み、世界中の政治、金融、経済をも影で支配する。その勢力は強大で、中立的立場にあるスイス銀行の口座すら凍結させる。一方で幾人ものノーベル賞受賞者を輩出し、数々の伝染病を撲滅。文化面でも世界レベルで寄与している。世界中に情報網を持つシンジケート「ビルダバーグ・グループ」を使い、ゴルゴへの依頼者、協力者の事業を容赦なく破壊した。
デビッド・ロックフォード
第63巻217話「ロックフォードの野望」（アニメ版第44話）
声：森功至（TVアニメ版）、納谷六朗（PlayStation版）
ロックフォード財閥会長。単一巨大資本による一族の世界制覇の野望を抱く。
外敵からの脅威を排除すべく、ゴルゴを一族専属の狙撃手としてスカウト。叶わぬと見るやゴルゴの財産を悉く封じる強硬策に出る。しかしそれでも服従させることができず、逆に勢力外にある華僑の黄彊孫（声：西川幾雄（TVアニメ版）、北村弘一（PlayStation版））からの依頼で狙われる身に。合衆国大統領を通してゴルゴに圧力をかけ、安堵していた所を狙撃される。
アニメ版ではゴルゴに自分の狙撃依頼した黄に「老いぼれめ。もっと早く手を打って息の根を止めておくのだった。」と影口を叩く。合衆国大統領に対し終止タメ口で話し「あんたの再選も決まったようなものだな」と上からな物言いだったりと、大富豪故の傲慢な性格がより強調されている。
PlayStationのデジタルコミックでは名前がデビッド・カーライルに変更されている。
クリフ・ミラー
第63巻217話「ロックフォードの野望」（アニメ版第44話）
声：塩屋浩三
デビットの部下。主人の命を受けゴルゴとたびたび交渉するが、その度に断られる。
アニメ版では名前がニコラス・ミラーに変更された。
ヘンリー・ブレジンジャー
第66巻229話「ロックフォードの野望　謀略の死角」
ハーバード大学国防政策セミナー主任教授。ロックフォード一族を補佐する元閣僚の一人。ニクソン政権時代には国務長官を務め中東和平調停を工作、ノーベル平和賞を受賞した。国際政治の裏舞台では負け知らずで、歴史を変えたとまでいわれた人物。
財団理事長・ローランス・ロックフォードの兄・ネルソンを恩師と仰ぎ、財団に尽力。デビッドの息子・ロックフォード四世を傀儡として後継者に擁立し、財団による裏からの世界支配を目論む。
ゴルゴを傘下に収めるべく「ロックフォード家による依頼者の抹殺」という計画を提唱。さらにゴルゴを監視下に置き、狙撃の妨害工作を指示する。計画の一環としてローゼンを破滅に追いやるが、遺志を託されたゴルゴにローランスを殺害され計画は頓挫。初の敗北の屈辱に再戦を誓う。
モデルとなったヘンリー・キッシンジャーは「ザ・スーパースター」に登場している（政治家の項目参照）。

## 犯罪者・テロリスト
青い目（ブルーアイ）・ザラス
第2巻5話「檻の中の眠り」（アニメ版第9話）
声：小山力也
* 1971年版スチールアニメにも登場しているが、キャストは不明。
刑務所「パンドラの島」の死刑囚。
隣房の囚人（ゴルゴ）と協力し、あらゆる苦難を切り抜け脱獄に成功する。それが自分を死刑前に殺害する罠であることをゴルゴに告げられ射殺。
ゴルゴが「殺す前に名を教えた」最初の人物。アニメ版では、致命傷を負わせたザラスに「名前を…教えろよ」と頼まれ、答える形になっている。
マックス・ボイド
第8巻35話「素晴らしきシカゴ」
カンザスシティで銀行強盗を犯し、シンシン刑務所に8年間服役していた老人。
仮釈放後、かつて愛した女性ジニーのため、仲間共にテロリストに扮した銀行強盗を決行する。FBIからテロ退治の依頼を受けたゴルゴにより被弾。ジニーの写真を見て泣きながら力尽きた。
レネ・ガルシア
第11巻53話「そして死が残った」
フィリピンの反政府ゲリラ「フク団（フクバラハップ団）」のリーダー。
フィリピン政府から依頼されたゴルゴにより、腹心のカバネロを残し全滅。コソ泥と偽り警察署に逃れる。カバネロに保釈金を支払わせ抜け出すつもりだったが、裏の裏をかいたゴルゴに釈放され、呆然状態で狙撃された。
ボイス
第107巻369話「守宮の盗聴」
別名“守宮（やもり）”。元FBI捜査官で、現在はサンフランシスコ随一の盗聴屋。頑固者だが、FBIにもハッキング可能な悪魔的盗聴技術を持つ。
FBI時代、麻薬組織の捜査中に自分の妻と組織員との浮気を傍受。以来人間嫌いとなり、ペットにのみ心を開く。
盗聴中に偶然ゴルゴへの依頼を傍受。ターゲットの周辺にマイクを装着したペットを配置。証拠となる狙撃音を録音し、方角の割り出しにより狙撃地点の特定に成功する。
現場の犬の様子からゴルゴに「あらざる偶然性」を察知され窮地に陥る。守宮のように身を隠して反撃をやりすごそうとするが、完璧な用意周到さが逆に潜伏場所を特定する結果となる。射殺される際、ペット達を殺さぬよう頼み、「音のない世界に行ける」ことを安堵していた。
ホセ・カンポス
第138巻増刊62話「フロリダ・チェイス」（アニメ版第25話）
声：屋良有作
キューバからの亡命者。麻薬売買・殺人でフロリダの刑務所に収監中。所内でも再三暴動を起こす凶悪犯。
完全防弾の現金輸送車を仲間に盗ませ、移送中の護送車を襲わせて合流。看守や同乗の囚人だけでなく、仲間すら殺害して単身脱走を図る。だが予め暗殺依頼を受けていたゴルゴに車体の下に潜り込まれ、弱点であるマフラー管の貫通射撃により絶命した。
チャールズ・フィッツジェラルド
第151巻「爆弾魔（ボマー）」
元IRAの工作員「爆弾魔」。左手首の蜂の刺青から暗号名は「蜂（ビー）」。IRA脱退後はフリーランスのテロリストとして活動。ネットオークションを利用して世界各地から依頼を受ける。プラスチック爆弾と改造した携帯電話を使用し、遠隔操作によりターゲットを無差別に爆殺する。
WAモータース会長の殺害を依頼され名古屋にて殺害を図るが、暗殺者の狙撃依頼を受けたゴルゴに手口と変装を見抜かれ射殺された。
デゴス
第174巻「極北のテロル」
アメリカ・アラスカ州に住む初老のイヌイット。熟練の知識と射撃の腕を持ち、「アラスカの狼」「イヌイットの鬼神」と恐れられる。一方で伝統を重んじ、周囲からの尊敬も厚い。
政府の石油開発計画によるアラスカの自然破壊を憂い、数年前から施設破壊などのテロ活動を開始。SWATを含む警官隊を誘い込み壊滅、遭難に陥れる。
核廃棄物を石油施設にて爆破させ、使用不能となるよう計画する。NASらから依頼を受けたゴルゴに地の利の筈のアラスカにて奇襲に遭い、その健闘を称え死亡する。
ゴルゴを救った恩人でありながら当人に斃され、死の間際に再度危機を救った人物。

### IRA（アイルランド共和軍）
爆弾係（ボマー）
第65巻220話「アイリッシュ・パティーズ」
主に政府要人を狙うテロリスト。表向きは日雇い労働者を装い世間の目を欺いている。
上院議員の宿泊先のホテルに爆弾を仕掛けようとした所を、MI5から依頼を受けたゴルゴに射殺された。
一人息子のエドは父に反発しIRAへの入団を切望していたが、父親がメンバーの大物であることを知らなかった。
キャサリン・マッコール
第110巻369話「冷血キャサリン」（アニメ版第26話）
声：本田貴子
女性テロリスト。かつては冷静な判断力と死をも恐れない行動力から「冷血キャサリン」と呼ばれていた。
ゴルゴのサポート役を務める中で情慕を共にし、やがて男児ジョーイを出産。シングルマザーとなり育てていたが、3歳の時に爆死させる。以来、人を殺すことを避けるようになり、「臆病者のキャサリン」と呼ばれるようになる。
相棒のパメラ（声：高乃麗）の暴走に居た堪れなくなり、ゴルゴと再会し殺害を依頼する。最後は身を挺してパメラの狙撃位置を教え、銃弾が胸を貫通。パメラと共に死亡した。
ゴルゴの子を宿したということもあり、彼に対し並ならぬ情愛を抱いている。
ラクラン・マクレガー
130巻 第433話 「勇者が勝利する」
暗号名「烈風(ヴェーチェル)」と呼ばれる大物テロリスト。SASから「狂犬」と呼ばれ、イギリス要員を幾度も暗殺した要注意人物。旧ソ連とイギリスで暗躍したダブル・エージェント。愛銃ピストレット・スチェッキンを手放さない。
アイルランド人であるIRAの父と、旧ソ連・女性党員の母の間に生まれる。父は二次大戦時の英国軍法会議で処刑され、母も後を追うように病没。KGBに配属された後、IRAにスパイとして入隊。工作活動を行っていたが、冷戦終結とソ連崩壊を機に共産主義を見限る。イギリス政府と取引した後は信念より紛争そのものに価値を見い出すようになり、やがて政府も裏切り独自で活動を続けた。
裏を知りすぎたとしてイギリス、ロシア両国から命を狙われる。依頼を受けたゴルゴに早撃ちを挑み敗北。勝負に応じてくれたことに感謝しつつ息を引き取った。
ローワン／リアム
第143巻増刊67話「シリコンアイランド」
ローワンはハッカーでリアムは破壊工作員。他にもう1人仲間がいる。ローワンは年長のリアムと仲が悪く、ゴルゴ共々「アナログ人間」「原始人」と馬鹿にする。
自分達がアイルランド政府から命を狙われていると聞き、その相手がゴルゴであると察知。連携による殺害を図った。だが「情報戦略では自分が上」というローワンの慢心から、ゴルゴが流した偽情報に掛かる初歩的ミスを犯す。結局は返り討ちに遭い、仲間もろとも死亡した。

## マフィア・ギャング
スパイク・ジョーダン
声：池田勝
第5巻21話「帰ってきた標的」（アニメ版第10話）
アメリカ麻薬組織のボス・バグシイ”ビッグ”ガボールの替え玉。組織を手中にすべくボスの部下ロッキー・ブラウン（声：斉藤志郎）を騙し、スパイクと思い込んでいたバクシィをゴルゴに狙撃させた。ロッキーに正体がばれた後、ゴルゴの報復に対抗すべく結託。防御態勢を敷き兵隊を総動員するも悉く突破され死亡した。
アニメ版でのロッキーはバクシィの忠実な部下として描かれているため、結託はせずスパイクに殺されている。
ベントナ
第18巻73話「動作（アクション）・24分の4」（アニメ版第8話）
声：秋元羊介
ニューヨーク近郊の街バターソンのボス。
守り築いてきた縄張りを奪ったニューヨークマフィアのドン・ジョバンニ（声：渡部猛）の殺害をゴルゴに依頼。直後にジョバンニから拷問を受け、笑いながら殺される。
トムソン
第18巻73話「動作（アクション）・24分の4」（アニメ版第8話）
声：田中正彦
ニューヨークマフィアの暗殺部ボス（用心棒のリーダー）。ゴルゴの標的となったドン・ジョバンニに抹殺を命じられる。
「防弾ガラスでゴルゴの射撃を阻み、その隙を突いて暗殺部トップの殺し屋達に始末させる」という策を立てる。だがゴルゴの反動速射RT15連発銃（架空の銃）を用いた、一点集中の遠距離狙撃で防弾ガラスは粉砕。ジョバンニも狙撃され、ゴルゴの銃口の前に立ち尽くす。アニメ版ではその直後に銃声が響き、殺害されたことが示唆されている。
タイトルの意味は、撮影したゴルゴの早撃ちを分析した際、1秒24フレーム中4フレーム（0.17秒）で拳銃を抜いて向き直り、次のフレーム（0.04秒）で一人目を射殺していることから。
ゴルゴは劇場版アニメでも同様のテクニックを用いて、防弾ガラス越しの標的を狙撃している。
デビット・シンガー
第98巻301話「ワイズガイへの道」
麻薬密売組織「ズィップ」のボスにしてユダヤ系巨大犯罪組織「ユダヤ・シンジケート」の幹部。
対立する落ち目のイタリア系マフィア「フェリ・ファミリー」のボス、ドン・フェリを強襲し、ドンの息子、ファブも殺害する。ドンからの依頼でゴルゴに命を狙われ、ファブの親友ジュゼッペの殴り込みの最中、跳弾事故に見せかけた狙撃で殺害された。
ファビエ
第102巻315話「メデジンカルテル」
コロンビア・メジデン市で牧場経営、不動産、絵画取引を営む大富豪。表向きはサッカー場や住居などを提供する名士だが、裏ではメジデン・カルテル(麻薬密売組織)のドンとして暗躍。
ガビリア大統領から依頼を受けたゴルゴの偽情報により、舎弟のエステバロと抗争を開始。その最中ゴルゴに抹殺された。
張金栄
第104巻317話「黒い星」
台湾の幇（台湾華僑）「竹連幇」の大家姐（女当主）。幇の掟と面子に厳しく、裏切り者には容赦しない。その一方で誰にでも公平であり、周囲からの人望も厚い。
トカレフ密輸ルートの襲撃事件を、私怨を抱く身内の裏切りによるものと断定。ゴルゴに「外部の者に任せるのは恥」と語り、部下に報復依頼の取り消しと、最上級での礼遇を命じる。差し向けた暗殺隊の全滅に怒り中国に赴こうとするが、ゴルゴから「それが敵の目的」と釘を刺される。だが黒幕である大華僑「客家幇」からの挑発に引き下がるわけにもいかず、改めてゴルゴに報復を依頼する。
豪胆な人物で、ゴルゴに対し萎縮する事無く強引に事を進め、食事に同席までさせている。それだけに会食中に受けた凶報が、尋常ならざる内容であったことを態度で見抜かれた。
ゼウス
「死への階(きざはし)」
イタリア・シシリーに拠点を置くギリシャ移民系マフィアのボス。老齢ながらも幾多の修羅場を潜り抜けて身に着けた貫禄からファミリーの支持は厚い。
20年前にアフリカの金鉱山を巡って相棒を裏切り警察に売り渡し、それを足掛かりに今の地位を築いたが、相棒は10年後に脱獄、妻子は行方不明になっていたため復讐のために長い年月をかけてゴルゴへの依頼料を貯めてゴルゴにゼウス狙撃の依頼をした。相棒は重い病に掛り余命幾ばくもなく、自身の存在を思い出させるために死を覚悟してゼウスにゴルゴに依頼した事を通告、ゴルゴはルールを破ったとして相棒を射殺した。
ゴルゴに狙われていることを知り、ゴルゴから逃げられないと悟ったゼウスは、自身も病に掛りあまり長くはないこともあり、せめて自分らしい幕締めをしようと、ゴルゴに狙撃される約束の日の夜に野外パーティーを開き、裏で組織を乗っ取ろうと企んでいた幹部のニキとヨアシスを自ら粛清し、会場内のファミリー全員に、実は相棒の息子で、相棒の妻が死去して孤児になっていた所をせめてもの罪滅ぼしで育てた養子で幹部のニコラオスを後継者にすると発表、そしてゴルゴを「己の命を代償にニコラオスを護るように契約した死神」に仕立て上げ、もう何も言い残すことはないと満足し狙撃された。そしてその意志を継いだニコラオスはそれまでの軟派な性格から一転して誰からも認められる厳格な性格となり、ファミリーを必ず導くとゼウスの墓に誓った。

## 政治家・君主

### アメリカ合衆国
ペンタゴンの3人の首脳
第4巻17話「査察シースルー」
サンタクロースに変装し、ゴルゴにモロトフ暗殺を依頼。ルール（正体不明の相手とは仕事をしない）違反として断られ、実力行使に出るも返り討ちに遭う。正体を明かし改めて依頼するが、依頼終了後に謀殺を企てたりと、ルールに違反に徹した振る舞いを見せる。
ヘンリー・キッシンジャー
第28巻103話「ザ・スーパースター」
ゴルゴに命を狙われるものの、スタッフが接触前に依頼人を抹殺。結果「依頼そのものが未成立」となり、狙撃対象から逃れている。
ヘンリー・バーナード／マーカス・ガボン
第48巻169話「ビハインド・ザ・プレジデント」
アメリカ大統領選挙において陣営を指揮する選挙参謀。
双方とも相手側の選挙参謀の暗殺をゴルゴに依頼し、かつ口封じを企む。それがゴルゴの知るところとなり、ほぼ同時に射殺された。
ロナルド・レーガン（と思わしき人物）
初出は第63巻217話「ロックフォードの野望」
合衆国大統領。
デビット・ロックフォードの依頼を受け、ゴルゴに狙撃中止を勧告。その後デビットを狙撃されるも、結果は予測済みだった。ゴルゴの必要性を考慮し、両者の対決に中立的立場をとる。
その後も『ソフホーズ』など、数々の作品に登場。当時のソビエト大統領・ミハイル・ゴルバチョフ ともたびたび外交があり、「Kデー・カウントダウン」ではゴルゴの件でホットラインにて会談している。「カオスの帝国」ではレーガン大統領暗殺未遂事件においてゴルゴと関わることとなる。
アニメ版では放映当時の大統領（と思わしき人物）に変更。勧告の文言も「世界の警察を敵に回す」に変更されている。
マッケンジー／クリンガー
第120巻401話「偽りの星条旗」
合衆国大統領。作中で紹介された名は2通りある。
「神の眼力」では、官僚を監視するベルマイヤー博士から脅迫まがいの発言を受ける。「最終暗号」では、佐久暗号によるNSAシステムの無力化を危惧し、日本の総理大臣に圧力をかける。「星条旗を撃つ」では、自身のセックススキャンダルとゴルゴの狙撃が、次期大統領選挙での集計の混乱の原因となった。
モデルはビル・クリントン。
バラク・オバマ（と思わしき人物）／オズマ
アニメ版第44話
声：中村秀利
合衆国大統領。
素性や顔こそ明らかにされていないが、「一国の指導者」や「世界の警察」といった言葉で正体を匂わせており、オバマ就任後の作品では、それらしき人物が大統領として登場する。
アニメ版「ロックフォードの野望」では現役大統領として登場。
第523話「スナイパーたち」、第527話「ペルシャ湾危機 大統領選異聞」での名前は「オズマ」。

### ソビエト連邦（ロシア）
ビアチェスラ・M・モロトフ
第4巻17話「査察シースルー」
ソ連外相。79歳。
1930年に首相に就任し、39年に外相を兼任。41年に第一副首相兼外相となる。独ソ戦では国防衛委員会代理議長に就任。米ソ冷戦時において、世界中にその外交力を誇示する。1957年スターリン批判が開始され、その年の夏に姿を消す。
後に復活。アメリカの極秘資料「シースルー」の奪取に成功し、国連総会での暴露を目論む。会議が開始された直後、アメリカ政府の依頼を受けたゴルゴの狙撃で、手元の資料が焼却。この警告が世界大戦をも辞さないアメリカの決意だと悟り、会議終了まで沈黙を保った。
モデルはヴャチェスラフ・モロトフ。
ユーリ・アンドロポフ
KGB議長。後に第6代ソビエト連邦共産党書記長及びソビエト連邦最高会議幹部会議長。主に共産党内での権力争いにゴルゴに依頼するなど度々登場する他（「クレムリン名簿」）、ゴルゴが任務を遂行している際も遠からず関係している（「テレパス」）。
ニコラス・グリアシビリ
第50巻193話「クレムリン名簿（ノーメンクラツーラ）」
ソ連共産党第一書記。書記長・レオニード・ブレジネフ派の若手。
秘書をスパイと知りながら情報を流し、ソ連軍のアフガン侵攻を妨害。その現状を報告し、軍とKGBを掌握する政敵・アンドロポフを糾弾する。だがアンドロポフの反撃と後ろ盾のミハイル・スースロフの病死で一派は壊滅状態となり窮地に陥る。
最後の手段としてゴルゴにアンドロポフ狙撃の依頼を試みる中で、彼の入国情報を入手する。これがブレジネフの命を狙うアンドロポフの依頼と推測し、周辺の警護を強化。同時に療養中の書記長の代行に着任する。党の実質的ナンバー1となり大物を気取るも、ゴルゴの狙撃対象が自分であったことに気が回らず射殺される。
ミハイル・ゴルバチョフ
初出は第71巻225話「ソフホーズ」
ソビエト連邦共産党政治局員兼書記→ソビエト連邦共産党書記長→ソビエト連邦大統領。
「ソフホーズ」では交渉人がゴルゴに標的として指名しているが、契約は成立していない。「最後の戦場」では、ゴルゴ抹殺計画を実行するブッシュ大統領と取引し、スペツナズをタンザニアへ派遣する。「Kデー・カウントダウン」ではソ連要人救出のため、レーガン大統領に連絡をとり、依頼遂行中のゴルゴに「追加依頼」を要請する。「覚醒・クーデターの謎」では、ゴルゴの標的であるという噂が流れている。
現行版では「ゴルチェンコ」に変更。
ボリス・エリツィン
第97巻302話「覚醒・クーデターの謎」
ロシア共和国最高会議議長。
ソルコフ大佐のゴルバチョフ暗殺およびクーデターを計画を見抜き、ゴルゴに計画発動後のソルコフ狙撃を依頼した。
ウラジーミル・プーチン
初出は大138巻456話「饒舌なコイン」
ロシア連邦第2、第4大統領。
「饒舌なコイン」では、「クリアな情報公開」をはき違え暴走傾向にあるツポレフを更迭。「イリスク浮上せよ」では、沈没した潜水艦イリスクの引き揚げに反対する軍部を抑えるため活動した。「赤い五月の使命」では軍部の提案を受け、ゴルゴに細菌テロリスト団の殲滅と、拉致されたジキンスキー博士の救出を依頼した。
作によっては「ラーチン」に改名されている。

### 日本国
後発の版・作品では「ジャパン」と表記されるが、都道府県以下の地名は現実に日本に存在する地名が記される場合も多い。
大平正芳と思わしき人物
第45巻161話「トリポリの埋葬」
リビアのカダフィ暗殺に動いた元公安警察特殊処理班川路の暗殺を、公安警察鷹谷主任に指示する。本人の顔は描かれないが、大平は掲載当時の総理大臣であり、「あー、うー」という大平の口調を話している。
木暮甚介
第47巻154話「暗黒海流」
旧日本陸軍情報部大佐で、現在は大物政治家。心臓発作の持病を持つ。
敗戦間際に緑十字船「安房丸」に積まれる予定だった財宝を横領。さらに避難民ごと船を沈める工作を行う。戦後は財産を政治資金として流用。防衛庁を陰で操り、日本の再軍備を目論む。だが内閣情報調査室長・高村が自身の暗殺をゴルゴに依頼したという情報を入手。さらに高村からの財産の調査報告と私的利用の非難に憤慨し発作を誘発。病院に運び込まれる途中で射殺された。
木暮の主張によれば、「安房丸」の横領や軍拡の目的は「私益」では無く、資源を持たぬ日本を憂い、国民を飢えや外敵から守る「国益」の為であるとしている。
鬼頭辰五郎
第65巻226話「闇の封印」
元・首相秘書。戦時中の近衛政権から歴代首相に仕える。老いてもなお「記憶魔」と呼ばれ、政界の裏面史を知り尽くす「生き字引」。現在は与党最大派閥・中田派に身を寄せる。
近衛とソ連との密約を綴った「対ソ秘密条約最終案（S-書簡）」の在り処を中田に教え、降伏工作に加担した反中田派のイメージダウンを図る。だが「S-書簡」関係者の一人である党最高顧問・根岸慎三が書簡と鬼頭の処分を決定。書簡を発見した直後、潜伏中のゴルゴに射殺される。この話は日本政界を扱っており、実在の政治家をモデルとした人物が複数登場している。
天城勘蔵
第144巻413話「剥がれた鍍金」
宮城県の農業経営者。「国の”要”は農業」と考える人物。かつては強大なカリスマと支持力を誇った大物政治家で、現在でも政治界に多大な影響力を持つ。夫婦共にゴルゴと幾多の付き合いがある。
農業の大事さを思い知らせるべく、ゴルゴに気象衛星を搭載した「H2Aロケット」の発射を延期させるよう依頼する。
ゴルゴへの依頼の際、「充分な報酬額は払えないが、長い付き合いに免じて引き受けてほしい」と語っていることから、それなりの信頼関係を築いていると思われる。

### イギリス
エリザベス2世
「女王陛下の憂鬱」「イングリッシュローズ」などで度々名前が挙がる他、競馬好きとして「汚れた重賞」「血統の掟」で登場。「汚れた重賞」では私怨のために違法行為をした2名に、競馬界の永久追放と厳罰を直々に言い渡した。
リチャード
第68巻236話「スタインベック三世」（アニメ版第18話）
声：麦人
政府の情報関係の長官（正式の所属は不明）。
各国要人の健康情報を東西問わず金次第で流す「アルフォンス・ルイ・スタインベック三世（声：伊藤昌一）」を警護。その裏で厄介者の三世の狙撃をゴルゴに依頼する。
ギデオン・デ・グレイ
第70巻243話「血統の掟」（アニメ版第35話）
声：平野稔
英国ジョッキークラブ理事長。
持ち馬である雑種のギルフィが英国競馬の「血統の掟」に背くため、ゴルゴに「出走中の事故死」を依頼。だが、ギルフィを育ててきた姪のシーリア（声：高橋理恵子）の情に負け、ゴルゴの情報を漏らす。ゴルゴを妨害したシーリアは殺害され、自身も「掟」に背いた罰で制裁される。
マーガレット・サッチャー
第107巻360話「円卓の騎士団」
用心棒としてゴルゴを雇う。
ダイアン
第369話「イングリッシュ・ローズ」/「ダイアンの涙」
元皇太子妃。
「イングリッシュ・ローズ」では離婚後、交際中の大富豪ナディ・アルムンドと共に命を狙われる。車でパパラッチの追跡を振り切ろうとした際、暗殺者の工作により事故死。
「ダイアンの涙」では、チャールズ皇太子との離婚の際に「悲しみの証」として作った宝石を巡って依頼があった。

### 中華人民共和国
毛沢東
主に回想やのセリフ中での登場だが、そのカリスマを逆用したクーデター計画が度々発生し、いずれもゴルゴの介入によって頓挫している（「邯鄲の夢」「100人の毛沢東」）。
「毛沢東の遺言」では、幼少時の東郷狂介の保護者であったことが描かれており、死に際に「もう一度小東郷に会いたい」との遺言を残した。
「100人の毛沢東」によれば、漢卑により5人のクローンが存在している。
鄧小平
第115巻385話「鄧小平のXデー」
病床に伏した状態でゴルゴと対面する。
江沢民
初出は105巻 第366話 「返還前夜」
「返還前夜」では、死の床に伏す鄧小平により後継者に選ばれる。
自身を「凡庸」「毛沢東や周恩来に見劣りする男」と低く評価。「殺鶏嚇猴」とののしられつつ、鄧の悲願である「国家百年の計」達成を模索し苦悩する。
「返還前夜」では江東民、「百人の毛沢東」では黄拓明など、回によっては漢名が異なる。

### 台湾
李登輝
初出は105巻 第366話 「返還前夜」
第7代（代行）、第8・9代台湾総統。経済界の重鎮・孫大儀からの評価は高い。
「返還前夜」では中国の香港返還を控え、対抗すべく精力的に外交活動を行う。一方で中国解放軍が計画するクーデターに、台湾が巻き込まれることを懸念。腹心の陳龍邦を通し、ゴルゴに軍部保守派の抹殺を依頼する。その後は野望を抱く陳を「知りすぎた男」として、ゴルゴに抹殺を依頼する。
「両洋の狭間に」では、相談役の王基明が中国工作員の殺害をゴルゴに依頼したと察する様子が描かれている。
王基明
初出は105巻 第366話 「返還前夜」
李登輝の相談役。台湾の安寧を切望する人物。台湾政界の黒幕で裏方に徹すし、決して表舞台に立とうとしない。普段は腹心の書記官を替え玉とし、自身は部下として随行しているが、ゴルゴには見破られる。
「返還前夜」では、総督府代表として陳と電話で会話。李との仲介人も勤めている。
「両洋の狭間に」では、中国工作員・張万長の殺害をゴルゴに依頼。達成後には謝礼金も報酬加えたが、後に返却された模様。

### イスラエル国
モシェ・ダヤン
初出は第2巻10話「ゴルゴin砂嵐」
* 1971年版スチールアニメにも登場しているが、キャストは不明。
軍人時代、第三次中東戦争前夜においてトラ・トラ・トラの作戦（エジプトへの先制奇襲爆撃作戦）のため、ゴルゴに防空担当のソ連技術将校の殺害を依頼。その際、殺害時刻は攻撃に合わせ120時間後、との注文をつける。
「シェルブール0300」では、フランスのシェルブールの港に停泊するガンボート5隻の破壊工作の阻止を依頼した。
「崩壊・第四帝国狼の巣」では、「総統」の居場所を発見次第、直ちにゴルゴに依頼する旨の遺言を残していたことが明らかになる。
「潜入者の素顔」では国内防諜機関「シャバク」から、彼が生前に提唱した「ユダヤ人帰国政策」が、結果としてイスラエルへの工作員潜入を助長している、と懸念されている。

### リビア
カダフィ（ムアンマル・アル＝カッザーフィー）
第12巻57話「シェルブール0300」、第45巻161話「トリポリの埋葬」、第57巻199話「河豚の季節」 、第194巻525話「顔の無い男」
軍人であり実質的な国家元首。ニックネームは「大佐」。
「シェルブール0300」では、アラブ世界の颯爽たる新進気鋭の指導者として登場。イスラエルを非難する演説を行い、その裏で水中破壊工作のプロたちをシェルブール港に送り込み、イスラエルがフランスに発注した貴重なガンボートを狙わせる。
「トリポリの埋葬」では名前のみ登場。元公安一課の川路に命を狙われるが、イスラエルから依頼を受けたゴルゴに阻止されている。
「河豚の季節」ではイスラエルへの日本製半導体の流出を防ぐ為、ゴルゴに商売敵である武器商人マインベルグの狙撃を依頼。
「顔の無い男」において、2011年リビア内戦および、老いた抑圧者としての失脚と死が描写されている。

### サウジアラビア
アブドル・ザルマン
第58巻194話「110度の狙点」
ファハドに仕える国王顧問。オイルマネーの力で、正規外のルートにてゴルゴと接触する。
殺害された姪の報復をゴルゴに依頼した後、犯人がCIAの謀略に掛かった息子・ナジャーである事が発覚する。ゴルゴに中止命令を出さず口封じを謀るが、暗殺団を悉く返り討ちにされ、ナジャーも契約通り狙撃される。最後は馬を駆りゴルゴに挑み射殺された。

### 南アフリカ共和国
ネルソン・マンデラ
第107巻358話「力は我々にあり」
大統領。ロベン島刑務所での長い獄中生活を終えた後はアパルトヘイト撤廃を訴える。就任後は過去の抑圧を赦し、白人との共存共栄を図る。
ゴルゴに新生・南アを脅かす「アフリカーナー国民戦線」の排除を依頼する。その黒幕が同志・カベク大臣と知り、処遇を決めかねていた所、心臓麻痺で死亡したとの報告を受ける。
獄中時代、新入りの東洋人（ゴルゴ）に助言を与え、脱出不可能なロベン島からの脱獄を成功させている。疑惑の残らぬ「自然死」という形で行われた依頼外の仕事が、かつての助言に対する恩義によるものかは不明。

### コンゴ民主共和国
ヘセロ
第128巻426話「300万通の絵葉書」
モグツ・ポポ・セコ元大統領の補佐官。ADFLを影で操る人物。切れ者で誠実。
ADFLを通してゴルゴに暴君モグツの暗殺を依頼する。コンゴ国内での数々のテロに関与したゴルゴに将来を危惧し、連絡ルートの一つに破壊工作を行う。発覚後は死を覚悟し服毒自殺を図るが、直前にゴルゴに射殺された。

### ドイツ
アドルフ・ヒトラー
ドイツ第三帝国総統。
第二次世界大戦時の回顧録を始め、元高官からの依頼（「ジーク・ハイル!!」）や、遺志を継いだ「第四帝国」関連（「沸騰」シリーズ）などで度々名前が挙がる。他にも遺品を巡る騒動（「裏切りのスワスチカ」）、妻エヴァとの心中を撮影したフィルム（「遺作」）、体細胞によるクローン創造（「総統のゆりかご」）等、様々なエピソードに関与する。
ゲーム「ゴルゴ13 第一章神々の黄昏」にも登場。現在でも脳は生き続け、世界征服を目論んでいるという設定になっている。
ゲオルグ・ギュンター（エリッヒ・ラインハルト）
第95巻323話「安全地帯の亡霊」
ドレスデン出身の工員。政府の命により、元連邦議員・エリッヒ・ラインハルトとして旧西ドイツに潜入後、「忘れられた人」となる。後に新しい妻子を持ち議員にまで出世するも、工員時代に大量に吸引したアスベストにより死期が短い。
生ある間に正体が暴かれることを恐れ、かつての連絡員2名を殺害。さらに発見された「本物」のラインハルトの白骨体を「亡霊」として葬るべく、ゴルゴに身元の証拠となる治療歯の破壊を依頼する。

### イラン
ムハマド
第46巻151話「国王（シャー）に死を」
元イラン王国国王。スイス銀行から資産を回収しようとし、自らのみならずスイス銀行界の破滅の危機を恐れたドワイト・D・グリンヒルの依頼によってゴルゴに狙撃される。
モデルはイラン王国の王で、イラン革命後に亡命したモハンマド・レザー・パフラヴィー。
モハマド・ハーン
第102巻314話「ブラックジャイアント伝説」
故・パーレビ元国王と共にエジプトに亡命した腹心。
蓄財が底を突いたため、過去に諜報員が掴んだ「ロックフェラー財閥の隠し油田」の真相を突き止め、その情報の売却を図る。だが企てがロックフェラーの重臣・ヘンリーの知るところとなり、ゴルゴに抹殺を依頼され死亡した。

### イラク共和国
サダム・フセイン
イラク共和国大統領。
「人工知能AIの誤算」では、スーパーコンピューターと開発者の挑発により湾岸戦争を勃発させる。「Kデー・カウントダウン」では、石油破壊微生物により石油産業を混乱を目論み、「アム・シャラーの砲身」では、スーパーガンを使用して核弾頭をホワイトハウスに着弾させようと計画する。
現行版では名前が一時期フセイニになっていたが再びフセインへと戻された。

### ドミニカ共和国
トルヒーヨ2世
第7巻33話「番号預金口座(コント・ヌメロテ)」
ドミニカ共和国の独裁者、ラファエル・トルヒーヨの子。贅沢に倦み、新たな人生のために自らの偽装殺人を思い立つ。史実上のラムフィス・トルヒーヨは、作中の描写通り「自動車事故で死亡」しており、ゴルゴが実在人物の死に関わった数少ない例。

### 不詳
ゴードイン1世
第114巻382話「国王ゴードインの依頼」
とある連邦王国の国王。敬虔なカトリックであり、妊娠中絶許可法案の通過の際、署名拒否のため一時退位した過去がある。
民族主義者による王国解体を阻止すべく、ゴルゴに殺害を依頼。その際、信仰を血で汚すことをよしとせず、教皇に破門を直訴している。
ゴルゴへの報酬の一環として王家の協力を約束しており、後にゴルゴは契約により窮地を脱している。
モデルはベルギー国王ボードゥアン1世。

## 学者・教授
サリンジャー
第15巻66話「アクシデンタル」
「教授」と呼ばれる暗殺の専門家。
長年に渡りゴルゴの情報を収集。精通しているが、はったりを見抜くことはできなかった。
ウェブナー
第26巻97話「破局点」
犯罪心理学の教授。
「十分な環境データがあれば犯罪者の行動予測が可能である」という自説理論を立証すべく、自身をゴルゴに狙わせる。探索行動の先読みにより次々と予測を的中。狙撃手のライリーを指揮し何度も追い詰める。だがゴルゴから依頼を受けた「騒動師リンドン」により、予測不能な騒動「破局点」を発生され、混乱の中でライリーは射殺。理論の綻びを遺言書につけ加えようとしたが、書き終えることは叶わなかった。
ベルナンド・シュルツ
第73巻253話「フィールド・テスト」
マサチューセッツ工科大学（MIT)教授。日々研究に没頭するほどに根っからの工科学者で、金銭や名誉などにはあまり興味がない。コロンビア大統領のバルトとは大学生時代からの親友。
M16に新素材などを加えて改良した高性能銃の実戦での性能を観たいと、交友関係のある武器商人のロゼリーに６丁渡す。ロゼリーは丁度取引をしていたコロンビアのゲリラに渡すと言い、最初はバルトに迷惑をかけると一瞬躊躇したが好奇心には勝てずに了承、6丁のうち5丁を渡されたゲリラはその性能でコロンビアを混乱に陥れた。
事態を重く見たバルトはゴルゴにゲリラの全滅と、高性能銃とその製作者の抹殺を依頼、所詮兵士としての能力的にゴルゴには及ばないゲリラはあえなく全滅、製作者がベルナントだと知ったバルトはベルナントにゴルゴによる死を宣告し、ベルナントは命乞いするも、親友より国民を守るバルトの決意を知り死を受け入れ、ゴルゴに狙撃された。
ゴルゴはゲリラから銃は5丁だと聞かされたため残り1丁の存在を知らず、「大学教授の私生活」で後日談として登場することとなる。
リチャード・ランスキー
第89巻291話「人工知能AIの誤算」
国防総省「ペンタゴン」のARPA（高等研究計画統括局）研究員。スーパーコンピューター「ディープ・ソート」の戦略プログラムの開発者。フセインに湾岸戦争勃発の契機を与えた。
「自分の創ったプログラムがどこまでいけるか」という好奇心から、フセインに「ディープ・ソート」と同性能のコンピューターを提供。自身も配下となり世界を混乱に陥れた。
アメリカ政府の依頼を受けたゴルゴに拠点のミサイル基地を攻撃され、コンピューターと共に処分された。
アイリーン・ジョセフソン
第101巻316話「カオスの帝国」
アメリカ・UCLA(カリフォルニア大学ロサンゼルス校)で社会カオス理論を専攻する教授。
ゴルゴに大統領暗殺未遂に見せ掛けた補佐官狙撃を依頼。予測した理論通り銃規制案「ブライトン法案」を確立させる。同じく理論を用いてロス暴動を勃発させるなど、実験と功名心のためにアメリカ社会を混乱に陥れる。
己のカオス理論を完成させるべく、敢てゴルゴに命を狙わせる。その上で理論に基づき、群衆により発生した「特異点」で包囲。狙撃を失敗に終わらせる計画を立てる。だがゴルゴの策略により自身が注目を浴びる「特異点」となってしまい、包囲状態の中で射殺される。
村井 泉
第122巻364話　「アム・シャラーの砲身」
日本の軍事評論家でチューリッヒ軍事研究機関・DAAの特派員。
高校の頃より弾道学に魅入られ、世界的権威であるミハイル・バルト博士に心酔。助手として弟子入りする。やがて探究心の暴走から兵器会社「スプリング社」を設立。スーパーガンの開発を巡り、戦争利用に反対するバルトと意見が対立し殺害。イラクに逃れスーパーガン開発に携わる。アメリカ政府からフセインの野望を阻止する依頼を受けたゴルゴにより、スーパーガンもろとも葬られた。
佐久シゲル
第129巻427話「最終暗号」
日本の数学者。一見浮浪者だが「伝説的な数学の巨人」と称される人物。「数学者に金などいらぬ」と語る純粋な探究者。
太平洋戦争時に九七式欧文印字機を開発。それを用いた暗号で日本軍の快進撃を影から支えた。戦後、その存在を危惧したフリーマンより戦犯の濡れ衣を着せられ十年間服役。出所後はどこの大学にも属さず、世界的論文を次々と発表した。
各国の機密情報や人々の私的情報が握られつつある現状を憂い、「解読不能な最終暗号を誰でも簡単に創り出せる公式」を証明し発表。日本政府の説得や身の危険を顧みず、二人の教授とゴルゴの協力のもと公式を完成させた。
モデルは小平邦彦。
丁
第389話「害虫戦争」
中国農業部長。農業弱小国の原因となった大躍進政策による蝗害の恐ろしさを、身を以て知る人物。
植物保護署長・馮（フォン）博士からハイクロップ社の陰謀を報告されるも、アメリカへの刺激による穀物輸入の影響を懸念。「他言無用」と却下する。だが教え子を殺されてまで情報を入手した馮の無念と、生態系と人間社会への危惧から、「この問題をこのままにしておかない」と約束。ゴルゴにハイクロップ社が開発中の害虫「アワノメイガ」の絶滅を依頼する。

## 聖職者・僧侶

### キリスト教
ゴルゴのネーミングがキリスト教にとって忌み嫌われた言葉であるにもかかわらず、敵対行為を示したことはほとんど無い。
ヨハネ・パウロ2世
第264代ローマ教皇。
主にキリスト教絡みで名前が挙げられる他、「ズドロナス・マリヨ」「国王ゴードインの依頼」「新法王の条件」などでたびたび登場している。
マージョ
第59巻206話「アルヘンチーノ・ティグレ（アルゼンチンの虎）」
ブエノスアイレス在住の神父でイギリス政府の連絡員。任務の為アルゼンチンに潜入したゴルゴに協力。任務を終えたゴルゴを連れ、脱出機の待つ合流地点に向かう。だが途中で攻撃ヘリに発見され、自ら囮となり車と共に爆散する。
ビオ
第62巻213話「ビオ・グレゴリオ司教」
バチカン市国財務局の老司教。南ア政府に監禁中の枢機卿・マーローの釈放を要求。「応じねば地獄に落とす」と警告する。腹心の修道士らと暗躍し、南ア経済の生命線であるクルーガーランド金貨を市場に大量放出する。暴落に慌てる南ア政府を尻目に最終放出準備を完了。政府を降し要求を認めさせる。その傍らゴルゴと接触。枢機卿と黒人労働者を欺いたファショダ・バンギUDF（統一民主戦線）議長代理の殺害を依頼する。
イエスを騙った嘘や、独断で「最後の審判」を担保にかけ、司教にあるまじく妻を持つなど中々のくせ者。その一方で聖人・マーローを深く敬愛し、法王からも揺るぎない信頼を寄せられている。
旧名はブレンノ。第二次大戦中の旧ユーゴスラビアにおいて対ドイツ軍パルチザンの総司令官を務めた。時の大統領チトーに最後まで存在を惜しまれ、現職の陸軍元帥すら恐縮する傑物。
マリオ・ヴィリャーノ
第132巻384話「新法王の条件」
バチカンの枢機卿。「陰の法王」の異名を持ち、世界中の信者を通して情報収集および活動を行う。
中国政府による次期法王最有力候補・タジーム・エヴァンス暗殺計画の情報を入手。ゴルゴに暗殺者の抹殺を依頼し、タジームの周辺警護と共にゴルゴをサポートする。

### チベット仏教
ダライ・ラマ14世
第119巻398話「白龍昇り立つ」
ゴルゴに対し中国政府による転生祭の妨害工作及び、自らが選んだパンチェン・ラマであるラモンのインドへの亡命の援助を要請する。
ラモン
第119巻398話「白龍昇り立つ」
ダライ・ラマ14世が選んだパンチェン・ラマ。ダライ・ラマのシンパと共にヒマラヤ経由でインドへの亡命を図る中、偶然ゴルゴと接触し結果的に命を助けられる。
中国当局の拷問に耐え、厳寒のヒマラヤでも黙々と進む精神力を持ち、追跡部隊のリーダー・燐も舌を巻いている。
スピンオフ作品『Gの遺伝子 少女ファネット』にも登場、ファネット・ゴベールを手助けする。
モデルはゲンドゥン・チューキ・ニマ。

### 新興宗教
ジム・ジョーンズ
第45巻159話「地獄からの生還者」
新興宗教「人民寺院」の教祖。アンフェタミンの常用から激しい強迫観念を持つ。
説教と麻薬により信者を懐柔し、彼らの財産を吸い上げる。ガイアナの本拠地を武装で固め、信者との乱交に耽る。集団自殺のリハーサルを行うなど常軌を逸した行動が目立つ。
アメリカ軍特殊部隊「悪魔の軍団」とゴルゴから同時に命を狙われ、ゴルゴに射殺される。
ミハイル
第112巻374話「死臭の聖者」（アニメ版第16話）　
声：池田秀一　　
ロシア出身。ニューヨークにある新興宗教「ミハイル教」の教祖で、数々の超能力を使う。またロシアマフィアの首領でもあり、抗争にて顔に傷を負って以来マスクを着用している。
西シベリアのオビ川流域にある異教徒の隠れ村にて生まれる。宣教師だった父親が宗教弾圧により殺害。やがて不思議な能力に目覚め、正教会の聖職者となった後は布教先にて次々と奇跡を起こし、熱烈な信者を集めてゆく。アメリカに渡った後は自身の信者を増やす傍ら現地のロシアマフィアを取り込み、信者で構成された戦闘部隊を設立。マフィアへの報復と要人テロを繰り返す。
初対面のゴルゴに前世での邂逅を感じ「伝説の悪魔の子」として警戒。だが自ら予知していた「終焉の地」にて隙を突かれて絞殺され、拠点「ロシアの城」と共に炎に包まれる。
アニメ版では「不思議な力を持たないイカサマ師」に変更。
柴洪史（さいこうし）
第140巻402話　「1億人の蠢き」
信者数1億人の新興宗教「金鵬来」の創始者。穏やかな性格で信望も厚い。修行により未来を予知する神力「天目」を習得している。
「易姓革命」の再現を恐れた中国政府から命を狙われアメリカに亡命。香港華僑の支援の元で布教活動を続ける。中国政府から依頼を受けたゴルゴに命をねらわれるが、既に自身の死を天目にて予知。命と引き換えに金鵬来の「平和の教え」を広めようと、信者達の前で狙撃された瞬間、身体に巻いた爆弾で爆死。
死の直後、ネットを通じ「自分が死んでも精神となって皆の中に語りかける」と遺志を掲示。中国の目論みとは逆に入信者は爆発的に増加し、「虎は死しても皮を残す」結果となった。
モデルは「法輪功」の創始者である李洪志。

## 偽ゴルゴ13
裏社会におけるゴルゴの知名度と技能の高さから、ゴルゴの名を騙る偽者も幾度と登場したことがある。

### 外見をゴルゴに似せた人物
ビル
第31巻112話「ハワード・ヒューズ氏の息子」
変装屋。
ゴルゴと瓜二つのマスクを被り連続婦女暴行未遂事件を起こし、ロサンゼルス市警に指名手配させる。ゴルゴの意を受けたユニオン・コルスにより偽物であることが発覚。脅迫による恐怖に震えながら警察に自首した。偽者ながら命を奪われなかったが、これはゴルゴ本人の指名手配を解くために「真犯人の自首」が必要だったからだと思われる。
ラチュルク
第53巻187話「ズドロナス・マリヨ」
イスタンブールのウシュクダラ・カトリック教会の神父。枢機卿にしてフリーメイソンの一員。
5年前の交通事故の際にフリーメーソンの説得でゴルゴの顔に整形。長年に渡り計画に協力してきたが、ゴルゴが依頼を受ける際、自分の複製品を許さず射殺した。
計画の発案者は「二度と複製を作らないこと」を条件に処分を免れている。

### ゴルゴの名を騙った人物
ベン・ピアース
第6巻26話「ラブはナイフ」（アニメ版第30話）
声：小杉十郎太
ナイフ使いの暗殺者。ドサまわりのサーカスから逃げだし、500ドルで人殺しを請け負うチンピラとなる。
相棒のマーサ（声：日野由利加）と共に、ゴルゴの名を騙った高額の依頼を受けるようになる。しかし「代用品」であることが我慢できなくなり、己の名を「上書き」しようと目論む。ゴルゴが仕事のため乗り込む客船に同乗。狙撃の瞬間を狙いナイフを投げるが構えた銃で防がれ、反撃を受け死亡した。

### ゴルゴの手口を真似た人物
キャドマス・ケッタリング
第69巻233話「弾道」
妻のリンダから離婚と慰謝料の請求を持ちかけられたことで、リンダの殺害を画策する。
キャドマスの知人、レイノルズからゴルゴを紹介してもらうも、自らリンダを狙撃し、それをゴルゴの犯行に見せかけるため、口座から50万ドルを引き出し、それをゴルゴに支払ったように偽装する。
キャドマスの工作の結果、リンダの狙撃がゴルゴの犯行だという容疑をかけることに成功するが、ゴルゴは黙秘を貫き通し、後にキャドマスの犯行だということが判明する。
最後は、自身に容疑をかけた犯人だと知ったゴルゴに狙撃されて死亡する。
フランキー
第113巻378話「殺人マニュアル」
ゴルゴに憧れを抱く殺し屋で、暗殺の際は同様にM-16を使用。標的の眉間を撃ち抜く腕前だが性格に問題あり。
手口を真似られたゴルゴに正体を知られた上、身柄引渡しに応じなかった父、リヴェッツを殺される。復讐のため友人のパソコンマニアに相談し、ゴルゴに勝つ手段を算出。改造拳銃を使い背後のゴルゴに不意撃ちを仕掛けるも、看破していたゴルゴの反撃により死亡。計算によるとその勝率はわずか2％でしかなかった。
なお、あくまでもゴルゴに憧れて真似をしていただけで、ゴルゴを騙ったわけではない。

### ゴルゴと間違われた人物
トニー・トウゴウ
第119巻360話「間違われた男」
アメリカの電動工具のセールスマン。バツイチ。セールスと女性への腕前は中々のもの。
名前と風貌がゴルゴに似ていたため間違われ、マフィアの暗殺を引き受ける羽目に。逃げることもできず死を覚悟するが、何者かにより標的は殺害。窮地をしのぎ生還する。依頼人は彼が別人であることに最後まで気付かなかった。
報酬金から（女性を含めた）接待までの全てをトニーが受けたため、ゴルゴは無償で依頼をこなしたことになる。
ゴルゴに処分されなかった理由は「素で似ているだけの上、全くの偶然で間違われていたため」である。

## ゴルゴのルーツにかかわる可能性のある人物

### ゴルゴ自身に擬せられた人々
諸説あるが、生まれや育ちが特別であること、顔つきもゴルゴと近い点で共通している。下記のうち、死亡が確認された3名は別人であることが判明しているが、それ以外については真相は謎のままで終わっている。

#### ゴルゴ自身に擬せられた人々
東研作（あずまけんさく）
第14巻61話「日本人・東研作」
生年月日不明。父・候作と母、妹・千恵子の3人家族。
10歳の時、母親とアメリカ軍将校の不倫を目撃し、2人を射殺。その後、元陸軍大佐・伊藤忠政に引き取られ、彼が組織する「I機関」にて工作員の訓練を受ける。初仕事として、CICの指示・CIAの依頼によりソ連大使館員を殺害する。1966年、KGBの依頼でスパイ活動中、CIA工作員に射殺される。
「I機関」での成績は優秀で、特に射撃能力は抜群だった。
ゴルゴとは髪型が異なる。
芹沢五郎（せりざわごろう）
第27巻100話「芹沢家殺人事件」
1938年生まれ。芹沢家の末弟。1946年6月、芹沢五郎が8歳の時、父と4人の兄が殺される「芹沢家殺人事件」が発生。
事件の唯一の生存者でありながら、有力な証言もしないまま15年経ち、公訴時効を迎える。さらに妹・ひろ子（当時6歳）が再会直後に行方不明となり、五郎とひろ子を育てた元使用人2人も何者かに射殺され、これらの事件が五郎の犯行ではないかと疑われるが、有力な証拠もないまま迷宮入りし、天涯孤独となる。その後パリへ渡った後、消息を絶つ。
五郎の行方不明とゴルゴが裏の世界で知られ始めた時期はほぼ同じ。また専門家が導き出した、芹沢の整形手術後の一番理想的な顔がゴルゴである。
アレクセイ・スメルジャコフの息子
第36巻127話「おろしや間諜伝説」
本名不詳。1940年5月、白系ロシア人のアレクセイ・スメルジャコフと、日本人の小柳美沙との間に生まれる。1956年、家族と共にソ連へ移住する。父から「世界に通じる男」として教育を受けるが、決裂後に殺害された。
顔立ちはゴルゴ似で、両親の優秀な能力を継承していること、「イエスの処刑話を目を輝かせて聞いていた」という逸話などから同一人物と思われたが、結局は別人であった。
小説版では、年代設定が2010年に変更されるに伴い、アレクセイの孫として登場する。
五島貴之（ごとうたかゆき）
第41巻145話「蒼狼漂う果て」
父・秀之は馬賊の頭目で、日本人と清朝の末裔の混血。母親はロマノフ朝の末裔。弟の名は政之。
秀之達が阿片輸送中に窮地に陥った時、射撃と機転で救出。この時の初陣で10人を射殺する。日中戦争終結後、父と共にイスタンブールへ渡るも、政之が産まれ後に父は失踪。13歳の時国連評議会に出席するラビに従事すべく、政之を残し渡米。以後、消息を絶つ。
ゴルゴが政之の依頼で秀之のボディーガードを請け負っている他、彼の目元が若き日の秀之のものと酷似している。
東郷狂介（とうごうきょうすけ）
第51巻179話「毛沢東の遺言」
超高度東洋創出所で生まれる。父は東郷平八郎の子孫で日露混血の宗介。母はチンギス・カンの末裔ツベルマ。
3歳の時、病気で苦しむツベルマを射殺し、宗介に置き去りにされる。その後、関東軍に混ざり抵抗活動を行う中で中国軍に保護され、毛沢東に溺愛される。陳伯達、賀竜、林彪、周恩来らの英才教育により著しい成長を遂げるも、出自を探られた途端に消息を絶つ。後に弁公室から「死亡」扱いとして処理される。
東郷英治（とうごうえいじ、英治・マインベルグ・東郷）
第57巻199話「河豚の季節」
日系ユダヤ人。父親は東郷明。母親はナタリア。
上海租界で生まれる。幼い頃に両親の無惨な死を目の当たりにしており、それ以降無口な性格となる。建国間も無いイスラエルに渡り軍に入隊、射撃と格闘術に非凡な才能を見せるが、第三次中東戦争で所属部隊は全滅、行方不明になる。
グレゴリー・皇士・東郷・ロマノフ（－・たかし・とうごう・－）
第81巻278話「すべて人民のもの」
日露混血。父親は東郷麟三。母親は皇帝ニコライ2世の皇女ドーラ・ニコラエヴァ。シュヴァイツェルの義弟であり、もう一人のロマノフ家の財産の相続人。
シベリアイルクーツク州ネポン村にて生まれる。両親に愛されて育ちながら格闘技、射撃術を取得。モスクワに向かった父を追うべく母の元を離れ、ポクロフスコ村にて父の亡骸を3か月間チェーカーから守り抜いた後、消息を絶つ。戦後伯母のアンナと面会。相続人の証であるメダルを渡され、その後に他界した模様。
狙撃の腕前は天才的で、幼少時には既に馬上射撃術やコサック秘伝の「よみ撃ち」をマスターしている。
優しい心の少年だったが、それだけに父の死の衝撃は計り知れず、母からは「生きていれば感情を破壊された機械」と憶測されている。
東堂高志（とうどうたかし）
第86巻293話「禿鷲伝説」
関東軍第一師団所属「卍機関」の隊長・堂征一郎大尉の子。
敗戦時に両親は死亡。5歳の時、姉・千春がソ連兵の辱めを受け自決し、その兵士を射殺し逃走。黒竜江省ペイアンにて拾い主の馬天明に「禿鷲」と名付けられ、同じ孤児である義妹・秋花（日本名・福原よし江）と共に育ちながら、四拳流カンフーとナイフ等の飛び道具の訓練を受ける。15歳の頃、政府軍狩り中の解放軍と遭遇し隊員を抹殺。馬一家に別れを告げ逃走する。
やがて匪賊「黒竜団」に加わり射撃術を叩き込まれる。紅衛兵幹部を三十人以上暗殺し、1965年以降に脱退する。
ベトナム戦争では「ヨン・リー・バンミン」と名乗り、ベトコンの狙撃兵として活躍。「モンキー・ハント（エテ公狩り）」で約100名を葬るなど数々の功績を上げ、米軍から「ホーク・アイ（鷹の目）」と呼ばれ恐れられる。CIAに買収された親友・グエン自ら背後から撃って殺したと語る。
以前の作品「南フロリダ殺人ゲーム」にてFBI捜査官マーク・ブラッドが、ゴルゴに匹敵する狙撃手として「ヨン・リー・バンミン」の名を挙げ、彼が戦死したと語っている。
東郷俊太郎の息子
第160巻「亜細亜の遺産」「亜細亜の遺産 その後」
本名不詳。生年月日不明。東郷俊太郎と母親（詳細不明）の間に生まれた息子。
中央情報局（CIA）の附属機関である犯罪因子研究所の血液分析チームによる分析から、東郷俊太郎とゴルゴが父子である可能性が99%と判定されるが、後に捏造と判明し、またゴルゴ自身も「東郷俊太郎の息子ではない」と否定している。

### その親縁者
榊原千恵子（さかきばらちえこ）
第14巻61話「日本人・東研作」
旧姓は東千恵子で研作の妹。
研作の射殺事件後、別の家に引き取られる。やがて榊原商事の榊原実と見合い結婚。1972年、ラスベガスで交通事故死。その遺品の中にあった研作の写真が、マンディ・ワシントンに「ゴルゴ＝東研作」説を調査させるきっかけとなる。
夫には秘密を作らず何でも話し合ってきた仲だったが、研作の存在はひた隠しにしていた。
アレクセイ・スメルジャコフ
第36巻127話「おろしや間諜伝説」
元・帝政ロシア帝国陸軍少尉。運動能力と射撃術に優れる。ナホトカに弟がいる。毎年一定期間、右半身が麻痺する持病を持つ。
陸軍時代には四種目でオリンピック代表候補に選出されるも、日本へ亡命。日本政府から重用され、反ソ活動を展開する。二重スパイの嫌疑から軟禁され、監視役の小柳美沙と結婚。男子を儲ける。妻子を連れ日本を脱し、ソ連に帰順。KGBの専属狙撃手となる。反抗した息子を殺害後、自分の身代わりに仕立て姿を消す。
息子の調査に当たっていた自衛隊幕僚庁の調査局員4名を抹殺。この仕事を最後に引退するつもりだったが、車で逃亡中、麻痺状態に陥り事故死した。
名前の由来はドストエフスキー『カラマーゾフの兄弟』の登場人物で、作中にて反ソ活動時代の「祖国への反逆」を親殺しになぞらえられている。
小説版では「コサック出身で満州国関東軍の軍事顧問。ソ連軍侵攻の際、息子・ワシリーに殺害された」という設定で、原作でのエピソードは、ほぼワシリーに置き換えられている。
小柳美沙（こやなぎみさ）
第36巻127話「おろしや間諜伝説」
外務省の諜報員で暗号名は「ミッサーシュミット」。20数カ国語に精通する。
監視役としてスメルジャコフと結婚。夫と息子と共にソ連に渡るが、後に帰国し北海道に隠れ住む。夫が死んだと誤解し、移送中の輸送機から投身自殺した。
小説版では、バレエの留学生としてソ連に派遣。だがKGBの工作員として洗脳され、任地のベトナムでワシリーに強要され内縁関係となる。また暗号名はワシリーがつけた愛称となっている。
五島秀之（ごとうひでゆき）
第41巻145話「蒼狼漂う果て」
旧日本陸軍将校で階級は少尉。満州での名は尚秀鴻（シャン・シューホン）。ユダヤ名はシェイク・ゴトー。貴之、政之の父。
二・二六事件参加後に自害を図るが、父が身代わりとなり割腹。その際、亡き母が中国人であった出自を明かされる。父の遺言に従い満州に渡り、馬賊の頭目となる。ロシア王朝の末裔・ソフィアとの間に貴之を儲けた後、ソフィアと生き別れる。日中戦争にて抗日戦を展開。終戦後、貴之と共にイスタンブールに渡りユダヤ人に共感。イスラエル建国運動に参加する。スペイン系ユダヤ人クラチナと結ばれ政之を儲ける。イスラエルの独立承認後、息子達を残し人知れず出国。旧満州の同胞のもとへと戻り遊牧民となる。
中ソ国境付近にて被ばくし、重度の放射線病を負う。同士の手引きにより政之と再会。自らの来歴を語り終えた後、息を引き取る。
不祥事の生き証人として命を狙われるが、ボディーガードの依頼を受けたゴルゴによりその最期を守られる。
顔立ち(特に目)がゴルゴ１３に似ている。
五島政之（ごとうまさゆき）
第41巻145話「蒼狼漂う果て」
ユダヤ国民基金ジュネーブ支部長。五島秀之の息子で貴之の弟。ゴルゴの弟であるかもしれない人物。
出自を知らず育つ。後に消息不明だった父と思いがけず再会を果たし、その口から来歴を語られる。
父の護衛をゴルゴに依頼した際、「氏より育ちか」と意味深長な発言を受ける。
東郷宗介（とうごうそうすけ）
第51巻179話「毛沢東の遺言」
東郷平八郎の傍流の孫。父親はロシア革命時代、「ラスコールニコフ」の暗号名で暗躍した猟奇的暗殺者。
自分に流れる暗殺者の血を浄化するのが目的で、ジンギスカンの末裔と性交。その結果生まれた狂介に愛情を抱けず憎悪すら抱く。狂介の母親の射殺行為を介錯と捉え、殺さず置き去りにする。
終戦後は人とのかかわりを断ち生活。弁公室の話から、狂介がゴルゴではないか、と疑念を抱き対峙。「暗殺者の血の宿命」を断ち切ろうと切り掛かり射殺された。
東郷明（とうごうあきら）
第57巻199話「河豚の季節」
声：原康義（ラジオドラマ版）
大日本帝国海軍少尉で、示現流居合いの達人。上海租界で知り合ったユダヤ人のナタリア（声：杉田かおる（ラジオドラマ版））と結婚、英治をもうけた。大東亜共栄圏の理想を頑なに信じ軍部と衝突、同僚に暗殺された。
モシュ・ハルツ・マインベルク
第57巻199話「河豚の季節」
声：高城淳一（ラジオドラマ版）
ポーランド出身のユダヤ人。東郷英治の叔父に当たる人物。
表向きは日本の商社「マインベルグ商会」の社長だが、その正体は世界を股にかける武器商人。「戦後最大の謎の人物」と称され、素性を探る者を妨害する。
大学にて経済学を学ぶ。第二次世界大戦時に祖国を脱出。両親と生き別れ、妹・ナタリアと共にユダヤ人定住計画（河豚計画）を提唱する日本を目指す。疎開先の上海にて東欧ユダヤ人委員会会計係に就任。ナタリアと義弟の東郷明、甥の英治と共に幸福な一時を暮らす。やがてユダヤ人排斥と国を持たなぬ現状に絶望し、知識と地位と利用して横領や横流しに加担する。日本の降伏とパレスチナ移住を早めるべく米軍に軍事情報を密告するが、無差別爆撃によりナタリアを失う。終戦後は英治をイスラエルに送り、上海時代の蓄財を元に東京で起業。政財界の黒幕と繋がり、兵器転用可能な日本製品を影で仲介し輸出する。
自分の命を狙うゴルゴを成長した英治と直感。思い出の地・上海にて密会するが、必死の謝罪、説得にもかかわらず射殺される。
ゴルゴを見て「鍛えられた肉体は明に生き写しであり、顎の形はナタリア似」と評している。
東郷麟三（とうごうりんぞう）
第81巻277話「すべて人民のもの」
東條英機の元秘書。文官でありながら格闘術や銃器の扱いに長ける。
東條救出に失敗後、潜伏先で知り合ったコサックからドーラ救出の依頼を引き受け出国。逃避行の中でドーラと愛が芽生える。コサックの村にて儲けた皇士に日本の古武術を教え、幸福な数年間を過ごす。チェーカーに村を焼き討ちされ、仇を討つべく単身モスクワへ出立。途上の戦闘にて壮絶な最期を遂げる。遺体は皇士の手により、ラスプーチンの墓の隣に埋葬された。
ドロシー・ローム（本名：ドーラ・ニコラエヴァ・ロマノフ）
第81巻277話「すべて人民のもの」
皇帝ニコライ2世の五番目の皇女でアナスタシアの妹。皇后とラスプーチンの不義の子という噂がある。晩年は目を患う。
1915年生まれ。革命後、皇后らと監禁され、後に姉と共にルーマニアへと逃れる。姉と別れた後にスターリンに拘束され、幽閉先のグルジアでニコライを出産。5年後、東郷麟三らに救出されシベリアに脱出。東郷との間に皇士をもうけるが戦乱の中で生き別れとなる。スターリンの死後ソ連を脱出。イギリスに渡ってからは名前と過去を捨て、姉とは対照的に隠遁生活を送る。
気高くも思いやりのある女性。息子達の現在の有様を悲観視しており、その原因である自分が復讐に遭うことを予想している。
出生後にラスプーチンより同等の能力を授かっており、不思議な治癒能力を持つ。年老いた今も、復讐に来たニコライを察知する能力を見せる。
ゴルゴの写真と殺気に何かを感じ取り、涙を流している。
ニコライ・シュヴァイツェル（本名：ニコライ・セルゲヴィチ・ロマノフ）
第81巻277話「すべて人民のもの」
1943生まれ。グルジア出身。スペツナズの将校で階級は大佐。母親は皇帝ニコライ二世の孫で皇女ドーラ。父親はドーラの監視役・セルゲイ。ゴルゴの異父兄弟（兄）の可能性を持つ人物。
偽装結婚による不仲な家庭環境に育つ。5歳の頃に母が失踪、父も15歳の時に病死。参謀本部大学へと進み、スペツナズ養成機関・ノアール高等士官学校を卒業。ブレジネフからの信頼も厚く、後に最高総統支部・セミョン・オガルコフの片腕となる。
ペレストロイカ後に秘匿していた出生を党に報告。ソ連政府の後ろ盾の元、スイス銀行に眠るロマノフ家の財産の返還を要求する。相続の真の目的はオガルコフら反ゴルバチョフ派によるクーデター工作の資金調達にあったが、計画が発覚し政府から追われる身となる。
もう一人の相続者を探す過程で母の居場所を突き止めるが、政府の依頼を受けたゴルゴの「よみ撃ち」に遭い、復讐を果たせず死亡。
親の愛情に飢えて育ったことが原因で、全てを憎悪する冷酷な性格となる。忠誠を誓うのは里親でもあるオガルコフのみ。母に裏切られて以来、色事師でありながら根強い女性不信を抱く。
オガルコフの自害やゴルゴの殺気を直感で察知する不思議な能力を秘めており、その雰囲気からラスプーチンを連想する者も多い。接近戦（ショートキル）においてソ連最強を謳われ、本国からの追跡者を悉く返り討ちにする。
アンナ・マナハン（本名：アナスタシア・ニコラエヴナ）
第81巻277話「すべて人民のもの」
皇帝ニコライ2世の第4皇女で、シュヴァイツェルと皇士・東郷の叔母。ゴルゴの叔母の可能性を持つ人物。
妹・ドーラと共にルーマニアへ脱出し結婚。夫と死別した後、ドーラを残してベルリンに渡り、自分の正体を告白。スターリンの死後、政治的陰謀に翻弄されつつ長い裁判闘争を繰り広げる。後にアメリカにて大学教授・ポール・マナハンと再婚。晩年に行方不明だった皇士と会い、ロマノフの遺産相続人の証であるメダルを託す。2年後の1984年に死去。
モデルはアンナ・アンダーソン。
グレゴリー・ラスプーチン
第81巻277話「すべて人民のもの」
作中ではシュヴァイツェルと皇士・東郷の祖父。ゴルゴの祖父の可能性を持つ。
幼少時の「ゴーゴリ（金瞳鴨）」というあだ名がロマノフの財産の口座番号に使われていることや、皇室に財産の海外移転を進言していることから、彼がスイス銀行への信託に関与した可能性がある。
東堂征一郎
第86巻293話「禿鷲伝説」
関東軍第一師団所属「卍機関」の隊長で階級は大尉。暗号名は「金狼」。
日ソ戦で活躍。終戦に備え関東軍が準備した「Z資金」の調達任務に関わっていたが、戦死によりその所在は謎となる。
東郷俊太郎
第160巻452話「亜細亜の遺産」
※ルーツの情報が捏造であるため、ゴルゴ本人とされる人物自体は存在しない。
陸軍中野学校出身の工作員で、狙撃の腕は天才的。報酬を目的とし思想に囚われないフリーのテロリスト。
インドネシアでテロ活動をしていた高沢と黒田に請われ組織に参加する。戦後は下山事件や三鷹事件などの首謀者として暗躍。さらに専属を提案する黒田とその息子を殺害する。ソ連のチェコスロバキア侵攻時、プラハに潜伏。反ソ地下組織のメンバー達を次々射殺するが、KGBの二重スパイに行動を読まれ、敵の待ち伏せを受け死亡した。
ゴルゴの排除を謀った高沢が黒田機関を利用するために遺伝子解析を捏造して彼の遺児として黒田の娘に伝えるも失敗に終わる。その高沢も事実をつきとめたゴルゴに「俺は東郷俊太郎の息子ではない」と告知された直後に射殺されている。
ファネット・ゴベール
初出は第206巻第562話「Gの遺伝子」
ゴルゴから輸血された過去を持ち、様々な超人的な能力を持つフランスのパリに住む中学生の少女。
『ビッグコミック増刊』にて2022年8月増刊号から、ファネットを主人公としたスピンオフ作品『Gの遺伝子 少女ファネット』が連載されている。

### 探索者たち
マンディ・ワシントン
「ジャーナリスト・作家」の節を参照。
大山英雄
第14巻61話「日本人・東研作」
日本人ジャーナリスト。親友マンディのゴルゴの調査に協力するが、それを快く思わない者の手で射殺される。
マンディは彼の死を自分の責任と考え、たびたび悔やんでいる。
安井修記郎
第27巻100話「芹沢家殺人事件」
芹沢家惨殺事件担当の刑事。時効と退職後も家族を顧みず解明に執念を燃やし、唯一の生存者である五郎を追う。「芹沢五郎＝ゴルゴ」という推察を確証すべく、死を覚悟してゴルゴと接触し殺害される。
竜造寺
第41巻145話「蒼狼漂う果て」
日本の同盟新聞社の外報部員。
五島秀之の取材のためアフガニスタンに飛び、その激動の半生を聞く。その後「ゴルゴ＝五島貴之」という憶測のもと、危険を覚悟で取材に旅立ったまま消息を絶つ。
弁公室の3人
第51巻179話「毛沢東の遺言」
人民解放軍弁公室第四処国防情報局の捜査員たち。リーダー格らしい男が秀玉祥と呼びかけられる場面があるが、他のふたりの姓名は不明。葉剣英の非公式の指令を受けて、「毛沢東の遺言」を実行するため小東郷（東郷狂介）の消息を追う。その過程でゴルゴ13の存在を知り、彼こそ狂介その人と考えて東郷宗介に接触、マンディ・ワシントンにも協力を要請するが断られる。マッジ・ペンローズの遺稿のゴルゴの素性についての部分が存在することを知り、それを入手した者たちを殺害して遺稿を手に入れるが、そこに現れたゴルゴによって抹殺される。
ブライアン・フェイス
第81巻277話「すべて人民のもの」
ジュネーヴにて事務所を開業する調査員。元は大手銀行の調査部に所属。
その手腕とロシア史に対する博識をヒューラー商会に買われ、ロマノフ家財宝の相続人調査を依頼される。歴史を遡る過程で皇士・東郷の存在に突き当たり、彼の正体がゴルゴである可能性に危惧しながらも、ドーラから真実を聞き出そうとする。
19か国語を話し分け、単身で世界各地を飛び回る。仕事の選り好みと権威への嫌悪感が激しく、CIAからの協力要請にも「愛国心ではなく真実の為」と素っ気ない。
イワン・マルコビッチ・コズロフ
第86巻293話「禿鷲伝説」
元KGB特別局工作員。妻の病気に伴い退役。リツァ湖畔の小屋にて晴耕雨読の年金生活を送る。
ゴルゴの1週間の行動を悟られず調査した経歴があり、ゴルゴの情報を欲するKGBから、過去の調査および殺害の任務を受ける。
「ゴルゴ＝東堂高志」と見解を立てルーツを辿るも、東堂の死に突き当たり無駄に終わる。更にコズロフの行動に疑念を抱いた日本の保守党・黒井が、ゴルゴに殺害を依頼。互いの思惑を知らぬまま対峙し射殺された。
ジェームズ・シンプソン
第106巻357話「血液サンプルG」
血液学者。CIA工作員レスリーの依頼を受け、ゴルゴの採血からDNAを解析。バイカル湖周辺と日本にまで出身地を特定した直後、ゴルゴに研究室ごと葬られた。

## その他
ダニエル
第25巻93話「夜は消えず」（アニメ版47話）
声：佐々木優子
元娼婦で、現在は町長夫人。
5年前にヒモ（声：うえだゆうじ）を射殺後、客のゴルゴをアリバイ工作に利用しようとして「おれを巻き込まないことだ」と忠告される。
結婚記念パーティーを催すホテルにて、休息中のゴルゴと遭遇。脅迫を恐れ殺し屋（声：花田光）を雇う。再びゴルゴから警告を受け誤解を解くが、依頼の中止を無視した殺し屋の巻き添えを喰う形で死亡した。
アニメ版は「1ヶ月前にダニエルの客だったと名乗る男からの電話で強請られ、その男だと思った」という設定になり、原作では一方的な嫉妬心から殺し屋を雇うという、バルドー町長（声：福沢良一）の極端すぎる行動が一部改編されている。
ユミアジン・セラット
第145話「モンゴルの鷹」
「モンゴルの鷹」と呼ばれる「モンゴル独立革命」の英雄で、年老いてなお賞賛を受ける。お飾り、年寄り扱いを嫌う誇り高い人物。
革命軍を指揮する孫・ジャンピンから決起集会での演説を依頼される。その直後、蜃気楼に佇む殺し屋・ゴルゴを単騎で追いかけ、勝負を挑み射殺された。
ドール
第52巻184話「クリスマス・24アワーズ（副題：ゴルゴ13 vs ホテル探偵DOLL）」（アニメ版第37話）
声：高山みなみ
サンライズホテル（アニメ版ではリイドホテル）・チェーンに勤務する女探偵（用心棒）。
ミネソタ州の傘下ホテルに来客したゴルゴと遭遇。当初は性的変質者と勘繰るが、洞察力や素振りから「一流のプロ」と察知。「自分の職場で事件を起こせば（命に換えても）容赦はしない」と警告する。翌日、標的がチェックアウト後に屋外にて射殺。ホテル内での仕事を避けたゴルゴに複雑な胸中を告げ別れた。
さいとう・たかをの別作品『ホテル探偵DOLL』の主人公。
ゴルゴの子供
第55巻192話「黒い瞳／EBONY Eyes」 / 第110巻369話「冷血キャサリン」
現在2名が確認されている。
1人目は第55巻192話「黒い瞳／EBONY Eyes」に登場するジェフ（声：久嶋志帆）。母親は娼婦・ジェニー（声：弓場沙織）。終盤では母親が殺害され、ゴルゴも対面後に立ち去っており、その後の消息は不明。アニメ版では去り際に「God bless you. （神のご加護がありますように）」と告げている。
2人目は第110巻369話「冷血キャサリン」にて登場するジョーイ。母親はテロリスト・キャサリン。3歳の時に爆弾を誤作動させて死亡。アニメ版では墓に献花していることを示唆する描写がある。
アニメ版では登場する順番が逆になっている。また、ジェニーの容姿が原作とはかなり異なっている。
サラ・ペリアン
第132巻386話「少女サラ」（アニメ版第38話）
声：中村千絵
パリに住む少女。父親（声：鈴木琢磨）と二人暮らし。家出後は不良のパトリック（声：櫻井孝宏）のスリの相棒となる。
重要な機密が隠された財布を盗んだことから、テロリスト・カルナック（声：根本泰彦）から命を狙われる。パトリックを惨殺され窮地に陥った所を、カルナック暗殺の依頼を受けたゴルゴに救われる。
ゴルゴの任務完了後、自ら家に帰り父親と和解するが、アニメ版では依頼人・エディス（声：兵藤まこ）から連絡を受け、ホテルまで迎えに来たに変更されている。
イヴァノバ
初出は第602話「地図無き悪霊の森」
ロシア・ウラル山脈の山村に住む女性で、大柄で腕力があり、男勝りな性格。両親と死別しており妹・ミルザと祖父と生活していたが、森で悪霊に襲われ2人は殺害され、復讐を誓ってSNSで協力者を募集していた所に、悪霊ことロシア軍の光学迷彩兵とその開発者の抹殺を依頼されたゴルゴが志願する。紆余曲折の末に任務完了し、巻き込んだイヴァノバの身を案じたゴルゴはウクライナへの亡命を促し、2人の敵討ちに感謝したイヴァノバはウクライナへ亡命した。
第643話「怪力戦士イヴァノバ」ではのちに勃発したウクライナ戦争で義勇兵として活躍。身を挺した行動にウクライナ兵からも同胞として認めている。ロシア軍の戦車長の抹殺を依頼されたゴルゴと再会し、戦車長の抹殺に協力する。依頼完了後は必ず戦争で生き残って再会するとゴルゴと約束し、それまでの別れとゴルゴと一夜を共にした。

## 劇場版アニメ
レオナルド・ドーソン
詳しくは企業家を参照。
ロバート・フレデリック・ドーソン
詳しくは依頼人を参照。
ローラ
声：武藤礼子
ロバートの妻。夫を失った後、自分と娘を復讐計画に利用され絶望する。復讐で人が変わったドーソンを「貴方の本来の姿」と罵倒。家を出た後は娼婦にまで身を落とす。
エミリー
声：滝沢久美子
ロバートとローラの娘。ドーソンの企てにより、ゴルゴを誘う捨て駒として利用される。人形の仕込み銃でゴルゴに不意撃ちを謀るも報復を免れる。
射撃の訓練の果てに無表情となるが、アルバートが撃たれた際はその名を叫びつつ泣き崩れる。
原作「CHECK MATE（チェック・メイト）」に登場する、ヌオールスの孫娘がモデル。
アルバート
声：北村弘一
ドーソンに仕える執事。空港でエミリーと共にゴルゴの命を狙う。エミリーの狙撃失敗後、即座に銃を向け返り撃ちに遭う。
モレッティ
声：納谷六朗
シシリー島出身の司教。マフィアの家系と抗争に嫌気がさし島を出るが、一族を虐殺され復讐を決意。ゴルゴにドクターZの狙撃を依頼後、教義に背いた自分を自らの手で裁く。
原作「シシリー島の墓標」に登場する、セルジオ神父がモデル。
パゴ
声：嶋俊介
ゴルゴとの連絡人。三人組に襲われ瀕死の中、ゴルゴからドクターZの死を告げられ安堵して息を引き取る。
シンディー
声：藤田淑子
シシリー島を掌握しているマフィアの首領「ドクターZ」の娘。マフィアの中で首領と連絡の取れる唯一の人物。男を弄んでは捨てる（処分する）趣味がある。接触を図ったゴルゴの正体を見抜き、仕事から手を引くように嘆願する。
正体はドクターZ。ゴルゴの油断を誘い殺害を図るも、護衛を全て失い正体も見破られる。最後は一人で勝負を挑み射殺される。
リタ
声：小宮和枝
表向きは車のディーラーを営む銃器密造職人。29歳。ゴルゴの依頼を受け特殊改造ライフルを用意する。元F1メカニックだけに車の改造もこなし、ゴルゴからも信頼される腕を持つ。スネークに襲われ絶命。
E・ヤング
声:村越伊知郎
CIA副長官。ゴルゴ殺害計画の責任者の一人。ドーソンに三人組と精鋭部隊を提供。仲間の犠牲も厭わないジェファーソンのやり方に折り合いがつかず対立する。
F・ガービン
声：兼本新吾
FBI本部長。ゴルゴ殺害計画の責任者の一人。巨漢。ドーソンから途方もない脅迫を受け、已む無くゴールドとシルバーを提供する。
T・ジェファーソン
声：小林清志
ペンタゴン所属の将軍（階級は不明）。ゴルゴ殺害計画の責任者の一人。手段より結果を重視し権威主義的な考えを貫く冷酷な人物。ドーソンにブレイガンと実戦部隊、スネークを提供した他、ドーソンビルでの決戦では2個師団の攻撃ヘリ部隊を送り込む。
時計屋
声：千葉耕市
表向きは時計職人の情報屋。ゴルゴの依頼を受け、ドクターＺとシンディーに関する情報及び腕時計型時限爆弾を提供する。スネークに襲われ絶命。ゴルゴと対面した際に一旦蘇生し、警告を残して息絶える。
パブロ
声：青野武
情報屋。ゴルゴから敵の黒幕に関する情報収集を依頼されるが、妻子を人質に取られ、伝言役と鉄砲玉として逆用される。黒幕の正体とその居場所を告げた後、敵わぬと知りながら銃を向け射殺される。
正体不明の強大な敵との死闘でゴルゴが怯えていることを見抜く。
三人組
CIA所属の特殊工作員。眼鏡の初老の男は右腕のフック状の義手、金髪の男は短剣、スキンヘッドで色黒の男は二本のニードルが武器。連携プレイでゴルゴに手傷を負わせるも逃走を許し、その後スネークとの手合わせで為す術なく倒される（生死は不明）。
ボブ・ブレイガン
声：富田耕生
元陸軍中尉で、ジェファーソンの部下。ゴルゴを監視下に置き、実戦部隊や自身と同じ陸軍特殊部隊出身のマフィアの構成員や殺し屋で構成されたチームを率いて殺害計画の指揮を執る。二度目の計画に失敗後、車でゴルゴに特攻。頭部に被弾するも執念で一矢を報い、笑みを浮かべながら炎に包まれる。
ビッグ・スネーク
スカウトしたブレイガンから「世界一の猟犬」と評された殺し屋。名前の通り細い長身で舌も長く、軟体動物を思わせる動きを見せる。赤い瞳で白目の部分が黄色く、殺戮の際は不気味に笑う。
武器は鋲状のヨーヨーと、ワイヤーを内蔵した2本の双身状の小型ナイフ。三人組をいとも簡単に倒す実力者で、ゴルゴの協力者を次々と惨殺した。ドーソンに協力の見返りとして、ローラの体を要求。ドーソンビルにてゴルゴの銃を封じ込め接近戦を挑むが、攻撃ヘリの機銃掃射を浴び死亡。
ゴールド／シルバー
ガービンがドーソンに提供した死刑囚。兄弟であること以外、本名、素性共に不明。相手を「敵」と「味方」でしか認識しない危険人物。ゴールドは髪と服が金色。右目が義眼で右手が義手。シルバーは髪と服が銀色。仮面で醜い素顔を隠し、左足が義足。
ペンタゴンとCIAの共同極秘実験の為、世界中から集められた他の殺し屋と共にゲリラの潜む中央アフリカのバンジバルという国の密林に潜入。二人だけ生き延び壊滅させる。帰国後は変質的な殺人を繰り返し、連邦刑務所に収監される。
ドーソンビルにてゴルゴと対決。一度は銃撃に倒れるが、執念で息を吹き返し、ゴールドは間合いを詰めて義手で立て続けに殴りつけた上で傷口を攻めるが、後頭部を銃のグリップで何度も強打された挙句再度銃弾を撃ち込まれ死亡。シルバーは仮面を割られ、ゴールドが死んだことで自暴自棄になってゴルゴに突進するが、すれ違いざまに手榴弾を銜えさせられ爆死した。

## OVA
ソニア
声：勝生真沙子
ソニアを演じた勝生は後年テレビアニメ版36話「死に絶えた盛装」にてマダム・マルタン役を演じており、同話に登場するカジノの名前が「Queen Bee」に設定されるという小ネタが存在する。
トーマス・ウォルサム
声：中尾隆聖
ロバート・ハーディ
声：有本欽隆
ベニング
声：内田直哉
ゴードンの忠実な部下。帰還兵で精神は半壊状態。階級は中尉。左目に眼帯を着用。
先の戦場では残虐行為を繰り返すもその功績を買われ、小隊の隊長に任命。コムネロ民族解放戦線と対峙する。圧倒的不利を挽回し善戦するものの、ゴルゴとソニアによって部下は全滅。ゴルゴに一騎討ちを挑み、片目をナイフで刺され死亡した。
情報屋
声：大塚明夫
ロッチーニ
声：上田敏也
ゴードン
声：富田耕生
アントニオ
声：荒川太郎
アンリ
声：菊地祥子
バーナード
声：中村大樹
ゴメス将軍
声：麦人
コムネロ民族解放戦線の指揮官。
バーテン
声：梅津秀行